# Speisewagen

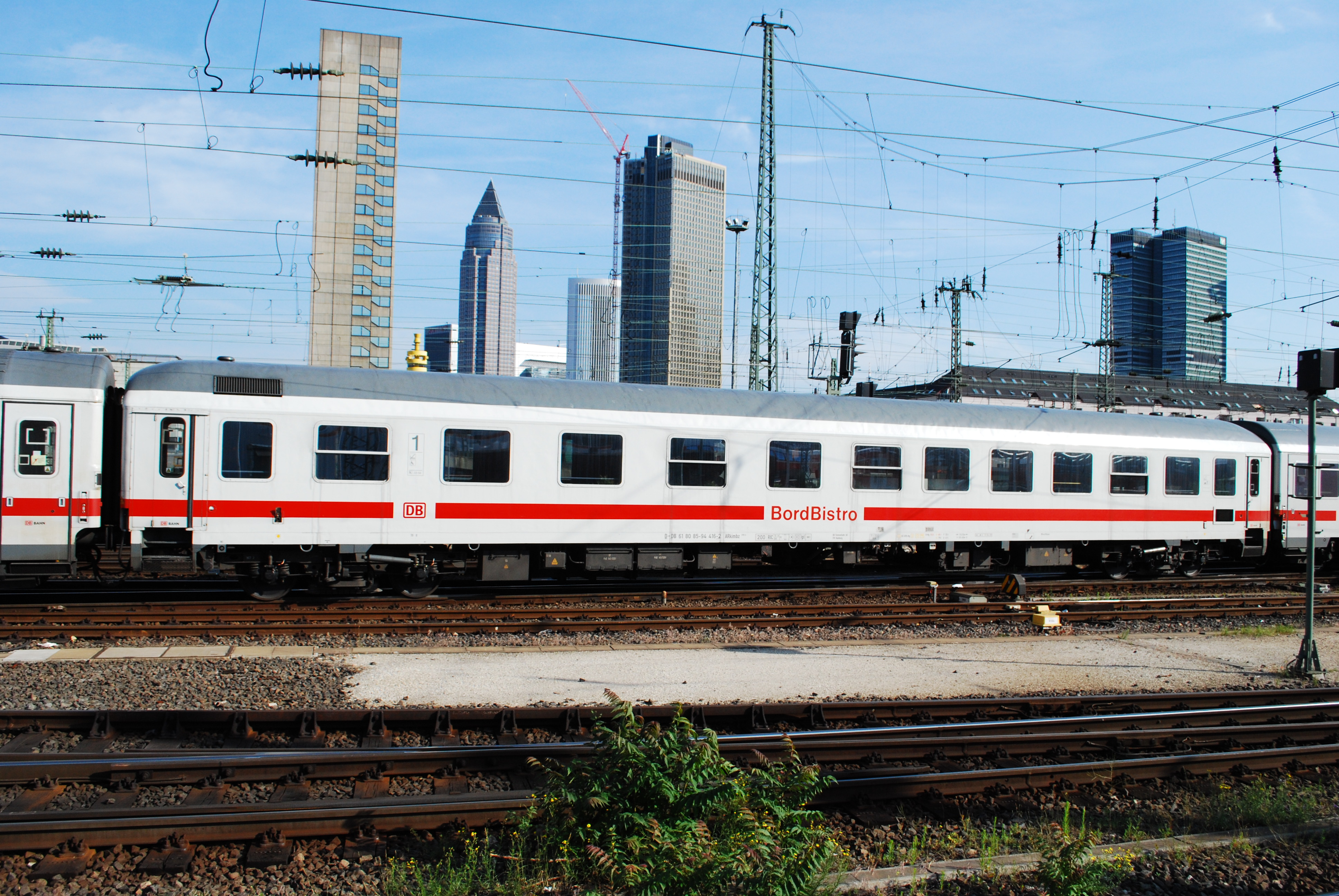
Bordbistro in Intercityzug der Deutschen Bahn

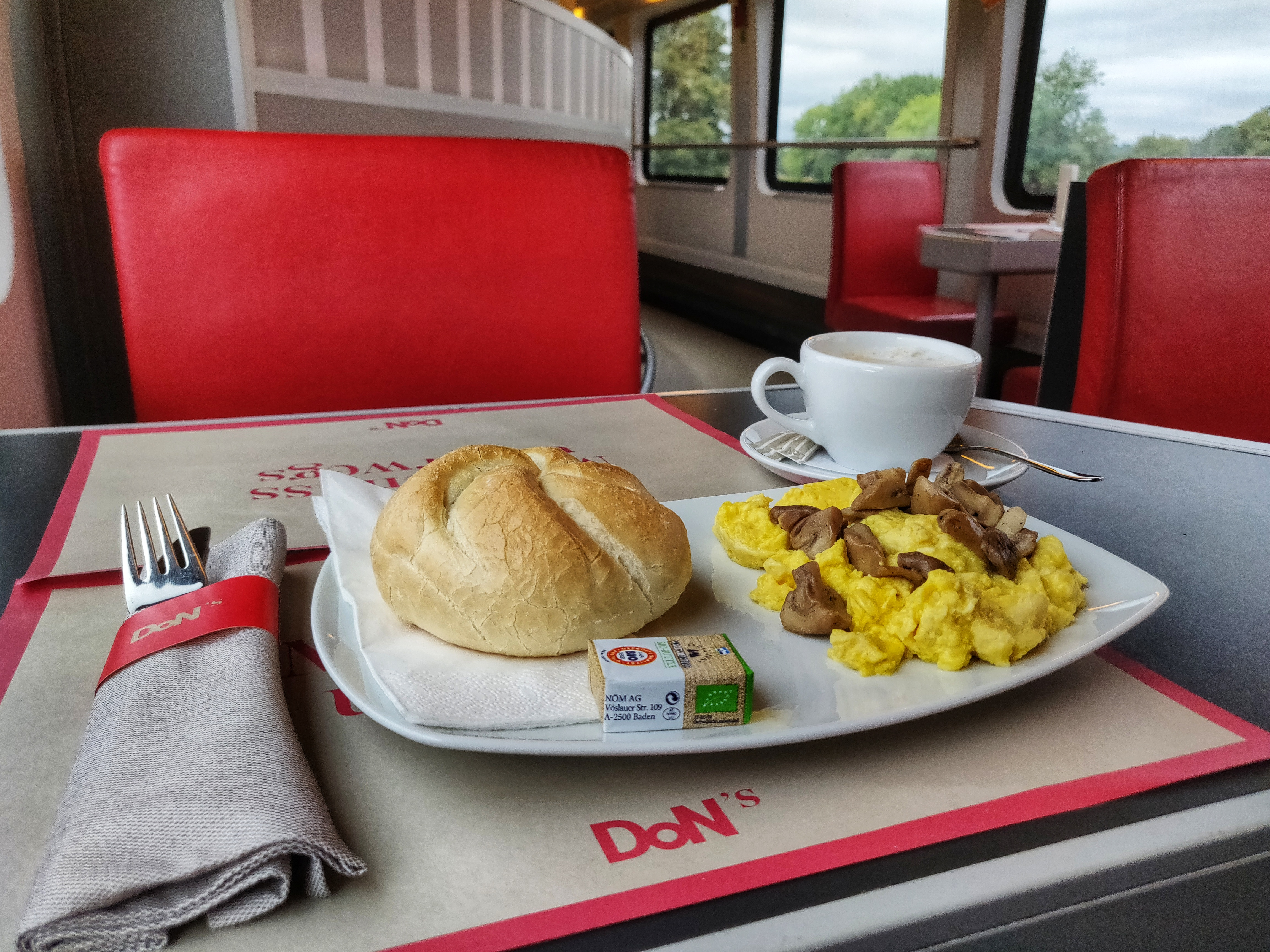
Ein Gericht im Speisewagen der ÖBB (Railjet)

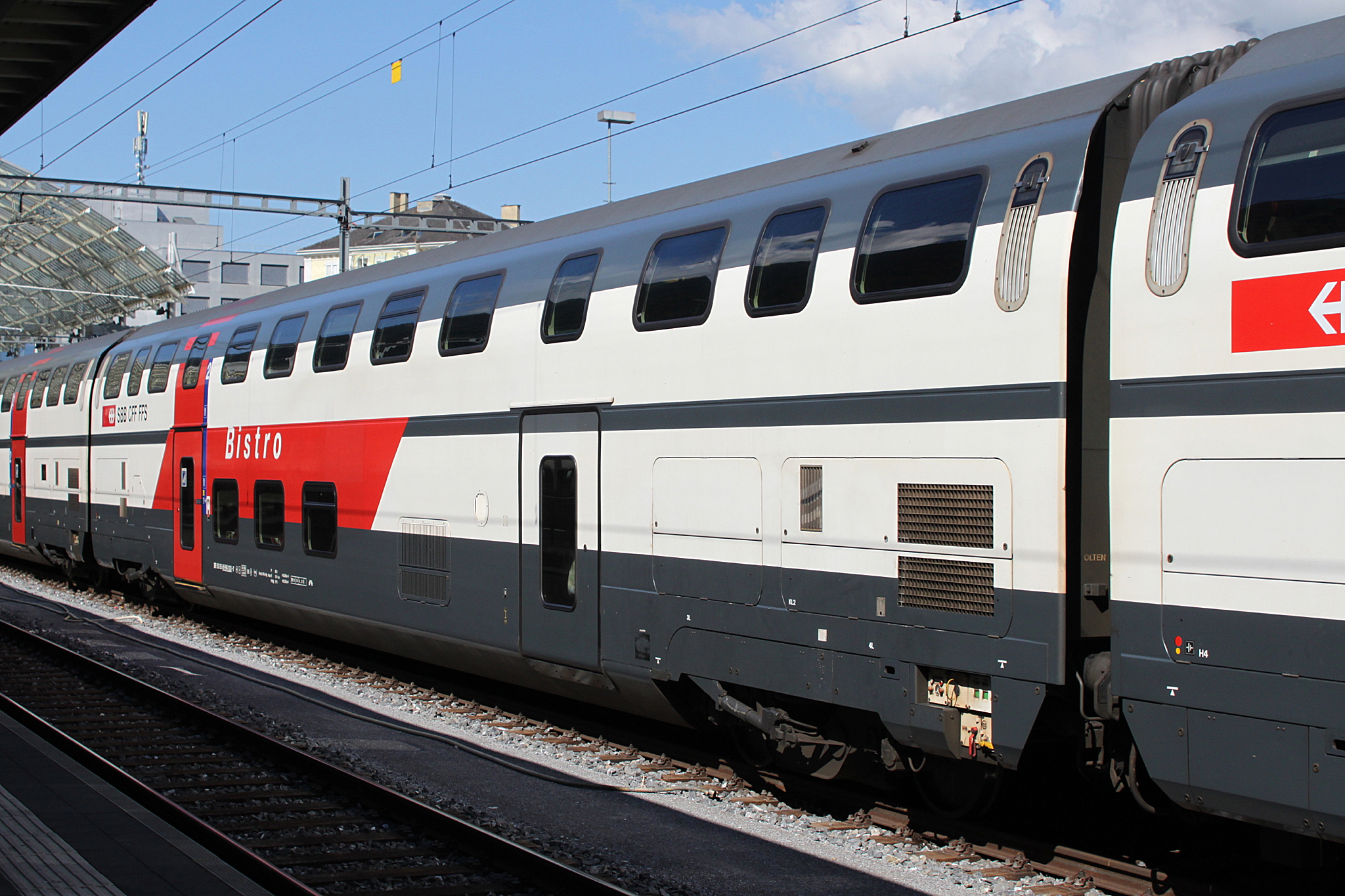
Ein Doppelstockspeisewagen der SBB

Grundriss eines russischen Speisewagens

Ein Speisewagen, Bordrestaurant, Zugrestaurant, Restaurantwagen oder veraltet auch Restaurationswagen ist ein besonders für den Erwerb und Verzehr von Speisen und Getränken durch die Reisenden während der Fahrt eingerichteter Eisenbahnwagen. In aller Regel verfügen Speisewagen daher über einen Speiseraum mit restaurantähnlicher Einrichtung sowie über eine Küche (Galley). Ist dieselbe aus Platzgründen in einem separaten Nachbarwagen untergebracht, spricht man von einem Küchenwagen. Wagen mit einer Auswahl vorab zubereiteter Speisen heißen Büffetwagen, auch Buffetwagen geschrieben.
In Vollspeisewagen befinden sich sämtliche Sitzplätze im Speiseraum. In Halbspeisewagen oder Speiseraumwagen gibt es darüber hinaus gewöhnliche, nicht für den Verzehr von Speisen und Getränken vorgesehene Sitzplätze, welche bei manchen Typen bei Bedarf als Erweiterung des Speiseraums genutzt werden können.
Die DB Fernverkehr führt Speisewagen in ICE-Zügen, in IC/EC-Zügen sind diese seit Fahrplanwechsel im Dezember 2023 nicht mehr vorgesehen. Speisewagen gelangten neben DB Fernverkehr ehemals auch in City-Night-Line-Zügen sowie bei DB AutoZug zum Einsatz und wurden dort durch DB European Railservice bewirtschaftet. Des Weiteren finden sich in Deutschland bei international fahrenden Zügen Speisewagen benachbarter Bahngesellschaften wie der ÖBB, SBB, SNCF (TGV), PKPIC, der ČD, sowie der MÁV. Das private schwedische Eisenbahnunternehmen Snälltåget führt in Zügen nach und von Deutschland bzw. Österreich Speisewagen, Eigenbezeichnung „Krogen“, dt. in etwa Krug, die zwar außerhalb Schwedens nicht bewirtschaftet, aber im Personalabteil unter dem Namen „Lönnkrogen“ dessen Produkte teilweise angeboten werden; u. a. Kanelbullar oder die in Deutschland und Österreich nicht verbreitete Süßigkeit „Ahlgrens bilar“. Das Unternehmen European Sleeper setzte in 2025 zeitweise in einigen Zügen auf der Linie Brüssel – Amsterdam – Berlin – Dresden – Prag Speisewagen ein.
Das Sortiment ist seit Januar 2023 in Bordrestaurants und Bordbistros gleich. Noch vor wenigen Jahren gab es beispielsweise im Bordrestaurant keine Currywurst; diese war dem Bordbistro vorbehalten. Seit Anfang 2023 werden auch im Bistro Speisen und Getränke nicht mehr auf Einwegtellern und in Einwegbechern serviert, sondern in Gläsern und auf Geschirr. Einwegprodukte sind aber noch erhältlich. Seit Dezember 2023 gibt es Bordbistros unter explizit dieser Bezeichnung bzw. Beschriftung bei DB Fernverkehr nur noch in den ICE-T der Baureihe 415, bei den anderen Baureihen wird die Bezeichnung Bordrestaurant verwendet.
In den aus herkömmlichen Wagen gebildeten IC1-Zügen sowie bei den aus Doppelstockwagen gebildeten IC 2 des Herstellers Bombardier gibt es keine Speisewagen. Bei den bis in das Fahrplanjahr 2025 bei DB FV verkehrenden IC2 des Herstellers Stadler Kiss waren bis dato zwei Sitzgruppen gegenüber den Getränke- und Imbissautomaten explizit als Cafébereich ausgewiesen.
Bei den Österreichischen Bundesbahnen verkehren Speisewagen in Railjet- und Railjet-Expresszügen. Bis in das Fahrplanjahr 2025 hinein noch zusätzlich in manchen Eurocity- sowie einigen wenigen Intercity-Zügen. In 2025 wurde das Speisewagenangebot der ÖBB in IC/EC-Zügen auf das Zugpaar EC 163/64 Transalpin reduziert. In Österreich laufen ebenfalls Speisewagen der benachbarten Bahngesellschaften SBB, DB, ČD, MÁV, PKPIC, SŽ und ŽSSK. sowie unter dem Abschnitt Deutschland näher beschriebenen schwedischen Speisewagen des Unternehmens Snälltåget.
Die Schweizerischen Bundesbahnen führen Speisewagen in Eurocity- und IC-Zügen. Des Weiteren fahren bei der SBB Doppelstock-Speisewagen. In der Schweiz verkehren im Übrigen noch Speisewagen der benachbarten Bahngesellschaften SNCF (TGV), TI, ÖBB und der DB AG.

## Geschichte
Vor Einführung von Speisewagen mussten die Reisenden auf Angebote an Speisen und Getränken auf den Unterwegsbahnhöfen zurückgreifen. Trotz hierzu zum Teil eingeplanter besonders langer Aufenthaltszeiten – beispielsweise über Mittag oder Möglichkeiten zum Erwerb warmer Speisen zum Mitnehmen – erwies sich dieses Versorgungssystem als unzureichend, insbesondere, da die Fahrtzeiten teilweise mehr als doppelt so lang wie heute waren.
Der Einsatz von Speisewagen traf anfänglich auf heftigen Widerstand der Bahnhofswirte, welche finanzielle Nachteile durch die Konkurrenz zu ihrem Angebot sahen. Letztlich zeigte sich dann aber doch, dass diese Bedenken unbegründet waren, parallel zum Siegeszug der Speisewagen blühte auch das Geschäft der Bahnhofswirte mit der Versorgung der Reisenden vor oder nach einer Fahrt oder auf Umstiegsstationen auf. Überdies gab es aber auch von technischer wie auch hygienischer Seite aus Vorbehalte, da die Speisewagen die Zugmassen erhöhten, ohne zusätzliche Passagierkapazitäten zu schaffen, und man etwaige durch den Zug ziehende Küchen- oder Speisegerüche für schädlich hielt.
Bereits 1863 ließ die Eisenbahn Odessa–Kiew einen Speisewagen bei der Waggonbaufabrik Pflug in Berlin bauen. Er hatte eine Küche und 20 Plätze, die entlang einer Tafel, die in Längsrichtung des dreiachsigen Wagens stand, angeordnet waren.
Erste Ansätze zur Bewirtung der Reisenden während der Fahrt gab es auch in den USA. Die Baltimore and Ohio Railroad installierte bereits 1863 in einem Personenwagen ein kleines Restaurant samt Bar und Küche, und bei der Chicago & Dalton Railroad setzte man ab 1868 einen bei der Firma Pullman gebauten Speisewagen ein. Bereits 1870 soll im Russischen Kaiserreich zwischen Moskau und Odessa ein Speisewagen in Dienst gestanden haben. Ein ab 1874 in Großbritannien laufender Pullmanwagen, der Parlour-Car namens „Victoria“ verfügte hingegen über keine eigene Küche, das Essen musste stationär zubereitet und dann in den Wagen gebracht werden. Ab dem 1. November 1879 konnten Fahrgäste der Great Northern Railway zwischen London und Leeds sich in einem Speisewagen versorgen lassen.

## Deutschland

### Länderbahnen

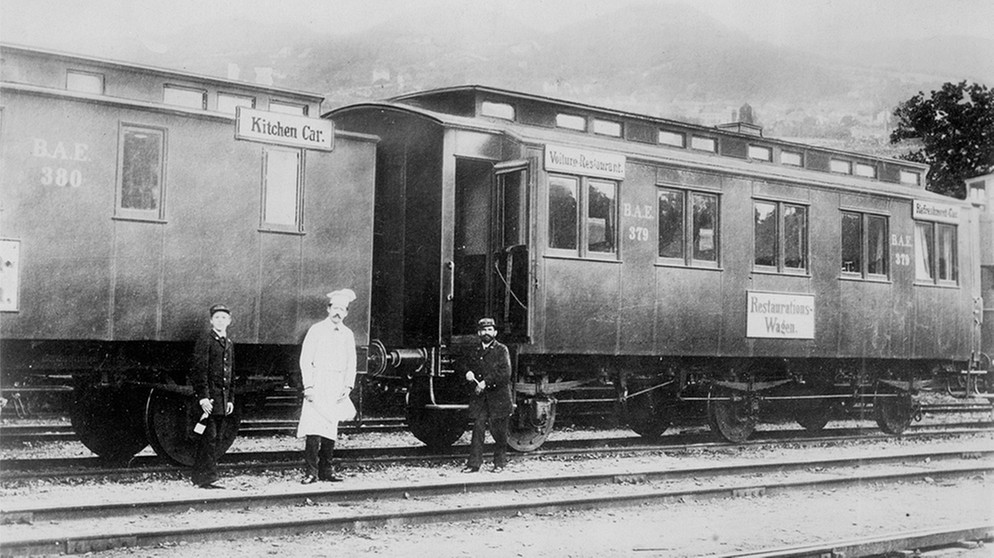
Erster Speisewagen der Berlin-Anhalter Eisenbahn mit separatem Küchenwagen

Im Salonwagen der Moseltalbahn 1909: Fahrgäste genießen eine Flasche Wein in der „Zug-Wirtschaft“.

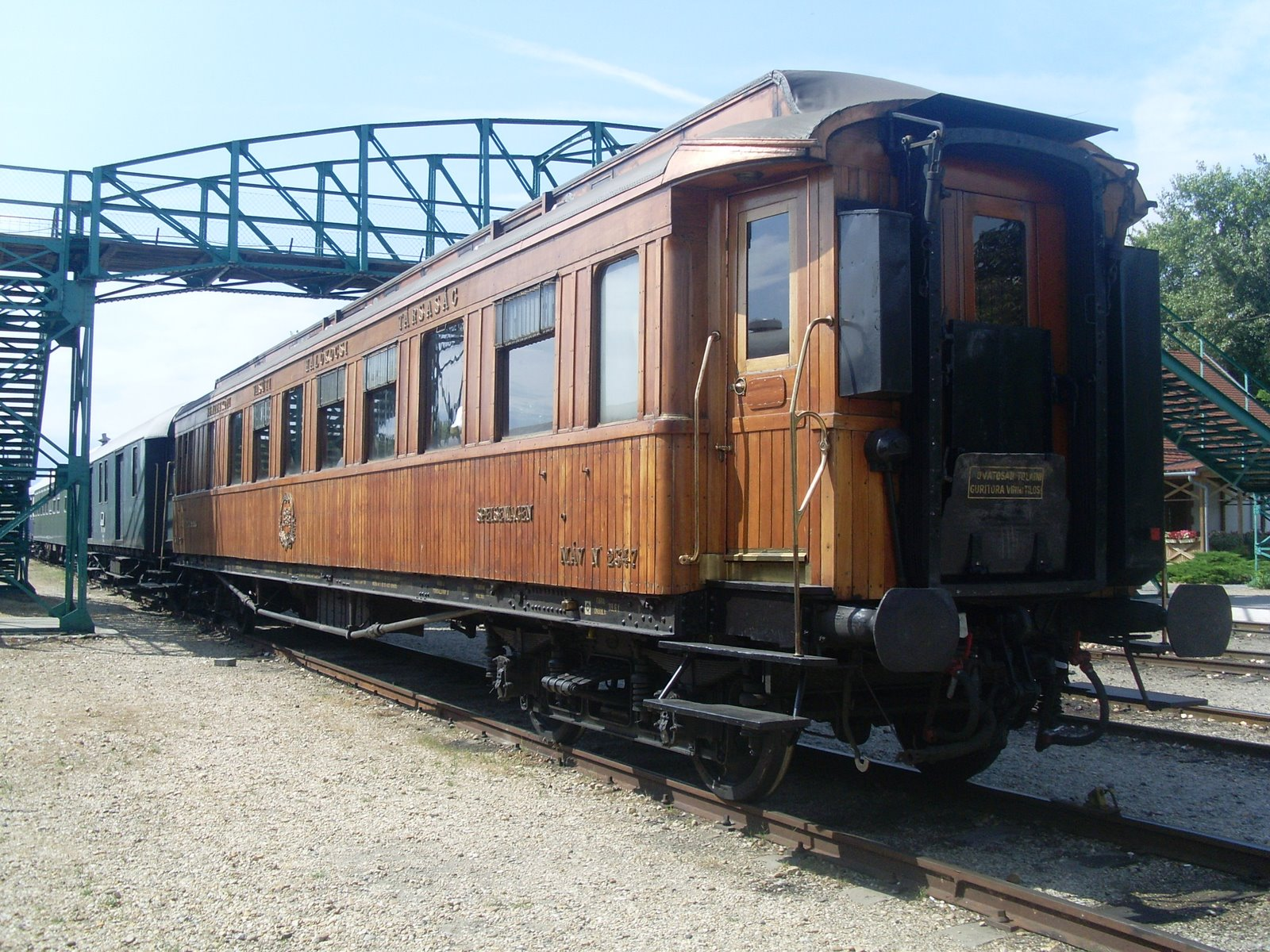
Teakholz-Speisewagen der CIWL

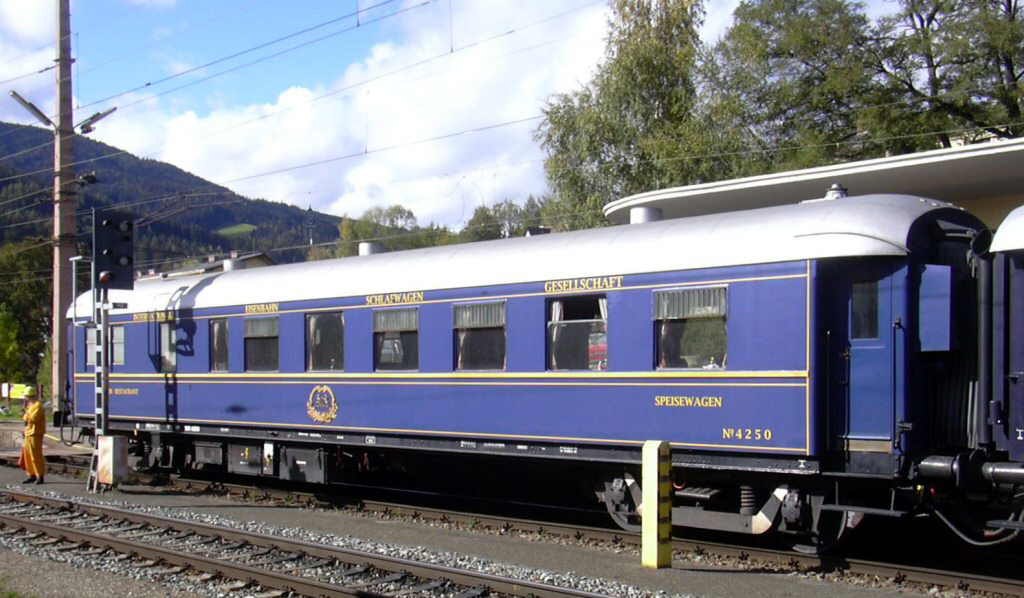
Ganzmetall-Speisewagen der CIWL

Die ersten deutschen Speisewagen wurden von der Internationalen Schlafwagengesellschaft (Compagnie Internationale des Wagons-Lits, kurz CIWL) durch Umbau einiger drittklassiger Wagen der Berlin-Anhalter-Eisenbahn improvisiert und ab dem 1. Juli 1880 zunächst zwischen Weimar und Bebra, dann zwischen Berlin und Bebra eingesetzt. Die Küche zur Speisenzubereitung befand sich nicht im eigentlichen Speisewagen, sondern in einem nachfolgenden Gepäckwagen.
Hintergrund für das neu geschaffene Speisewagenangebot war, dass die Preußische Staatsbahn ab dem 15. Mai 1879 einen Schnellzug zwischen Berlin und Bebra einsetzte, der auf der neuerbauten Strecke über Güsten und Sangerhausen Bebra 15 Minuten schneller erreichte als der Schnellzug der Thüringischen Eisenbahn-Gesellschaft über Halle und Erfurt. Zum Ausgleich dieses Wettbewerbsnachteils wollte die Thüringische Eisenbahn-Gesellschaft ihren Fahrgästen mit den ersten deutschen Speisewagen einen besonderen Service bieten.
Dieser Speisewagenservice wurde von der CIWL bis 1884 betrieben. Nach der Verstaatlichung der Thüringischen Eisenbahn-Gesellschaft kündigte man den Vertrag auf und übertrug die Bewirtschaftung der Speisewagen zum 15. Oktober 1885 dem Hallenser Bahnhofswirt Gustav Riffelmann. Die Speisewagen in Mecklenburg, in Süddeutschland (Großherzogtum Baden, Königreich Bayern und Königreich Württemberg) sowie in Österreich-Ungarn wurden bis 1917 von der CIWL betrieben.
Der erste vollständig neue Speisewagen – zugleich auch der erste deutsche Wagen mit Küche – wurde in Deutschland 1880 von der Firma Rathgeber in München gefertigt.
Der entscheidende Impuls zur flächendeckenden Verbreitung von Speisewagen ergab sich aber erst mit der Einführung von Durchgangszügen (D), bei denen die Fahrgäste während der Fahrt den Wagen und damit auch in den Speisewagen wechseln konnten. Als am 1. Mai 1892 der erste solche von Berlin nach Köln fuhr, durfte Gustav Riffelmann auch den Speisewagen dieses Zuges betreiben. In der Folge übernahmen noch weitere private Betreiber die Bewirtschaftung von Speisewagen der preußischen Staatsbahn. Dabei waren Speisewagen in einigen Verbindungen nur Fahrgästen der „Polsterklasse“ zugänglich. Wollte ein Reisender aus der 3. Klasse dann den Speisewagen nutzen, musste er für die Strecke, die er dort saß, die Preisdifferenz zur 2. Klasse nachzahlen.
Das Speisenangebot in den Speisewagen reichte vor dem Ersten Weltkrieg vom einfachen kontinentalen Frühstück bis hin zum vielgängigen Abendmenü. Im August 1913 wurde beispielsweise bei der Deutschen Eisenbahn-Speisewagen-Gesellschaft zum Preis von drei Mark ein fünfgängiges Mittagessen – umfassend Rindfleischbrühe, Steinbutt mit Butter, Roastbeef mit Blumenkohl, Rehkeule mit Salat und Kompott sowie Süßspeise, Käse, Butter und Brot – angeboten. Bei der Nutzung des Speisewagens gab es Zeiten, in denen gemeinsame Mahlzeiten angeboten wurden. Dafür wurden zuvor Platzkarten ausgegeben und die Plätze waren für die Teilnehmer reserviert. Dabei wurde ein einheitliches Menü serviert, essen à la carte war nicht möglich. Im ganzen Wagen durfte dann nicht geraucht werden. In den übrigen Zeiten war ein Teil des Wagens Raucher-Sektion. Aufhalten durfte sich im Speisewagen immer nur, wer dort Getränke oder Speisen konsumierte.

### Mitropa

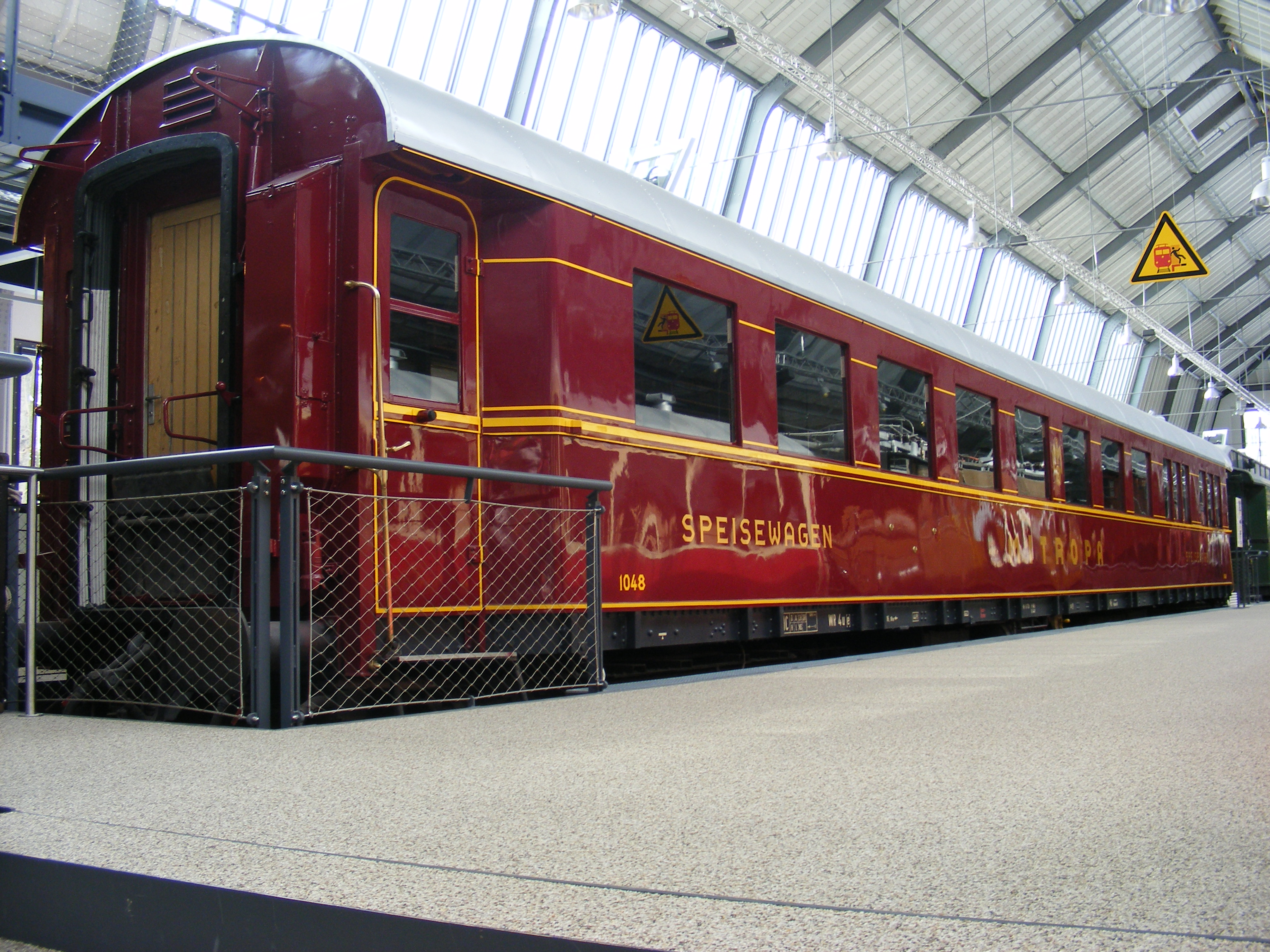
Mitropa-Speisewagen 1048 (Baujahr 1929)

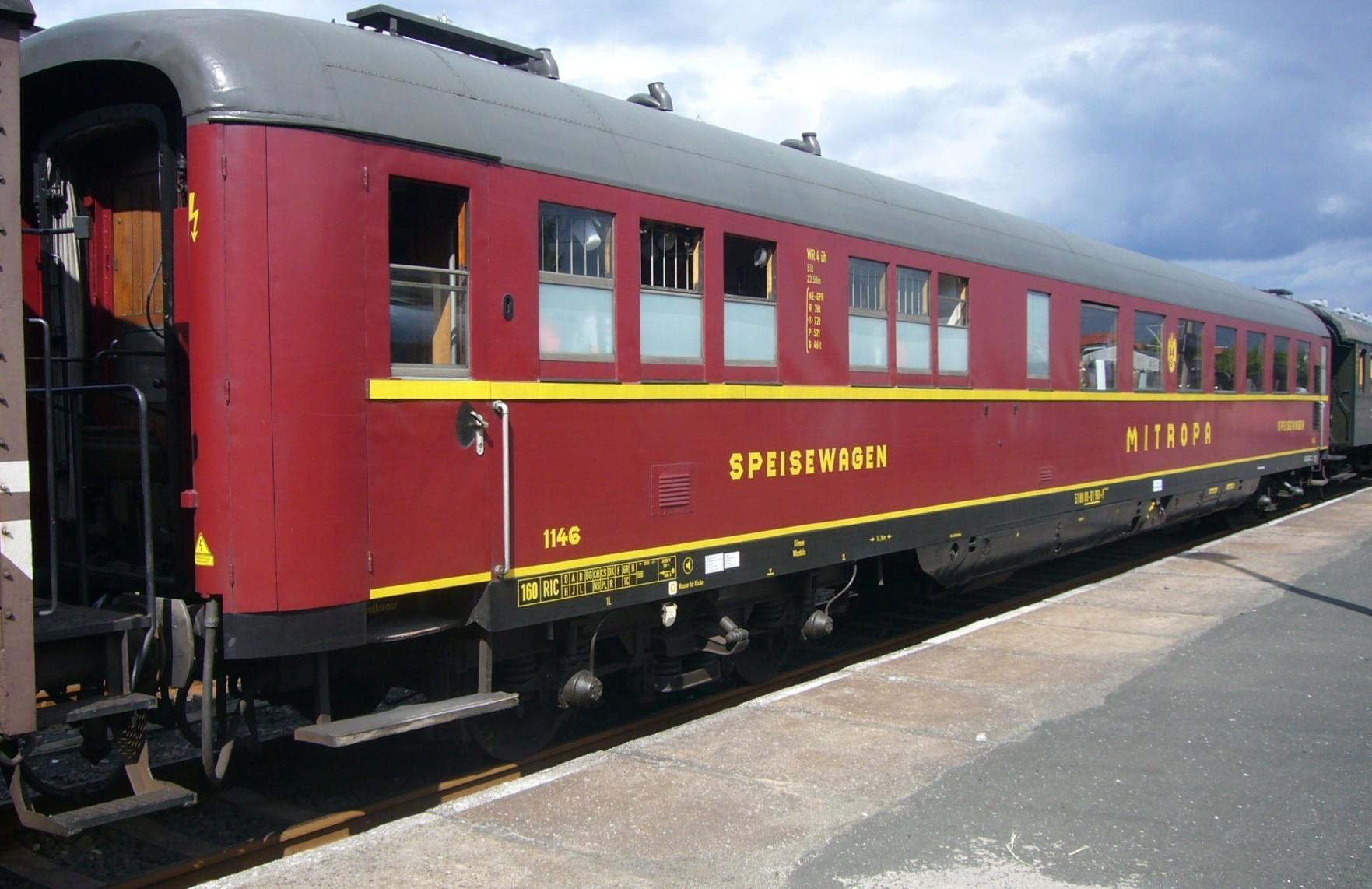
Mitropa-Speisewagen 1146 (Baujahr 1939, Schürzenwagen)

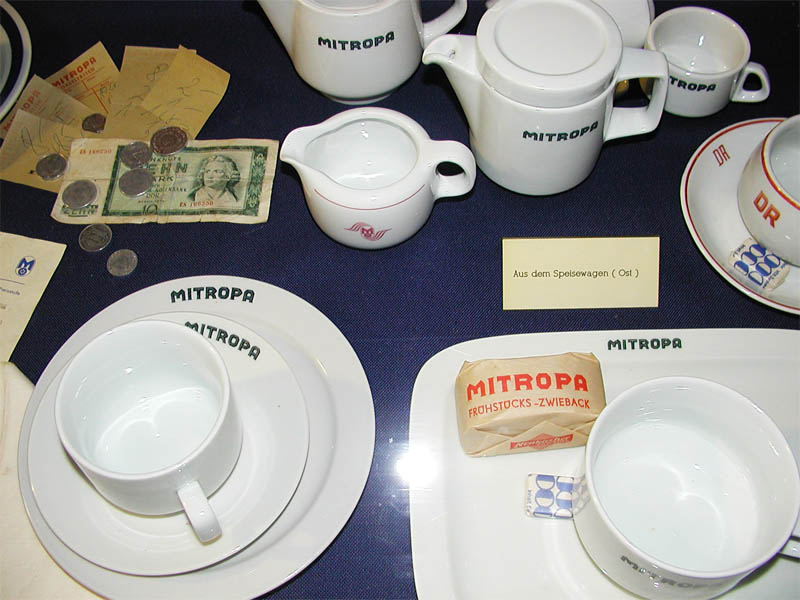
Mitropa-Speisewagenservice (DDR)

Im Jahre 1917 übernahm die neu gegründete Mitropa durch Kauf oder Miete die Speisewagen der bisherigen privaten Gesellschaften Riffelmann, Kromrey, DESG, NSG und Scheidling sowie die wegen des Ersten Weltkrieges enteigneten ISG-Wagen.
Infolge des Versailler Vertrags musste die ISG wieder in ihre alten Rechte eingesetzt werden. Die Mitropa bewirtschaftete daher während der Zeit der Weimarer Republik nur Speisewagen im Binnenverkehr der Deutschen Reichsbahn sowie im Verkehr mit Skandinavien und den Niederlanden.
Erste eigene neue Wagen – bordeaux-rot lackiert – beschaffte die Mitropa ab 1924.
Am 1. Juni 1942 wurde der Speisewagenbetrieb im Deutschen Reich eingestellt, in den besetzten Staaten verkehrten jedoch weiterhin Speisewagen.
Nach dem Zweiten Weltkrieg wurde die Mitropa aufgeteilt, der ostdeutsche Teil behielt aufgrund des Firmensitzes in Berlin den Namen bei und bewirtschaftete in der Deutschen Demokratischen Republik und im Transitverkehr die Speisewagen – und auch die Autobahnraststätten. Das Angebot an Speisen und Getränken war zu dieser Zeit äußerst umfangreich, wie ein Beispiel von 1957 belegt.
Nach der Wiedervereinigung hieß die gemeinsame Bewirtschaftungsgesellschaft von 1994 bis 2002 erneut Mitropa.

### Deutsche Reichsbahn

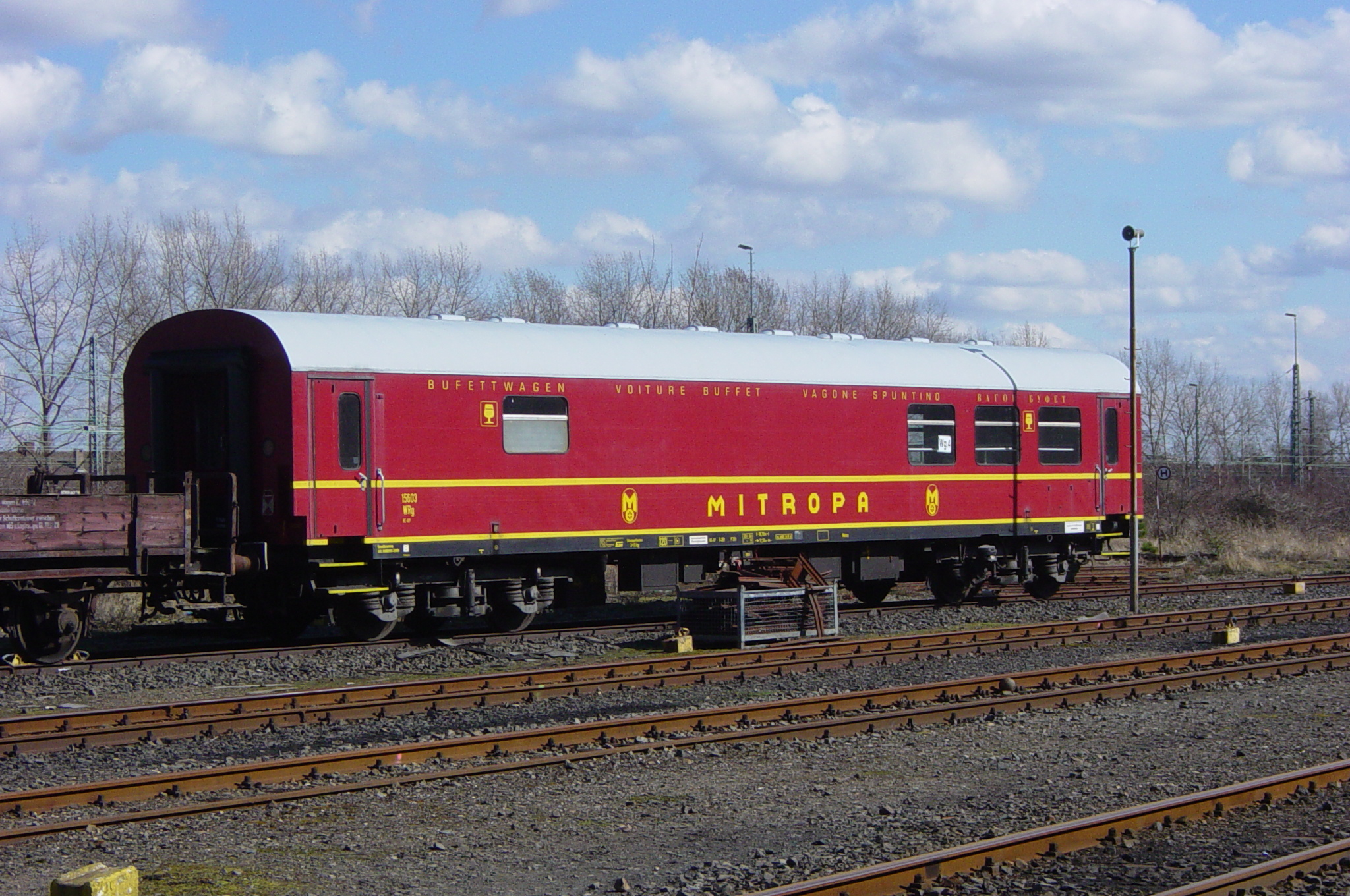
Buffetwagen der DR-Reko-Bauart (Museumswagen)

Als erste neue Speisewagen der DR entstanden 1960/1961 neun 22,9 Meter lange Reko-Speisewagen auf Basis altbrauchbarer Untergestelle im Werk Gotha. Sie hatten mit den zwei- und dreiachsigen Reko-Wagen die großen, einseitigen Schiebetüren an den Wagenenden in Fahrtrichtung vorn rechts und hinten links gemeinsam. Fünf Wagen von 1960 wurden aus Sitzwagen umgebaut und behielten die allerdings mit rollengelagerten Radsätzen und Wiegenschraubenfedern modernisierten Schwanenhalsdrehgestelle der Spenderwagen, die vier restlichen Wagen von 1961 wurden aus Speisewagen umgebaut und erhielten neue Drehgestelle der Bauart Görlitz V.
Für den internationalen Verkehr und Interzonenzüge wurden 1962 zwanzig Speisewagen WRg (später WRme) beim Waggonbau Bautzen beschafft, die trotz ihrer größeren Länge von 24,9 Metern und ihrer einteiligen Drehtüren der Bauart UIC-Y zugerechnet werden. Die Inneneinrichtung war in zwei Speiseräumen zu 24 und 18 Sitzplätzen eingeteilt, die Trennwand dazwischen mit ovaler Öffnung gab diesen Wagen ihren eigenen Charakter. Die Küche war mit einem ölgeheizten Herd ausgestattet. Ein Wagen wurde versuchsweise mit einem Dieselgenerator und Mikrowellengeräten ausgestattet. Zwei Wagen wurden für den Tourex hellblau lackiert, die restlichen in rot mit gelben Zierlinien. Diese entfielen später, bei mindestens einem Wagen wurden sie zum Ende der Einsatzzeit jedoch wieder angebracht. Mit Beginn der 1990er Jahre wurden die meisten Wagen ausgemustert und an Interessentengruppen wie Museumsbahnen verkauft.
1967 bis 1969 wurden 17 Buffetwagen Bgr der Modernisierungsbauart im Werk Delitzsch gebaut.
50 Speisewagen des Typs WRge entstanden in den Jahren 1973 bis 1975 im Werk Halberstadt. Mit einer Länge von nur 18,7 Metern entsprachen diese den restlichen vierachsigen Rekowagen. Görlitz-V-Drehgestelle ließen 140 km/h zu (ab 1986 120 km/h), die Mehrspannungsheizung erlaubte einen Einsatz im internationalen Verkehr, zu dem es jedoch nur in Ausnahmefällen kam. Der Speiseraum bot Platz für 24 Gäste auf roten, mit Kunstleder überzogenen Plätzen in 2+2-Anordnung. Neben dem Speiseraum lag der 5,30 Meter lange Buffettrakt mit Theke und die 3,90 Meter lange Küche inklusive Vorratsraum. Auf der dem Seitengang abgewandten Seite hatten die ersten Wagen nur vier, später gebaute dann sechs Fenster. Alle Wagen erhielten den Mitropa-roten Anstrich mit zwei Mitropa-Schriftzügen auf jeder Seite, die Bezeichnung „Speisewagen“ war anfangs in vier Sprachen unter der Dachkante angebracht. Für den Städteexpressverkehr wurden 1976 bis 1987 zwanzig Wagen orange-beige umlackiert. Die meisten anderen Reko-Speisewagen wurden zwischen 1985 und 1987 in Büffetwagen der Bauart Wgr umgebaut und rehbraun-beige lackiert. Heute sind 21 Speisewagen und 22 Buffetwagen der Reko-Bauart erhalten, teilweise betriebsfähig für den Museumseinsatz aufgearbeitet.
1984 wurden schließlich 26 Speisewagen WRme (später WRm130) in Bautzen gefertigt. Mit einer Länge von 26,4 Metern entsprachen sie der Bauart UIC-Z. Sie boten neben einem Speiseraum mit 42 Sitzplätzen eine moderne Küche und als Besonderheit eine Duschkabine für das Personal. Die Wagen wurden zunächst in Transitzügen und internationalen Zügen eingesetzt, ab 1992 kamen sie auch in den Intercity-Verkehr, wofür einige der ursprünglich rot lackierten Wagen modernisiert und, gemäß den damals aktuellen Produktfarben der Deutschen Bundesbahn, orientrot-lichtgrau mit pastellviolettem Begleitstreifen lackiert wurden. Ein Wagen lief vorübergehend in blauem Anstrich für die CityNightLine. Nach 2000 wurden die Wagen ausgemustert und teils an Museumsbahnen verkauft.
1988 bis 1991 entstanden elf Buffetwagen des Typs Bmk, später Bomk aus Abteilwagen Bm, danach Bom280. Neben Abteilen der zweiten Klasse gab es eine Theke und einen Verzehrbereich. Diese Wagen schieden bereits wenige Jahre später aus dem Regelbetrieb aus. Diese Wagen entstanden teilweise aus unfallbeschädigten Spenderwagen und liefen auf Drehgestellen der Bauart Görlitz V mit Klotzbremsen.

### Deutsche Bundesbahn und Deutsche Bahn

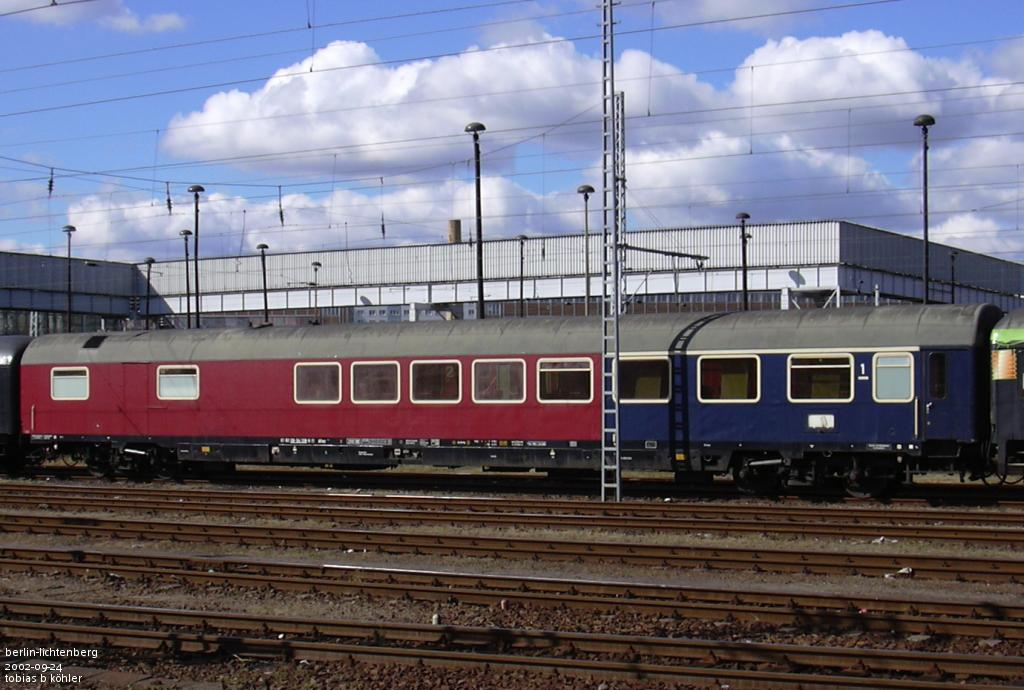
Halbspeisewagen Typ ARmh der DB

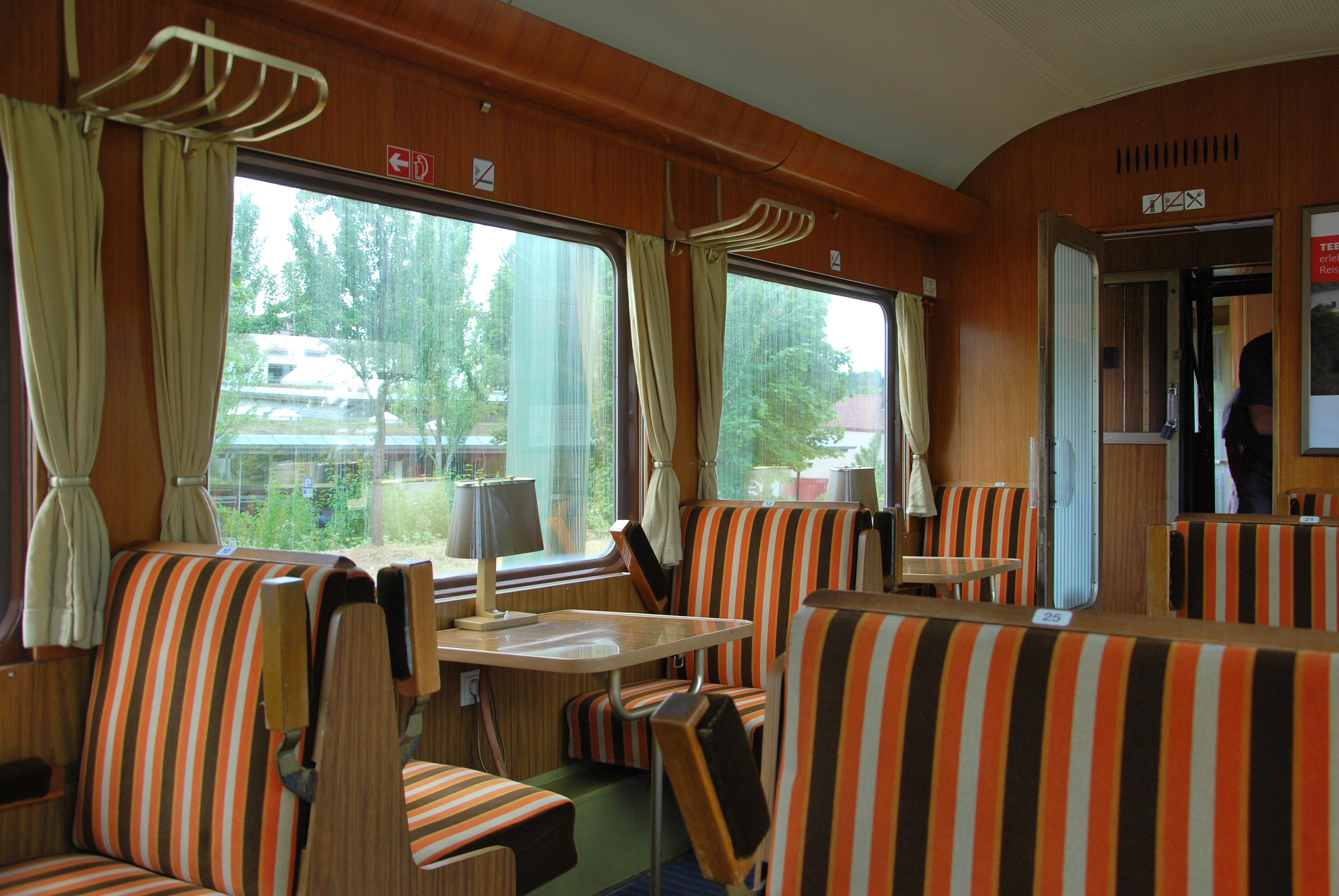
Speisewagen der Deutschen Bundesbahn

Bei der Deutschen Bundesbahn war für die Bewirtschaftung der Speisewagen die DSG (Deutsche Schlaf- und Speisewagengesellschaft, später als Deutsche Service-Gesellschaft der Bahn firmierend) verantwortlich.
Bis 1962 gab es Neubau-Speisewagen nur für alliierte Zwecke oder Büffet- und Halbspeisewagen der Bauarten ARbum216, BRyl446 und BRbumh282. Ansonsten wurden lediglich circa 86 von der Mitropa übernommene Speisewagen durch die DSG eingesetzt.
Für den Einsatz in Fernschnellzügen beschaffte die DB jedoch 1954 und 1955 insgesamt 16 Halbspeisewagen (AR4ümh-54, später ARbum216) mit Speiseraum mit 30 Plätzen und drei Erste-Klasse-Abteilen. Ferner wurden in den 50er Jahren passend zu den Eilzugwagen des Typs „yl“ Halbspeisewagen ohne den üblichen Mitteleinstieg beschafft (BR4ymg-54, später BRyl446). Ein Wagen gehört jetzt den Passauer Eisenbahnfreunden
Die Deutsche Bundesbahn führte erstmals 1962 Neubau-Speisewagen im TEE Rheingold ein. Weil sich die zum Teil mit doppelstöckigem Versorgungstrakt der Rheingold-Bauart nicht bewährte, kamen 1964 neue Speisewagen der Typen WRmh132 und ab 1969 WRmz135 (mit Stromabnehmer) in den Verkehr. Ein Teil der WRmh132 war rot lackiert, der Rest in rot-beigen TEE-Farben ausgeführt. 1966 folgten Halbspeisewagen ARmz211 (mit Stromabnehmer), ARmh217 und ARmz218, zuerst in der charakteristischen blau-roten zweifarbigen Lackierung (die Wagen trugen wegen dieser Farbkombination den Spitznamen „Kakadu“), die ab 1971 dem TEE-Anstrich wich. Die Halbspeisewagen hatten einen Großraum erster Klasse mit Tischen, der bei Bedarf als Speiseraum genutzt werden konnte. Der Stromabnehmer diente zur Stromversorgung während eines Zughaltes im Netz der Deutschen Bundesbahn, der Österreichischen Bundesbahnen und der Schweizerischen Bundesbahnen. Ein einziger Wagen – ein WRmz135.1 – war für den Einsatz in Frankreich geeignet.
Alle diese Wagen (außer WRmh131) hatten wie auch die folgenden Quick-Pick-Wagen eine Länge von 27,5 Metern. In den 1970er und 1980er Jahren wurden die Speisewagen überwiegend im TEE- und IC-Verkehr eingesetzt und trugen den TEE-Anstrich, wobei ab circa 1980 die Schürze rot statt schwarzgrau lackiert wurde und große Restaurant-Schriftzüge angebracht wurden, bei den WRmz zwei-, bei den ARmz einmal pro Wagenseite. Ab Ende der 1980er Jahre erhielten die Speisewagen die neuen Farben orientrot/lichtgrau mit pastellviolettem Begleitstreifen. Heute werden einige ehemalige ARmz als Buffetwagen zweiter Klasse im alex eingesetzt.
Im TEE Rheingold wurden zeitweise sogenannte Clubwagen eingesetzt, umgebaute Großraumwagen, in denen es neben einem Speisenangebot auch Musik und sonstige Animation gab. Sie verkehrten auf abweichendem Weg. Aus kulinarischer Sicht waren die Mahlzeiten im Clubwagen im Vergleich zum Vorkriegs-Rheingold nur sehr bescheiden. Neben Snacks wie Hotdogs oder einem Paar Weißwürsten mit Senf und Brezeln konnten Reisende lediglich zwischen einer Kalten Platte, einer Gulaschsuppe, einem Hühnereintopf und einem einzigen wechselnden Hauptgericht – genannt „Clubwagen-Schmankerl“, etwa Leberkäse mit Senf und Brezeln, - wählen. Ein doppelstöckiger Speisewagen (Buckelspeisewagen) in traditioneller Rheingold-Lackierung (blau-beige) gehört zum Wagenpark des Freundeskreises Eisenbahn Köln.

#### Touristik-Speisewagen

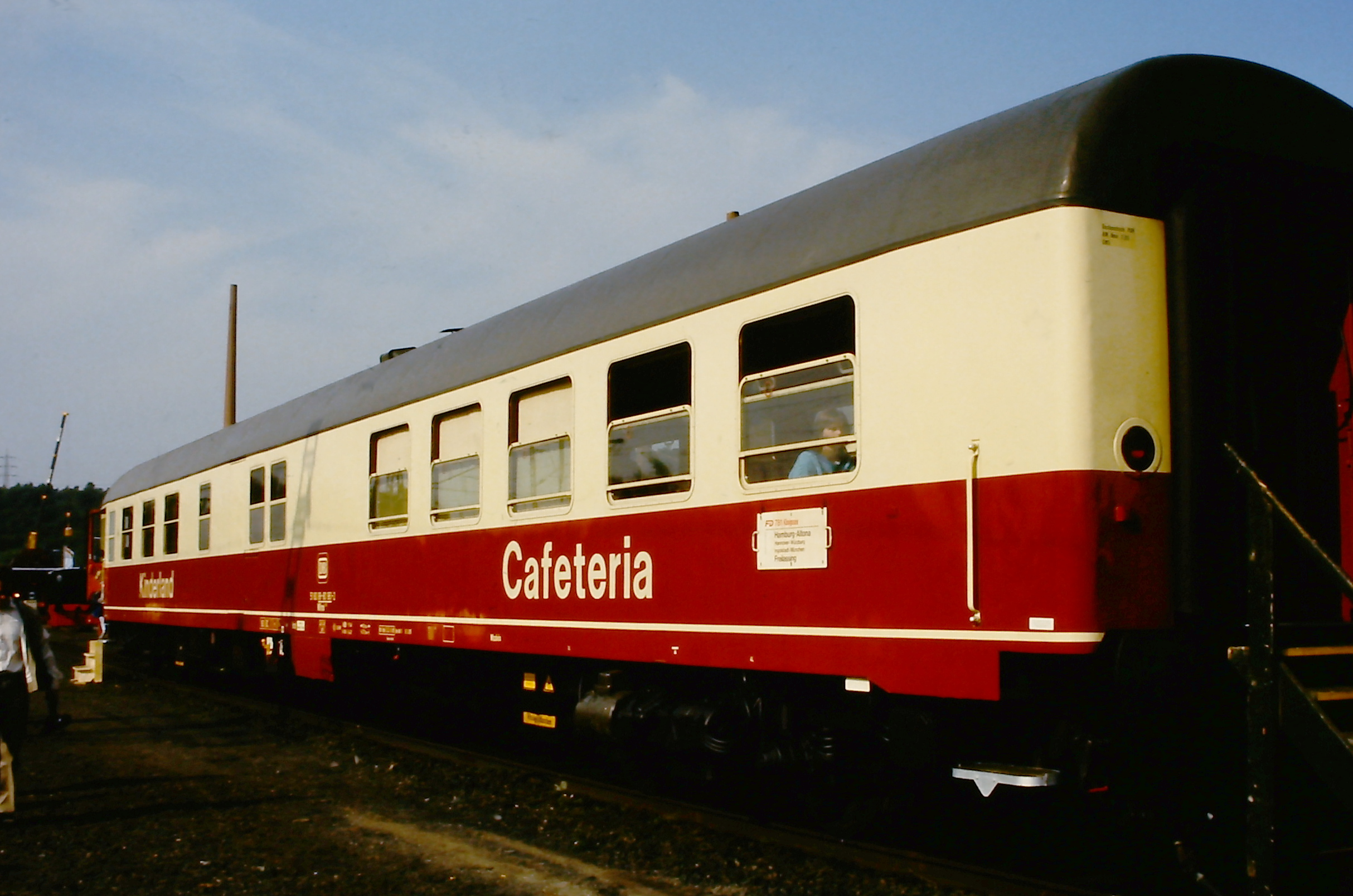
WRtmh^{136}

Speziell für Züge im touristischen Turnusverkehr (Reisebürosonderzüge) wurden ab 1965 achtzehn Speisewagen WRtmh134 beschafft, die aufgrund ihres großen Lagerraums auch als rollende Kühlschränke bezeichnet wurden. Sie ermöglichten es, eine große Anzahl Reisender auf langen Fahrten z. B. nach Portbou an der spanischen Grenze ohne Nachladen zu bedienen. Diese Wagen waren zunächst purpurrot, später elfenbein/ozeanblau lackiert. Wie die zugleich beschafften WRmh132 sind sie 27,5 m lang und für eine Höchstgeschwindigkeit von 160 km/h zugelassen, jedoch nicht klimatisiert. Aufgrund des großen Laderaums befinden sich im Speiseraum nur 30 Sitzplätze. Gekocht wird mit Propangas. Die Wagen verfügten für die weiten Fahrten über eine große Batteriekapazität. Sie erhielten eine kombinierte Dampf- und elektrische Heizung.
1983 wurden drei dieser Wagen für den Fern-Express (FD) Königssee in WRtmh136 umgebaut, der Speiseraum wurde nun als Cafeteria bewirtschaftet und im ehemaligen Lagerraum ein als Kinderland bezeichneter betreuter Spielbereich eingerichtet. Weitere Wagen wurden als Clubwagen für den Touristikzug Alpen-See-Express adaptiert.
Ein WRtmh134 gehört zum Wagenbestand der Ulmer Eisenbahnfreunde. Wegen seiner Dampfheizung wird er auch in mit Dampflokomotiven bespannten Sonderzügen eingesetzt. In den Kinderlandbereich wurde eine Bar eingebaut.
Zwei weitere ehemalige Kinderlandwagen WRtmh136 gehören zum Wagenpark der Euro-Express Sonderzüge. Die Wagen wurde zu Tanzwagen mit Bar umgebaut; die Inneneinrichtung wurde dabei komplett umgestaltet.

#### Quick-Pick
Nach drei im Jahr 1973 gebauten Prototypen beschaffte die Deutsche Bundesbahn zwischen 1975 und 1977 eine Serie so genannter Quick-Pick-Wagen der Gattung WRbumz139. Sie trugen jeweils einen Stromabnehmer für die Energieversorgung im Stand bei fehlender Lokomotive oder spannungsloser Zugsammelschiene. Ein Teil war in den TEE-Farben rot-beige, ein anderer im damals aktuellen Konzern-Design ozeanblau-beige lackiert. In den Quick-Pick-Wagen mussten sich die Kunde kantinenmäßig an einem Buffet selbst bedienen und zum Schluss an einer Kasse zahlen. Mit der Einführung der stündlichen Intercity-Züge 1979 setzte man alle Wagen im Intercity-Verkehr ein. Nach Beschwerden von Fahrgästen und Touristikverbänden hinsichtlich der Servicequalität wurde zumindest eine weitere Bedienkraft in den Wagen eingesetzt. Da das Selbstbedienungskonzept gleichwohl auf Dauer erfolglos blieb, baute man die Quick-Pick-Wagen ab 1987 in Bordrestaurants des Typs WRmz137 um.

#### Bistro Café
Für die 1988 eingeführten Interregio-Züge wurde ein neues Verpflegungskonzept entwickelt. Aus Schnellzugwagen 1./2. Klasse der Gattung ABm225 wurden die zunächst als Bistro Café bezeichneten ARkimbz262 (ursprünglich als ARbuimz262 bezeichnet) umgebaut.
Die Drehfalttüren am 1.-Klasse-Ende wurden mit je einem zusätzlichen, handbedienten Türflügel verbreitert und ein rollstuhlgängiges WC, ein Dienstabteil, zwei vierplätzige Abteile erster Klasse und ein Großraum mit zehn Plätzen und Rollstuhlstellplatz eingerichtet, dabei wurde der Seitengang so verbreitert, dass er mit Rollstühlen passiert werden kann. In der ehemaligen 2.-Klasse-Hälfte befinden sich fünf Tische mit halbrunden Sitzbänken auf verschiedenen Höhen, ein Stehtisch und eine kleine Küche mit Bedientheke, in der einfache Mahlzeiten aufgewärmt und gezapfte Getränke ausgeschenkt werden können. Im Speiseraum befanden sich ursprünglich verschiedene Kunstobjekte. Die Wagen wurden mit Klimaanlagen ausgerüstet. Ursprünglich war der Speiseraum Raucherbereich, seit 2006 ist das Rauchen in den gesamten Wagen verboten.
Nach dem Ende des Interregio-Systems wurden die ARkimbz in Intercity-Zügen eingesetzt. Nach dem Einbau elektronischer Zugziel- und Reservierungsanzeigen werden sie als ARkimbz266 bezeichnet, die Aufschrift änderte sich auf Bordbistro. Da DB Fernverkehr noch nicht auf die lokbespannten Intercity-Wagen verzichten konnte, wurden ARkimbz seit 2012 modernisiert und erhielten dabei erhöhte Tische mit geänderter Sitzanordnung, die Sitze im 1.-Kl.-Bereich wurden gemäß dem ICmod-Programm erneuert. Nach Abschluss der technischen Modernisierung ist die neue Gattung ARkimmbz288.

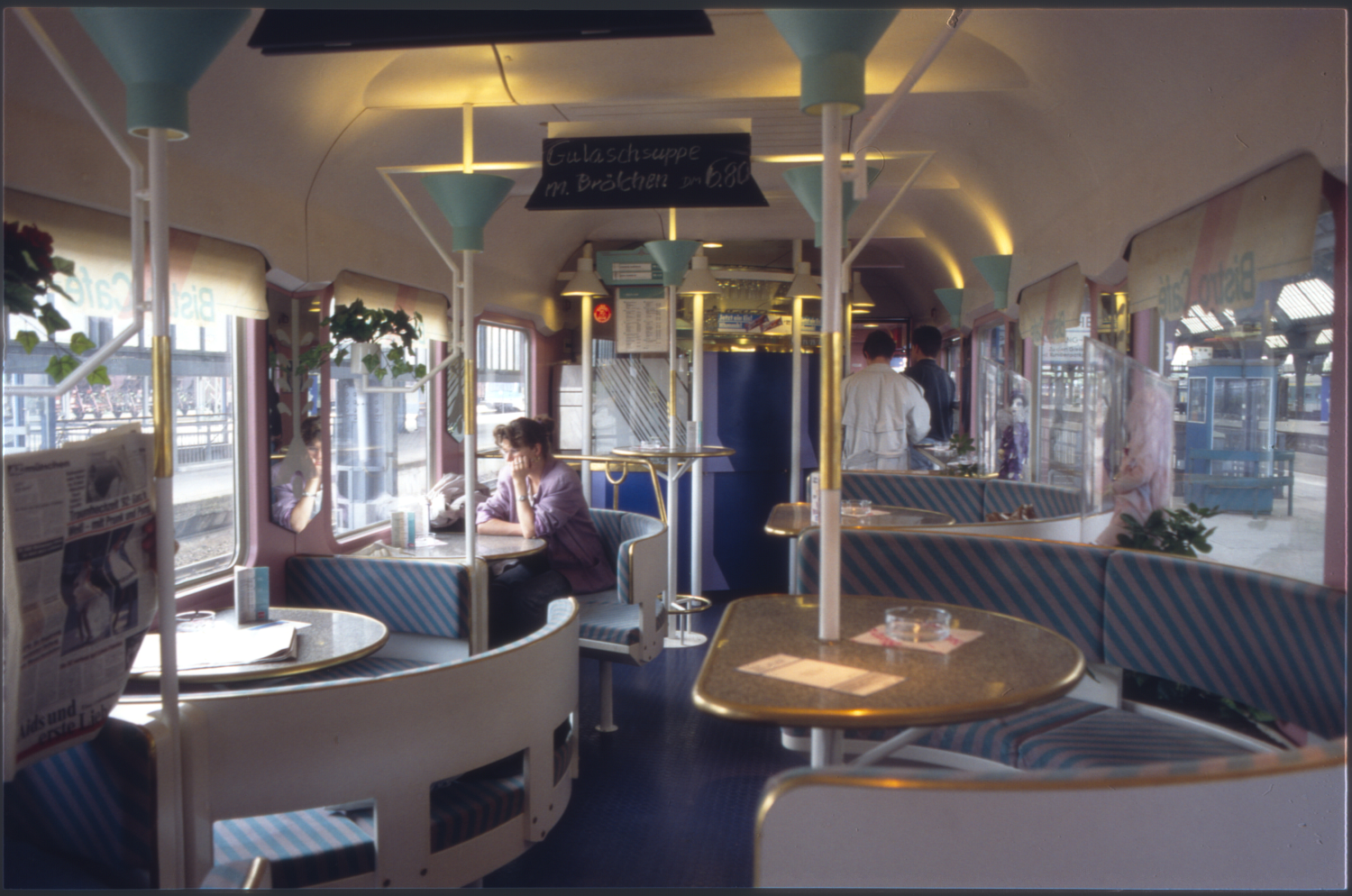
Bistro Café des Interregio
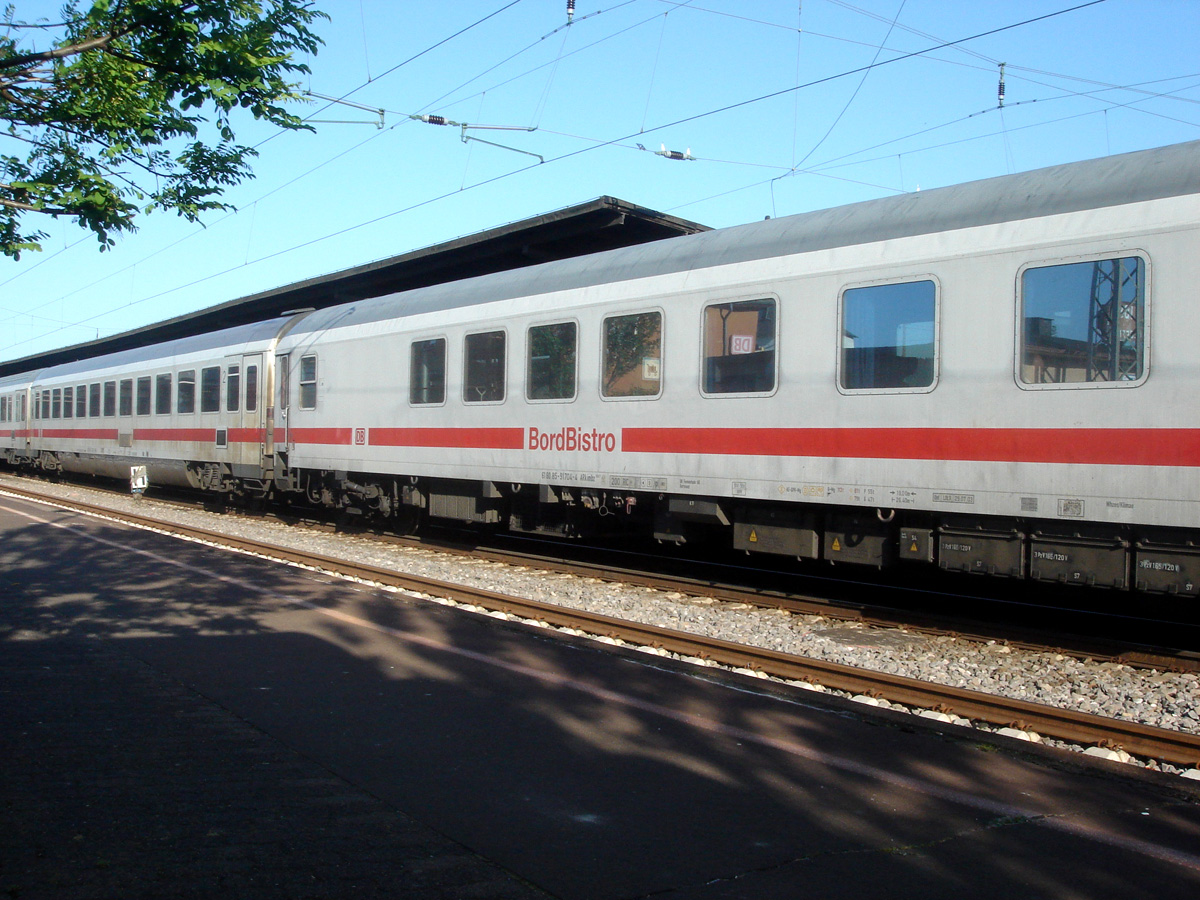
Bordbistro ARkimbz266
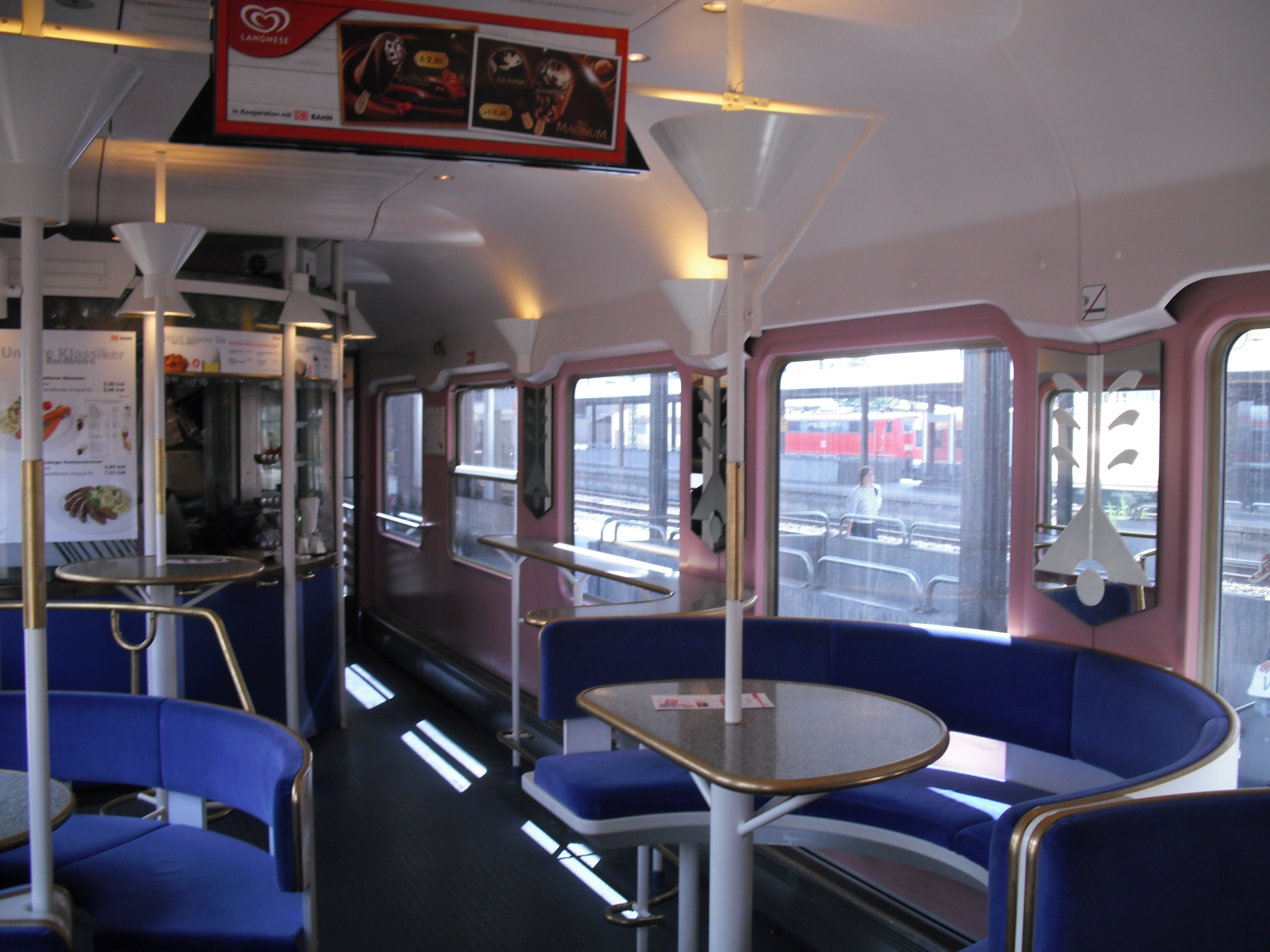
Innenraum ARkimbz266
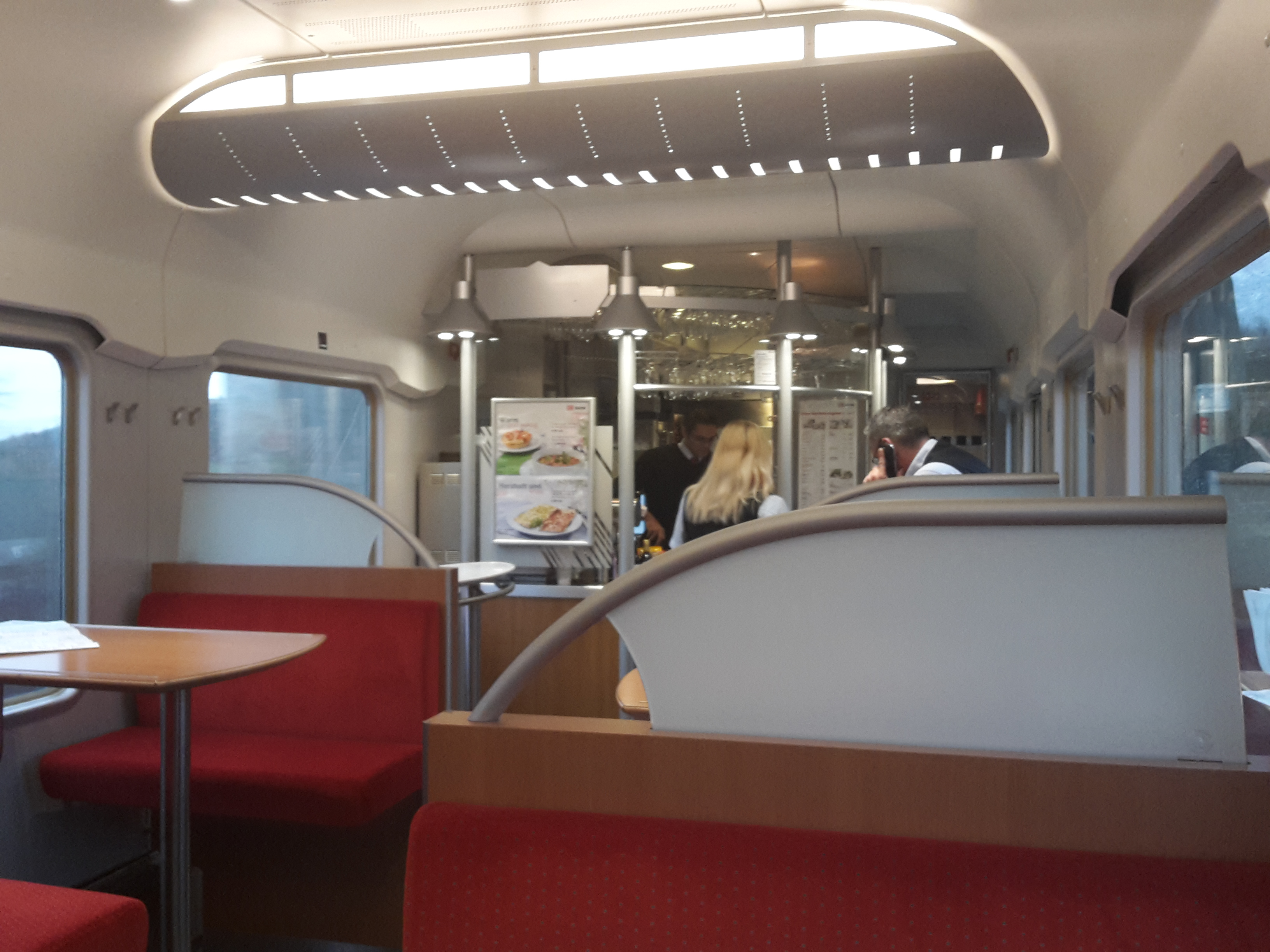
ARkimbz266 IC mod

#### McTrain
1993 versuchte McDonald’s auf einigen deutschen Strecken, seine Produkte in bistroähnlichen Speisewagen unter dem Namen McTrain zu offerieren.
Die McTrain-Speisewagen waren in IC-Produktfarbe der Deutschen Bundesbahn gehalten. Zusätzlich gab es das „M“ („Golden Arches“). Das Innendesign orientierte sich an Charakteristika traditioneller Diner-Ausstattung in den USA, es fanden sich rot bezogene Barhocker an erhöhten Tischen als auch runde Sitzbänke mit blau-hellblau-weiss-rotem Streifenmuster. Dazu ergänzten Zierelemente aus Holz(imitat?) vergleichbar im Aussehen mit Vogelahorn das Gesamtbild.
Die McDonald’s-eigenen Speisewagen kam ab 26. September 1993 auf einem Zugpaar zwischen Hamburg und Berchtesgaden zum Einsatz. Mit der Bundesbahn hatte das Unternehmen einen Vertrag geschlossen, der zunächst eine zweijährige Testphase vorsah. Zuvor kamen McDonald’s-Speisewagen bereits in der Schweiz zum Einsatz. Die Schweizer McDonald’s-Speisewagen waren rot lackiert und trugen eine großdimensionierte weisse Aufschrift „McDonald’s“. Ebenso war das gelbe „M“ angebracht; größer als auf dem deutschen Pendant. Im Inneren gab es ein ähnliches Design wie im deutschen McTrain, allerdings in deutlich gedeckterem Farbschema bei dem braun-beige-Töne dominierten. Neben dem McDonald’s-üblichen Sortiment bot das Unternehmen auch „gehobene“ Speisen an. Diese „gehobenen“ Menus waren Gurkensalat/Gemüsepastete/Hähnchenschnitzel/Reis/Nachspeise bzw. Krabbencocktail/Salat/Rindergeschnetzeltes/Nudeln/Nachspeise, des Weiteren noch andere vom üblichen Angebot abweichende Speisen wie Spaghetti Bolognese, Tortellini/Schinkensahnesauce, Quiche Lorraine und Wiener Würstchen mit Senf und Brötchen. Die Bestellungen wurden über im Zug verteilte Minicomputer angenommen. Im Schweizer McDonald’s-Speisewagen gab es lediglich das übliche Angebot, abweichend davon waren lediglich auch alkoholische Getränke zu erwerben.
Nach einem Jahr wollte McDonald’s den Vertrag wieder auflösen. Aufgrund mangelnder Auslastung wurden die beiden Speisewagen am 24. September 1995 aus dem Plandienst genommen. Sie sollten dabei zunächst, im Rahmen von Marketing-Aktionen, für mehrere Wochen in verschiedenen Bahnhöfen als stationäre Restaurants genutzt werden.

#### Buffetwagen
Für Auto- und Nachtzüge wurden ab 2000 zehn Wagen in Speisewagen mit Buffet WRmbz138 umgebaut. Ebenso wurden einige Wagen für den Berlin-Warszawa-Express mit Einzelstühlen und Tischen umgestaltet.

#### Bordbistro

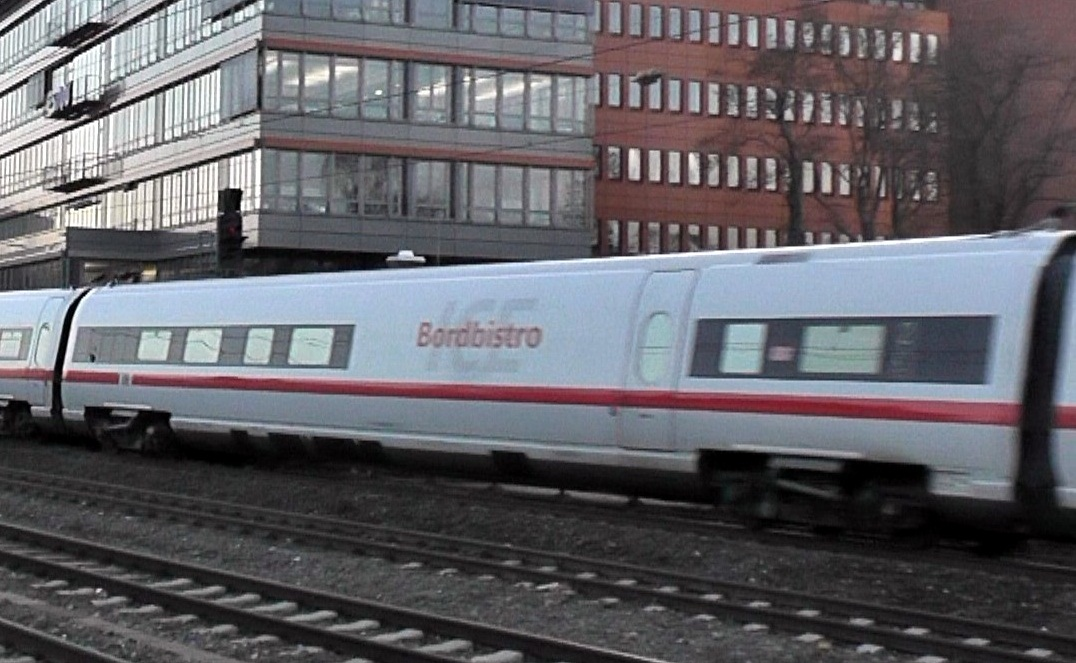
Bordbistro eines ICE-T

Die fünfteiligen elektrischen ICE-T-Züge der Baureihe 415, ein Teil der siebenteiligen Züge der Baureihe 411 und die vierteiligen dieselbetriebenen ICE TD (Reihe 605) wurden ab Werk nur mit Bordbistro ausgeliefert. Die Bordrestaurants der ab 2000 verkehrenden ICE 3 wurden bereits ab 2002 in Bordbistros umgewandelt, um die Sitzplatzkapazität zu erhöhen. Da sich dieses Konzept nicht bewährte, gibt es heute einen Speiseraum mit Sitzen der zweiten Klasse.

#### Bordrestaurant
Ab 1988 wurde mit den aus ehemaligen Quick-Pick-Wagen umgebauten Bordrestaurants (unternehmenseigene Schreibweise auch BordRestaurant) ein neues Konzept eingeführt: Die Mahlzeiten wurden nun nicht mehr im Speisewagen zubereitet, sondern überwiegend extern als Fertiggericht, das im Speisewagen nur noch mittels Mikrowelle oder Steamer aufgewärmt wird. Grund dafür ist die schnellere Bedienung und der geringere Personalaufwand im Zug. Aufgrund des personalintensiven Konzepts mit zweigeteilter Küche sind die WRmz137 nicht mehr im Betriebsbestand der Deutschen Bahn, sie wurden teilweise erneut umgebaut bzw. nach Österreich und Rumänien verkauft.
Ein Teil der WRmz135 wurde ab 1999 in Bordrestaurants WRmz133 mit komplett erneuerter Inneneinrichtung und Küche umgebaut, der Stromabnehmer fiel bei diesem Umbau weg. Ab 2002 wurden sie mit Fahrgastinformationssystemen ausgerüstet und als WRmz134 bezeichnet. Diese Wagen waren bis zu ihrer Ausmusterung 2014 die einzigen Vollspeisewagen in lokbespannten EC/IC-Zügen der Deutschen Bahn, weitere Bauarten gab es bei der City Night Line. Im Wendezugbetrieb kam es bei den 27,5 Meter langen Wagen zu Überpufferungen, weshalb ab 2012 der Einsatz in geschobenen Zügen verboten wurde. Daraufhin wurden einige Wagen versuchsweise mit neuen Puffern ausgerüstet, die zu weiteren Problemen führten. Auf weitere Umbauten wurde verzichtet, da die wichtigsten Linien auf ICE umgestellt sind und lokbespannte Züge nur noch auf untergeordneten Linien verkehren, auf denen ein Bordbistro-Wagen für ausreichend angesehen wird. Zwei Wagen wurden 2016 an Bahntouristikexpress verkauft.
Der ICE 1 wurde mit einem Bordrestaurant-Wagen ausgeliefert, in dem aus einer zentralen Küche ein Speiseraum und ein Bistrobereich bedient werden kann. Dieser ist am erhöhten Dach mit zusätzlichen Oberlichtfenstern zu erkennen. Versuchsweise wurden in einigen Zügen die Speiseräume in Lounges mit Ledersesseln für Fahrgäste erster Klasse umgewandelt und stattdessen ein Am-Platz-Service angeboten, der Versuch wurde jedoch mangels Bewährung abgebrochen. Bei der Modernisierung der ICE 1 werden in den Speisewagen anstelle der ursprünglichen losen Stühle die mit rotem Leder bezogenen Sitzbänke wieder verwendet, die ursprünglich in ICE 3 eingebaut waren.
Da die weiteren ICE-Generationen als Halbzüge konzipiert sind, ein Vollzug also zwei Zugrestaurants führt, musste das Konzept vereinfacht werden. Die ICE 2, ICE 3 und ICE T führen Halbspeisewagen ohne erhöhtes Dach (die ICE T teilweise nur Bordbistro).
Seit dem Jahr 2002 bewirtschaftet DB Fernverkehr ihre Züge selbst. 2009 erwirtschafte das Unternehmen mit der Bordgastronomie 84,3 Millionen Euro und fuhr dabei einen zweistelligen Millionenverlust ein. Der bislang (Stand: Juni 2010) höchste Umsatz wurde 2008 mit 88 Millionen Euro erwirtschaftet.
In 390 Speisewagen und 250 Bordbistros arbeiteten Mitte 2010 1900 Mitarbeiter. Mitte 2012 besaß die Deutsche Bahn insgesamt 157 Speisewagen für lokbespannte Züge und weitere 259 Bordbistros und Bordrestaurants in Intercity-Express-Zügen.
2020 setzte DB Fernverkehr in der Bordgastronomie rund 2700 Mitarbeitende (auf Zügen und in der Logistik).

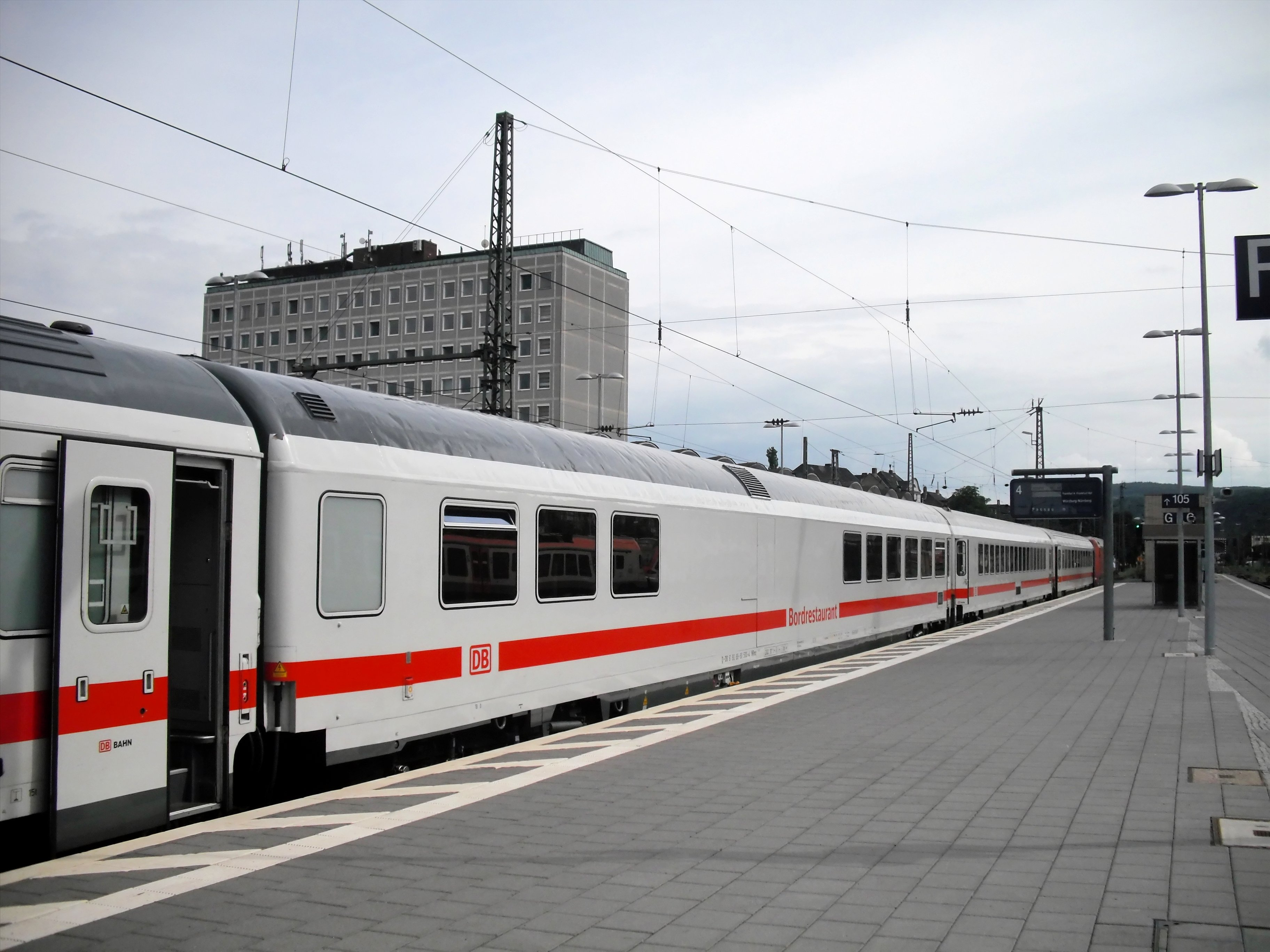
Bordrestaurant WRmz134
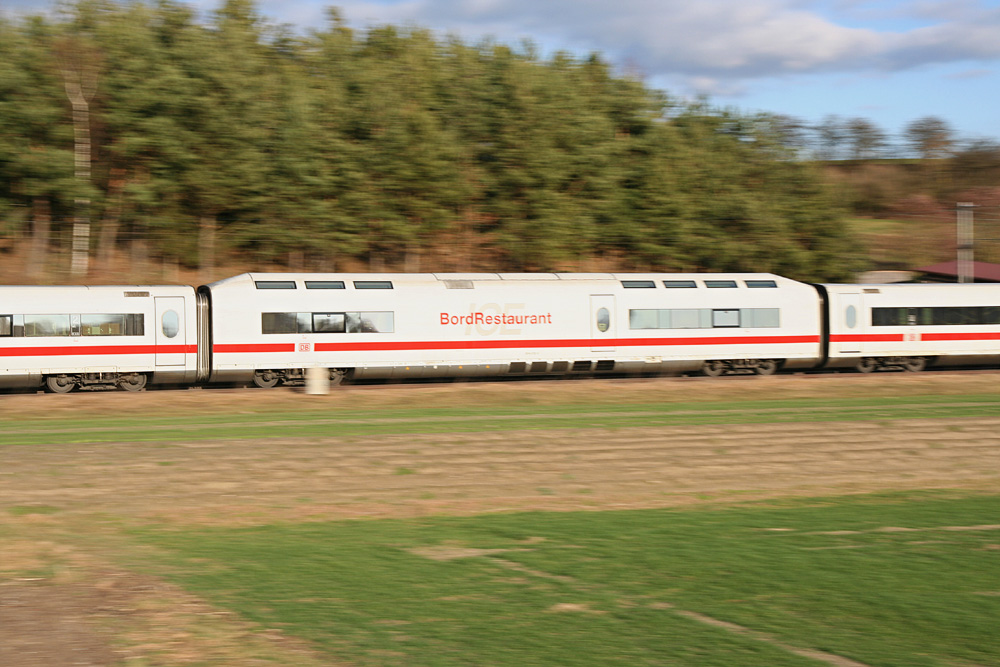
Bordrestaurant eines ICE 1 mit erhöhtem Dach
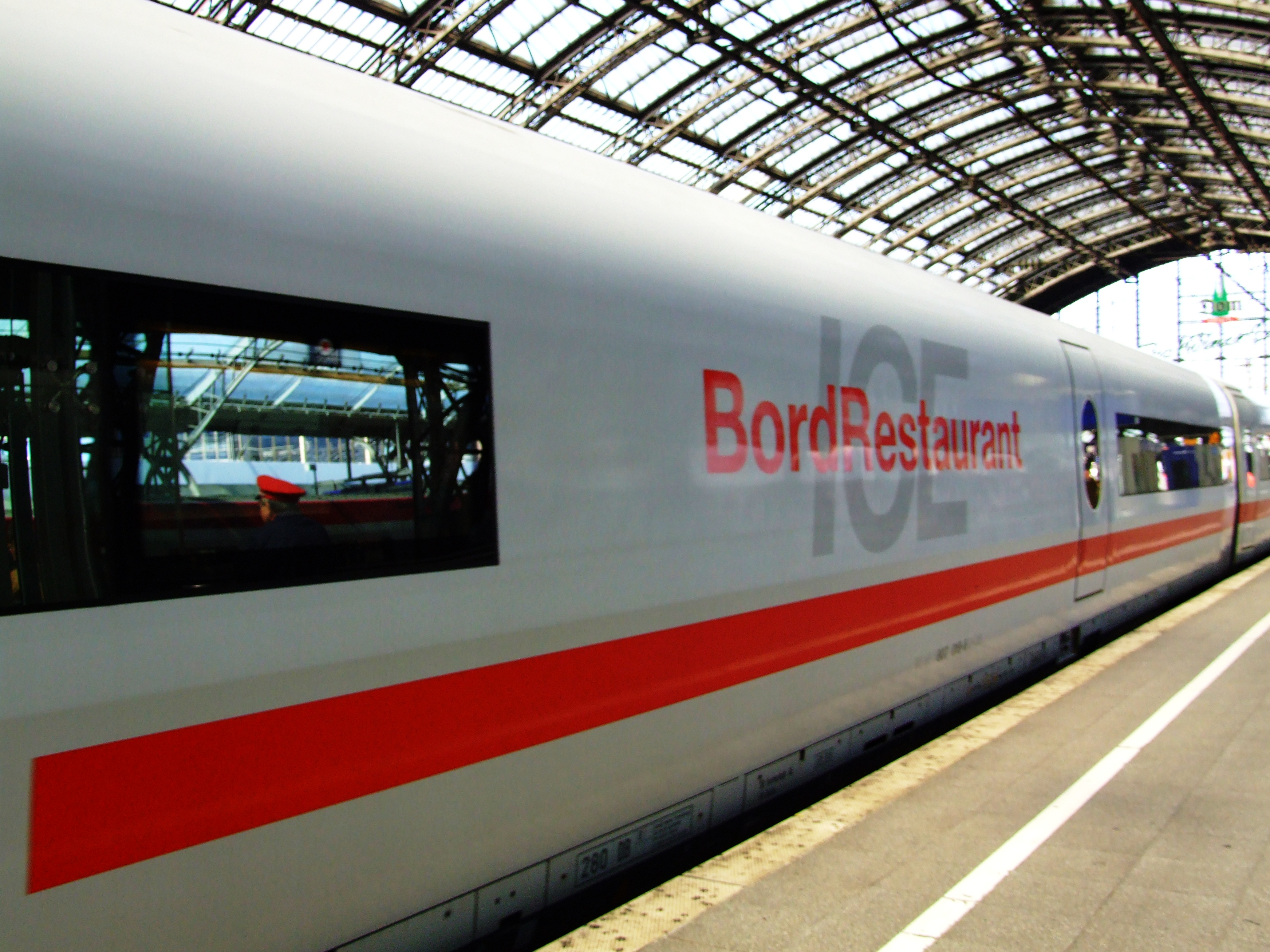
Bordrestaurant eines ICE 2
Bordrestaurant eines ICE T

#### Regionalverkehr
1984 wurde in der City-Bahn ein Verkaufskiosk sowie Automaten für Imbisse und Getränke erprobt. Dies führte zum Umbau weiterer Nahverkehrswagen unter der Bezeichnung Kaffeeküch. Diese Wagen sind heute nicht mehr im Betrieb.
Teilweise ergänzt DB Regio hochfrequentierte Zugläufe um besondere Wagen, die über einen SnackPoint (einen Waren- und Getränkeautomaten) verfügen. Auch der Metronom setzte solche Wagen ein.
Auf einigen Regional-Express-Linien in Nordrhein-Westfalen wurde eine Art Bistro unter der Bezeichnung ZugCafé im Untergeschoss eingeführt. Diese Bistrowagen wurden mittlerweile jedoch wieder zu normalen Doppelstockwagen umgebaut, zuletzt (bis Dezember 2014) wurden sie auf der Linie RE 2 „Rhein-Haard-Express“ eingesetzt, wo der Bistrobereich zudem nur noch in der Hauptverkehrszeit geöffnet war. Früher wurde auch die Linie RE 7 „Rhein-Münsterland-Express“ bewirtschaftet, und zwar durch den Cateringservice „ZUGIT“. Dort gab es Porzellangeschirr und frisch gezapftes Bier.

#### Rauchfreie Speisewagen und Bordbistros
Seit dem 1. Oktober 2006 gilt in den Speisewagen der Deutschen Bahn das Rauchverbot. Gleichzeitig wurden auch die Speisewagen der ÖBB komplett auf Nichtraucher umgestellt. In den schweizerischen Speisewagen gab es wie in allen Schienenfahrzeugen der Schweiz schon länger ein Rauchverbot.

#### Debatte um das Angebot an Speisewagen
Der Betrieb von Speisewagen ist für die Bahn ein Verlustgeschäft. Mehrfach gab es daher, meist von der Deutschen Bahn angestoßen, Debatten darüber, Speisewagen bzw. Bordrestaurants abzuschaffen oder das Angebot zumindest einzuschränken. Die entsprechenden Äußerungen z. B. von Hartmut Mehdorn stießen auf heftige Kritik, die Deutsche Bahn nahm daraufhin Abstand von diesen Plänen. Das aktuelle Angebot des Bordservice wird daher trotz Verlusten auch in Zukunft auf heutigem Niveau fortgeführt. In den ICE 4 gibt es ein Bordrestaurant mit 22 Sitzplätzen.

#### Abstellung der IC-Bordrestaurants WRmz
In der ersten Hälfte des Jahres 2014 stellte die DB alle Wagen der Gattung WRmz ab, nachdem es bei geschobenen Garnituren in Stuttgart Hbf zu Überpufferungen aufgrund einer nicht geeigneten Pufferbauart kam. Ursprünglich war geplant, die Wagen umzurüsten und im Anschluss umgehend erneut einzusetzen. Damit kamen in lokbespannten Zügen der DB bis Dezember 2023 ausschließlich Bistrowagen der Gattung ARkimbz zum Einsatz, bevor auch diese, laut Deutscher Bahn aufgrund ihrer veralteten Drehfalttüren, komplett abgestellt wurden.

### Liste der Speise- und Büffetwagen (DB und DR)
| Typ          | Baujahr    | Anz.          | Länge    | Stromabnehmer | Art                                                                                              | Bemerkungen | aktuell: Ansichten/Verbleib/Betrieb |
| ------------ | ---------- | ------------- | -------- | ------------- | ------------------------------------------------------------------------------------------------ | --- | --- |
| ADmh101      | 1962       | 5             | 26,4 m   | nein          | Aussichtswagen                                                                                   | für Rheingold und Rheinpfeil | |
| ARDmh105     | 1964       | 12            | 27,5 m   | nein          | Barwagen                                                                                         | für TEE-Verkehr | Eigentümer: www.rheingold-zug.com Standort: Köln |
| ARDmz106     | 1964       | 5             | 27,5 m   | nein          | Barwagen                                                                                         | für TEE-Verkehr | |
| WRm130       | 1984       | 26            | 26,4 m   | nein          |                                                                                                  | ex DR (Bautzen), modernisiert ab 1992 | (u. a.) Pressnitztalbahn |
| WRmh131      | 1962       | 5             | 26,4 m   | nein          | sog. „Buckelspeisewagen“ für TEE                                                                 | teilweise doppelstöckigiger Versorgungstrakt | Eigentümer: www.rheingold-zug.com Standort: Köln |
| WRmz131      | 1995       | 7             | 26,4 m   | nein          |                                                                                                  | für CityNightLine, Umbau aus DR-Apmz/Bpmz | |
| WRmh132      | 1964–68    | 27            | 27,5 m   | nein          |                                                                                                  | später WRmz132 | AKE Köln |
| WRtmh133     | 1964       | 3             | 26,4 m   | nein          | Touristikwagen                                                                                   | | |
| WRmz133      | 1999–2001  | 24            | 27,5 m   | nein          |                                                                                                  | Umbau aus WRmz135 | |
| WRtmh134     | 1965       | 18            | 27,5 m   | nein          | Touristikwagen                                                                                   | drei Wagen in den 1980er Jahren zum Alpen-See-Express-Clubwagen umgebaut (ohne Nummernänderung) | |
| WRmz134      | 2003–04    | 24            | 27,5 m   | nein          |                                                                                                  | Umbau aus WRmz133 (FIS) | Niederlande; EVU Train Charter Events, 2023 unterwegs als Dinner Train. Ein WRmz 134.5 von Dinner Train 2025 bei HappyTrain. |
| WRmz135      | 1969–73    | 36            | 27,5 m   | ja            |                                                                                                  | ein Wagen mehrspannungsfähig (Frankreich) | AKE Köln www.bahnbilder.de |
| WRtmh136     | 1983       | 3             | 27,5 m   | nein          | Cafeteria/Kinderland                                                                             | Umbau aus WRtmh134 | |
| WRkmz136     | 1993       | 2             | 27,5 m   | ja            | McDonald’s                                                                                       | Umbau aus ARmz211 | |
| WRmz137.0    | 1987–89    | 40            | 27,5 m   | ja            |                                                                                                  | Umbau aus WRbumz139 | |
| WRmz137.1    | 1993       | 3             | 27,5 m   | nein          |                                                                                                  | Umbau aus WRbumz139, mehrspannungsfähig | |
| WRbumz138    | 1973       | 3             | 26,4 m   | nein          | Quick-Pick (Prototyp)                                                                            | Umbau aus BRbum282 | Außen-/Innen-Ansichten auf www.youtube.com: Speisewagen Gestern&Heute (TheTraintv) (von min 8 sec 08 bis min 8 sec 42); Aussehen d. Wandvertäfelung, Fensterumrahmung u. Gardinen wie in 2. Kl. Bm 235-Wagen (vgl. rnlf.de); Sitzbezüge u. Tische siehe: WRbumz139                         |
| WRmbz138.1   | 2000–02    | 10            | 26,4 m   | nein          |                                                                                                  | Umbau aus ARkimbz262 für DBAutozug | |
| WRbumz139    | 1975–79    | 43            | 27,5 m   | ja            | Quick-Pick                                                                                       | | Sitze und Tische (dunkelbraune Stoff-Bezüge bzw. Tische orange mit Muster) aus Quick-Pick-Wagen erhielten die Berliner Eisenbahnfreunde zur Herrichtung eines eigenen Speisewagens in einem zweiachsigen Wagen von 1930; Bilder der Inneneinrichtung auf: www.berliner-eisenbahnfreunde.de |
| ARmz211.0    | 1971       | 56            | 27,5 m   | ja            | Halbspeisewagen                                                                                  | ursprünglich rot/blau („Kakadu“) | TRI, deklassiert zu BRmz |
| ARmz211.1    | 1971       | 6             | 27,5 m   | ja            | Halbspeisewagen                                                                                  | ursprünglich rot/blau („Kakadu“), mehrspannungsfähig, ab 1991 modernisiert für ECs, später drei Wagen im BWE | TRI, deklassiert zu BRmz |
| ARm216       | 1954/5     | 16            | 26,4 m   | nein          | Halbspeisewagen                                                                                  | ursprünglich rot/blau („Kakadu“), für Fernschnellzüge | Halbspeisewagen BR4ümg/AR4ümg-54 der DB Der Halbspeisewagen ARm 216 Speisewagen ARmh 216 (PDF, S. 12/19) |
| ARmh217      | 1966       | 25            | 27,5 m   | nein          | Halbspeisewagen                                                                                  | ursprünglich rot/blau („Kakadu“) | AKE Köln www.bahnbilder.de (Rot-elfenbein lackiert) |
| ARmz218      | 1981–1987  | 15            | 27,5 m   | nein          | Halbspeisewagen                                                                                  | Umbau aus ARmh217 | |
| ARkimbz262   | 1988–92    | 155           | 26,4 m   | nein          | IR-Bistro                                                                                        | Umbau aus ABm225 | |
| ARkimz262.6  | 2012       |               | 26,4 m   | nein          | IR-Bistro                                                                                        | ohne behindertengerechtes WC, nur Umzeichnung | |
| ARkimbz266   | 2003       |               | 26,4 m   | nein          | IR-Bistro                                                                                        | Umbau aus ARkimbz262 (FIS), Sitze im Speiseraum inzwischen auch mit schwarzen (Kunst-)Lederbezügen statt des blauen Velours | AKE Köln als Rheingold-Bistro in rot -beiger Lackierung (GfF bei facebook.com), seit 2024 im Einsatz bei AKE-Zügen; DB-Museum Koblenz-Lützel in IR-Produktfarben (www.drehscheibe-online.de)                                                                                               |
| BRbumh281    | 1960       | 2             | 26,4 m   | nein          | Büffetwagen                                                                                      | | |
| BRbumh282    | 1962       | 50            | 26,4 m   | nein          | Büffetwagen                                                                                      | Umbau in Gesellschaftswagen und Quick-Pick (Prototyp) | |
| BRbum282.1   | 1968       | 2             | 26,4 m   | nein          | Imbisswagen                                                                                      | Umbau aus BRbum282 | |
| BRbumh283    | 1962       | 3             | 26,4 m   | nein          | Büffetwagen                                                                                      | andere Sitzanordnung als BRbumh282 | |
| BRbumz285    | 1971       | 5             | 26,4 m   | nein          | Snack-Bar                                                                                        | Umbau aus BRbum282 | |
| ARkimmbz288  | 2015       |               | 26,4 m   | nein          | IR-Bistro                                                                                        | Umbau aus ARkimbz266 (Technikpaket „IC mod“) | DB-Museum Koblenz-Lützel; TRI, im Einsatz für European Sleeper seit Oktober 2024 |
| BRyl446      | 1954       | 35            | 26,4 m   | nein          | Halbspeisewagen 2. Kl. (grün/rot)                                                                | Eilzugbauart; Im Fahrgastraum Aufteilung wie 2. Kl. „Silberlinge“ mit weinroten Kunstledersitzen (4 links, 4 rechts) + eckige Tische; im Speiseraum stoffbezogene Sitzgelegenheit aufgeteilt analog 1. Klasse (2/4), Tische dort z. T. rund ab 1977 13 Stück Umbau in WGm 841 | Besitz: www.helev.de (Lübeck) Standort: Neumünster: |
| Bomk539      | 1988–91    | 11            | 26,4 m   | nein          | Büffetwagen                                                                                      | ex DR (Halberstadt), UIC-Z-Wagen, Umbau aus DR-Bm, spätere Bom280 | |
| WRge542      | 1973–75    | 50            | 18,7 m   | nein          |                                                                                                  | ex DR (Halberstadt), Neubauten im Stil der vierachsigen Rekowagen, ab 1976 z. T. für Städteexpress in elfenbein-orange umlackiert, Rest z. T. 1985–87 Umbau zu Wgre-Büffetwagen.                                                                                              | www.historische-eisenbahn-frankfurt.de |
| WGmh854      | 1983       | 3             | 26,4 m   | nein          | Rheingold-Club                                                                                   | Umbau aus Apmz121 | |
| WGtmh855     | 1978       | 3             | 26,4 m   | nein          | TUI-treff                                                                                        | ein Wagen für 200 km/h, zwei für 160 km/h, 1993–1998 bei der Deutschen Bahn | |
| WRkmz858     | 1995       | 2             | 26,4 m   | nein          | Touristikzug                                                                                     | Umbau aus Bpmz293.2 | Eine aktuelle Verwendung 2023 wird auf der Homepage des Bahntouristikexpress nicht explizit erwähnt |
| WRkmz858.1   | 1995       | 2             | 27,5 m   | ja            | Touristikzug                                                                                     | Umbau aus WRmz137 | Eine aktuelle Verwendung 2023 wird auf der Homepage des Bahntouristikexpress nicht explizit erwähnt |
| WRg          | 1960–61    | 9             | 22,9 m   | nein          |                                                                                                  | ex DR (Gotha), äußerlich mit einseitigen Schiebetüren an die zwei- und dreiachsigen Rekowagen angepasst | |
| WRme         | 1962       | 20            | 24,9 m   | nein          |                                                                                                  | ex DR (Bautzen), UIC-Y-Vorläufer, RIC-fähig | www.youtube.com/@spoorwegmuseum Veluwsche Stoomtrein Maatschappij |
| Bgr???       | 1967–69    | 17            | 21,25 m  | nein          | Büffetwagen                                                                                      | ex DR (Delitzsch), Modernisierungswagen | |
| WSmz804.0    | ab 1991    | 60            | 26,4 m   | nein          | Bordrestaurant mit Bordbistro                                                                    | 2005/06 Redesign | ICE 1 (BR 401) |
| WRmbsz 807.0 | ab 1995–97 | 44            | 26,4 m   | nein          | Bordrestaurant mit Bordbistro (21 Restaurantsitzplätze)                                          | 2011–13 Redesign | ICE 2 (BR 402) |
| BRmz403.3    | ab 2002    | ehem. 67      | 24,775 m | nein          | Bordrestaurant mit Bordbistro                                                                    | ab 2002, Bordbistro mit 2.-Klasse Bestuhlung; 1. Serie 12 Sitzplätze (2/1); 2. Serie 16 Plätze (2/2); 2016 Redesign/Bordrestaurant (WRmz 403.3) | ICE 3 (BR 403) |
| WRmz 403.3   | ab 2016    | 67            | 24,775 m | nein          | Bordrestaurant 20 Sitzplätze (2/1)                                                               | 2016 aus BRmz403.3 | ICE 3 (BR 403) |
| BRmz 406.3   | ab 2000    | 16(17 gebaut) | 24,775 m | nein          | Bordbistro 12 Sitzplätze                                                                         | | ICE 3 M (BR 406) |
| WRmz 406.3   | ab 2017    | 1             | 24,775 m | nein          | Bordrestaurant 20 Sitzplätze                                                                     | | ICE 3 M (BR 406) Redesign |
| ARmz 407.2   | ab 2013    | 17            | 24,775 m | nein          | Bordrestaurant /Halbspeisewagen 16 Sitzplätze                                                    | Anordnung der Sitzgruppen asymmetrisch an Fenstern orientiert | ICE 3 MS (BR 407) |
| ARmz 8812.2  | ab 2018    | 37(im Bau)    | 28,75 m  | nein          | Bordrestaurant /Halbspeisewagen mit 16 Plätzen                                                   | Anordnung der Sitzgruppen nicht „klassisch“ an Fenstern orientiert | ICE 4 (BR 412) 7-teilig |
| ARmz 8812.0  | ab 2016    | 100           | 28,75 m  | nein          | Bordrestaurant /Halbspeisewagen mit 22 Plätzen                                                   | Anordnung der Sitzgruppen nicht „klassisch“ an Fenstern orientiert | ICE 4 (BR 412) 12-teilig u. 13-teilig |
| WRmz411.2    | ab 1999    | 60            | 25,9 m   | nein          | Bordrestaurant 24 Sitzplätze /Kleinkindabteil                                                    | Anordnung der Sitzgruppen „klassisch“ an Fenstern orientiert | ICE T (BR 411) 7-teilig |
| BRmz415.1    | ab 1999    | 11            | 25,9 m   | nein          | Bordbistro ohne übliche Bestuhlung; nur einfachste Sitzgelegenheit an (eigentlichen) Stehtischen | | ICE T (BR 411) 5-teilig |
| BRmz408.2    | seit 2022  | 90(im Bau)    | 24,775 m | nein          | Bordrestaurant, geändertes Farbkonzept: Sitzbezüge burgundy-rot                                  | | ICE 3neo (BR 408) |

Quellen ICE 1 bis ICE T/ IC 3neo:
Anmerkungen:
- Angegeben sind letzte UIC-Bauartnummer und ursprüngliche Anzahl.
- Die Gattungsbezeichnungen sind unter UIC-Bauart-Bezeichnungssystem für Reisezugwagen erläutert.
- Umbaujahre sind kursiv gestellt.
- Fett geschriebene Wagenbauarten sind derzeit im regelmäßigen Einsatz der Deutschen Bahn (andere teilweise bei Privat- und Museumsbahnen).

### Speisewagen bei Straßenbahnen

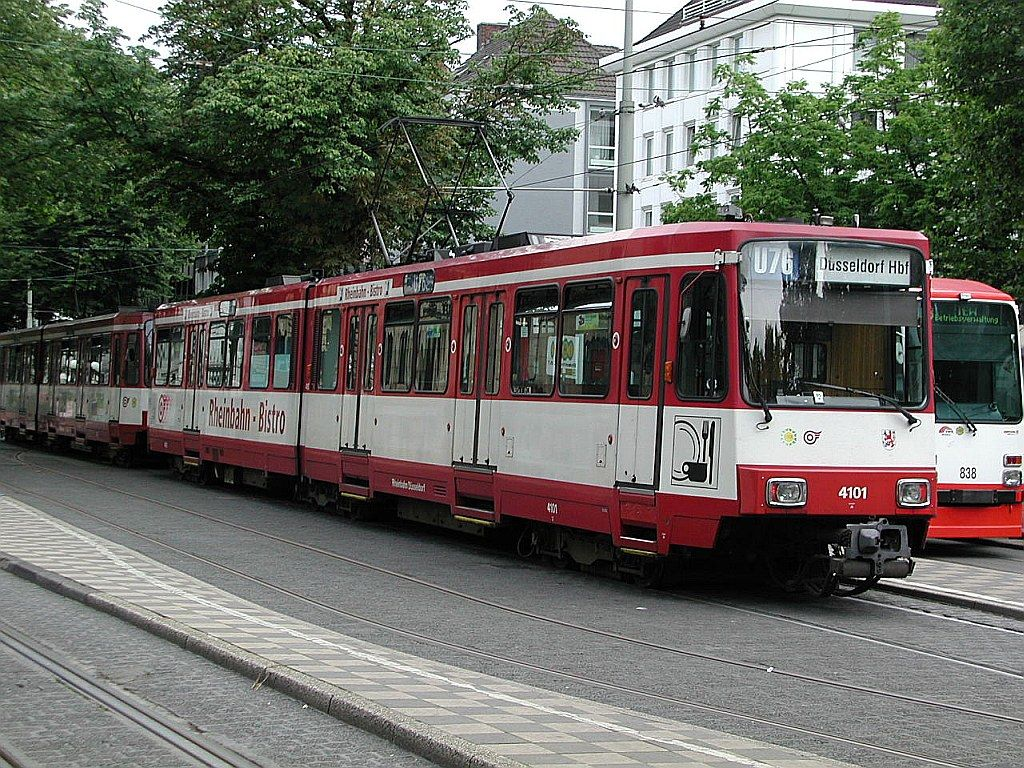
U76 mit Bistro

Eine Besonderheit war, dass früher den Zügen der Überlandstraßenbahn zwischen Düsseldorf und Duisburg sowie Düsseldorf und Krefeld über Jahrzehnte zu manchen Tageszeiten ein Speisewagen beigestellt wurde. Später wurde in den dann verwendeten längeren Gelenkwagen der Straßenbahn ein Speiseabteil eingerichtet. Bis Dezember 2014 konnten Fahrgäste auf der Linie U 76 der Rheinbahn zwischen Düsseldorf und Krefeld (die ehemalige „K-Bahn“) kleinere Speisen und Getränke während der Fahrt erwerben. Auch der Service auf der Linie U 79 zwischen Düsseldorf und Duisburg (die ehemalige „D-Bahn“), welche gemeinsam von Rheinbahn und Duisburger Verkehrsgesellschaft (DVG) betrieben wird, wurde auf Betreiben der DVG bereits 1998 eingestellt.
Auch einzelne andere Straßenbahnbetriebe experimentierten mit Speiseabteilen, wie in Bonn und Hannover, im Dauerbetrieb durchsetzen konnten sie sich nicht. Ein Bistroabteil gibt es heute in manchen Zügen der Stadtbahn in Karlsruhe.

## Österreich

### Monopol der CIWL

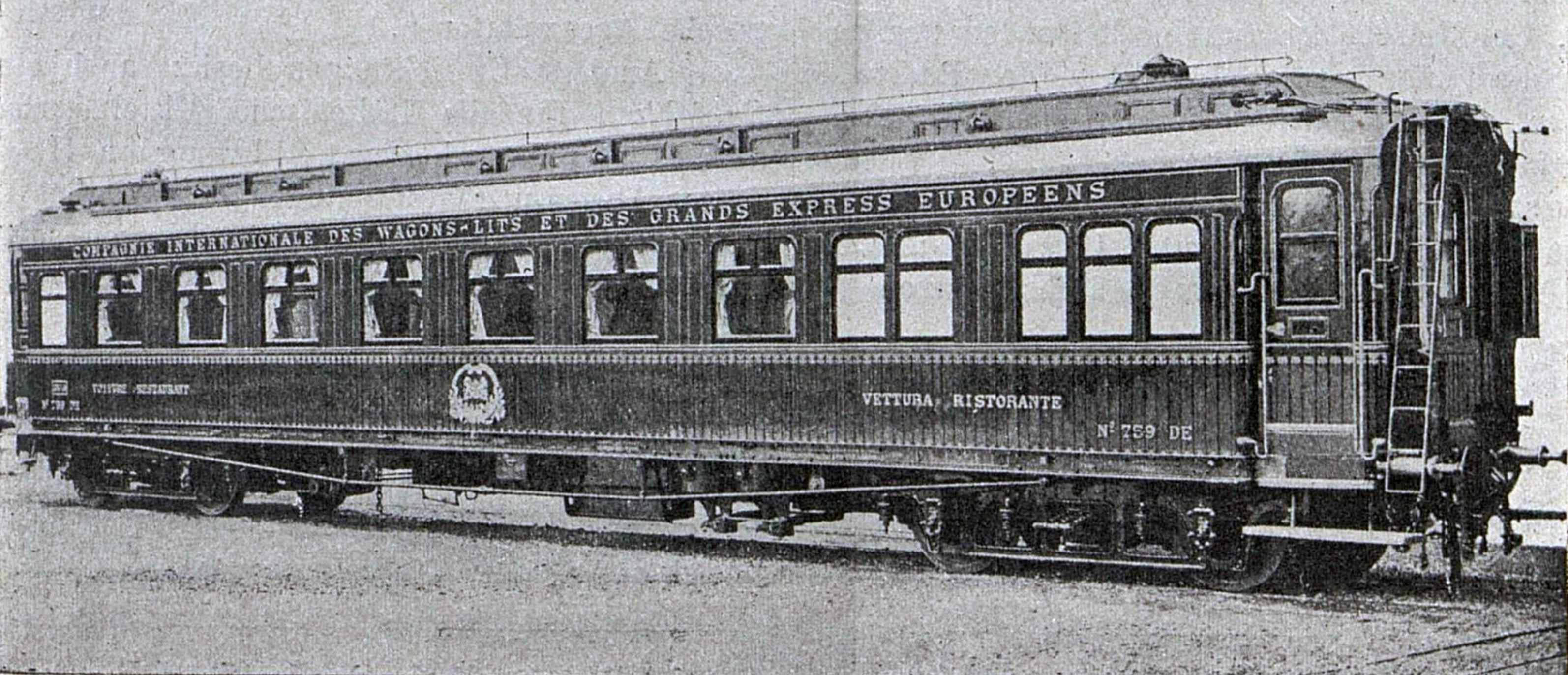
CIWL-Speisewagen 759 DE von 1901

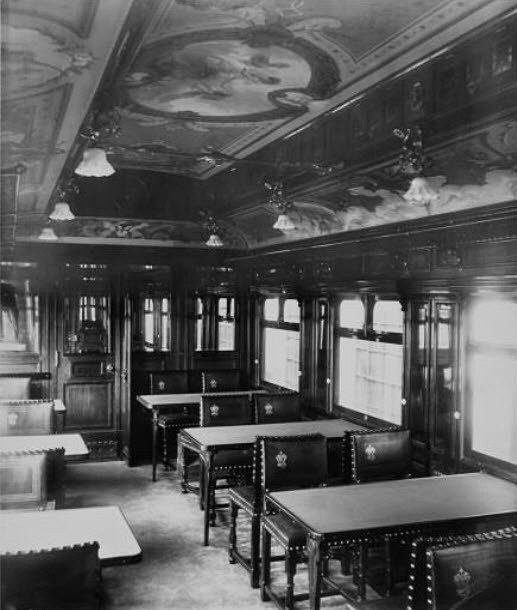
Innenansicht eines von Ringhoffer gebauten Speisewagens (1900)

Ab Ende August 1885 führte die k. k. privilegierte österreichisch-ungarische Staatseisenbahn-Gesellschaft auf den Strecken Wien–Bodenbach sowie Wien–Budapest einen Restaurationswagen der Internationalen Schlafwagen-Compagnie. Die erste Probefahrt auf der Strecke Wien–Budapest erfolgte am 30. August 1885. Vom Beginn an war die CIWL de facto der Monopolist auf dem Gebiet des heutigen Österreich, denn die Eisenbahnverwaltungen machten keinerlei Bemühungen, eigene Speisewagen zu betreiben. Auch Bahnhofsgaststätten und Restaurants auf Donaudampfern der DDSG wurden von der CIWL geführt. In Inzersdorf bei Wien errichtete die ISG eine große Wagenwerkstätte, welche unter dem Namen RSI Rail Service International noch heute existiert und auf die Reparatur von Reisezugwagen spezialisiert ist. Wien war eine eigene Division der Wagon-Lits, von denen auch die Umläufe in angrenzenden Ländern gelenkt wurden. Die Waggons waren als Privatwagen bei den Staatsbahnen eingestellt. Das Speisenangebot war landesüblich, so gab es typisch österreichische Küche beispielsweise mit Wiener Schnitzel oder Gulasch. Auch inländische Getränke wie beispielsweise Vöslauer Goldeck wurden serviert. Ein viergängiges Mittags- oder Abendessen, bestehend aus Suppe, Vorspeise, Hauptgericht und Dessert bzw. Käse kostete in den 1930er Jahren beispielsweise lediglich 6 Schillinge. Unterbrochen wurde die Tätigkeit der CIWL in Österreich nur durch die beiden Weltkriege, in denen die deutsche Mitropa die Speisewagen führte.
Nach dem Zweiten Weltkrieg betrieb die CIWL wieder ihre eigenen Speisewagen, darunter einen 1950 bei SGP gebauten Neubautyp. Ab 1965 wurden für die Triebzüge ÖBB 4010 auch bahneigene Speisewagen gebaut, 1966 zehn Halbspeisewagen mit Abteilen 2. Klasse für den Inlandverkehr und Züge in die Schweiz und nach Deutschland beschafft. 1977 und 1981 kamen dann zehn klimatisierte Vollspeisewagen für den internationalen Verkehr, 1982 zehn Halbspeisewagen mit Großraum 2. Klasse für den Inlandverkehr (sogenannte „Lange Schlierenwagen“) dazu. Darüber hinaus gab es Buffetwagen im Inlandverkehr. Dafür wurden zunächst Altbauwagen aus den 1930er Jahren modifiziert, später auch entsprechend ausgestattete „Schlierenwagen“ und „Lange Schlierenwagen“ beschafft. Auch ein Teil der Mittelwagen der Triebwagenzüge der Reihe 4010 war als Buffetwagen eingerichtet.
Alle diese Wagentypen sind heute aus dem Regelbetrieb ausgeschieden oder in andere Wagentypen umgebaut. Von 2004 bis 2010 wurden darüber hinaus 10 BordRestaurant-Wagen von der Deutschen Bahn AG (ehemals WRmz137) betrieben.
Bis 1996 wurden die Speisewagen von der CIWL betrieben.

### Speisewagenbetreiber seit 1996
Nach einem Intermezzo mit der Firma Trainristo wurden die Speisewagen in den Jahren 2001–2012 vom Unternehmen è-express des Gastronomen Josef Donhauser bewirtschaftet. 2011 wurde das Catering erneut ausgeschrieben. Von April 2012 bis März 2018 betrieb Do & Co unter der Marke „Henry am Zug“ die Speisewagen. Nach Vorwürfen über nicht eingehaltene Arbeitszeitgesetze im März 2016 löste die Firma den Vertrag mit der ÖBB vorzeitig auf, betrieb nach einer Einigung die Speisewagen jedoch bis Ende März 2018 weiter. Im November 2017 wurde die Bewirtung an die DoN-Gruppe vergeben, hinter der wiederum Josef Donhauser, der ehemalige Gründer von è-express, steht. Seit April 2018 betreibt DoN's die Speisewagen der Tagesfernzüge der ÖBB bzw. bedient in Zügen ohne Speisewagen am Platz, die Speisekarten werden vierteljährlich aktualisiert.
Je nach Nachfrage arbeiten eine oder zwei Personen im Speisewagen, das ist weniger als früher. Da der Großteil der Gerichte bereits in vorbereiteter Form (Fertiggericht) vorliegt, erfordern sie deutlich weniger Vorbereitungszeit, was es ermöglicht, das Personal in den Wagen zu reduzieren. Alle Railjets sowie ein Teil der Eurocitys führen einen Speisewagen. In den restlichen Fernverkehrszügen gibt es dagegen einen mobilen Bordservice, welcher Snacks und Getränke an den Sitzplatz bringt.
Bis ins Jahr 2024 wurden alle Speisewagen mit Baujahr 1988 abgestellt oder verkauft. Im Jahr 2025 verkehren die letzten ÖBB-Vollspeisewagen der Bauart WRmz 88-91.3 auf den Eurocity-Relationen Graz – Bohumin und Graz – Zürich. Mit Fahrplanwechsel 2026 werden auch diese abgestellt.
Die 60 Railjet-Garnituren der 1. Generation führen einen Bistrowagen. Bei den ersten 37 Zügen war dieser bei Auslieferung nur mit Stehtischen ausgestattet (railjet-bistro), in der ersten Klasse wurden Mahlzeiten am Platz serviert. Nachdem sich dieses Konzept als unbeliebt und ineffizient erwiesen hatte, wurden die Bistrowagen der restlichen 23 Garnituren ab Werk als railjet-restaurant mit Sitzbänken und Tischen ausgestattet, die älteren Wagen wurden inzwischen alle umgerüstet. Die Railjets der 2. Generation (DANI) führen ebenfalls einen Bistrobereich mit, der zwei Tische und sechs Barhocker umfasst. Zusätzlich wurden Warenautomaten an drei Wagenübergängen, sogenannte "Snackzonen", eingeführt, bei denen Getränke und Kleinigkeiten erworben werden können.

### Speisewagen auf österreichischen Privatbahnen
Im Jahr 1922 führte die Eisenbahn Wien-Aspang bei den über ihre Strecken geführten Eil- und Schnellzügen nach Győr, Kőszeg, Graz und Aspang einen Speisewagenbetrieb ein. Dieser wurde von der CIWL in umgebauten zweiachsigen Wagen der EWA geführt und existierte bis zur Übernahme durch die BBÖ im Jahr 1937.
Von 1927 bis 1939 gab es auf der Lokalbahn Wien–Baden bei jedem Schnellzug einen als Büffetwagen betafelten Triebwagen. In diesem wurden von einem Kellner Kaffee, Mehlspeisen, Getränke und Imbisse an weiß gedeckten Tischen serviert. Der Sitzteiler war 2+1. Betrieben wurde dieser Speisewagen-Service, der im Übrigen eher einem typischen Wiener Kaffeehaus auf Rädern glich, vom Café Pöchhacker.
Am 1. Juni 1931 nahm die Salzburger Eisenbahn- und Tramway-Gesellschaft auf ihrer Bahnstrecke Salzburg–Hangender Stein sowie auf der Anschlussstrecke nach Berchtesgaden den Betrieb eines Büffetwagens, damals „Wirtschaftswagen“ genannt auf.
Auf der schmalspurigen Mariazellerbahn (heute im Betrieb der NÖVOG) verkehrt seit 2004 im Sommer der Nostalgiezug „Ötscherbär“ mit einem Büffetwagen. Dieser war bereits seit Anfang der 1980er Jahre in Eilzügen nach Mariazell unterwegs, vorher behalf man sich mit dem Besuch von Bahnhofsbuffets während der Zugaufenthalte u. a. in Laubenbachmühle. Für touristische Zwecke wurde in den 1990er Jahren ein „Speisewagen“ gebaut, der jedoch eine eher ungewöhnliche Einrichtung mit Sitzecken aufweist, jedoch sehr gern gechartert wurde. Auch auf den anderen Schmalspurbahnen, wie beispielsweise der Waldviertler Schmalspurbahn, der Zillertalbahn oder der Steyrtalbahn führen die an Sommerwochenenden fahrenden touristischen Dampfzüge zumeist einen Buffetwagen.
Die zwischen Wien und Salzburg verkehrende Westbahn bietet in ihren Sechs-Wagen-Zügen insgesamt vier Westcafés an, in denen Getränke aus Automaten angeboten und Snacks von den Stewards verkauft werden. Auf Wunsch werden Speisen und Getränke auch am Platz serviert.

### Bilder Österreichische Speisewagen

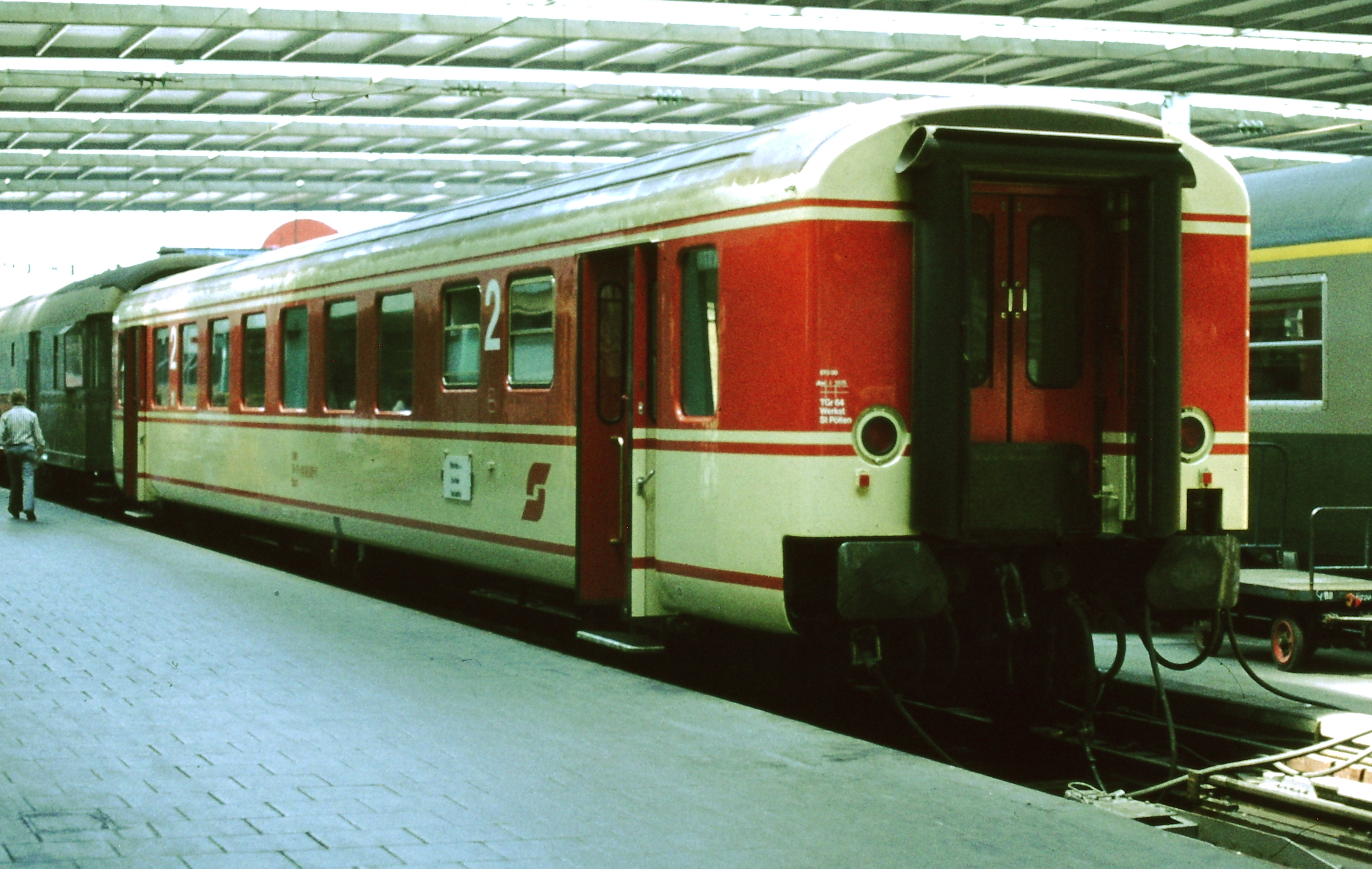
Ehemaliger Buffetwagen der ÖBB (Schlierenwagen)
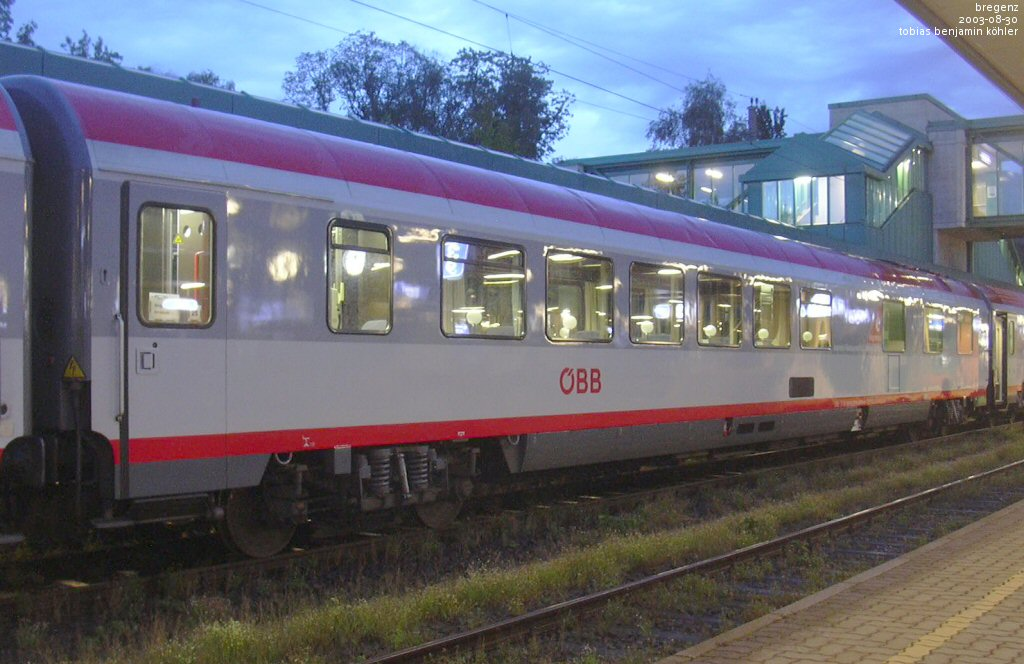
Speisewagen der ÖBB-EuroCity und InterCity (WRmz 88-90)
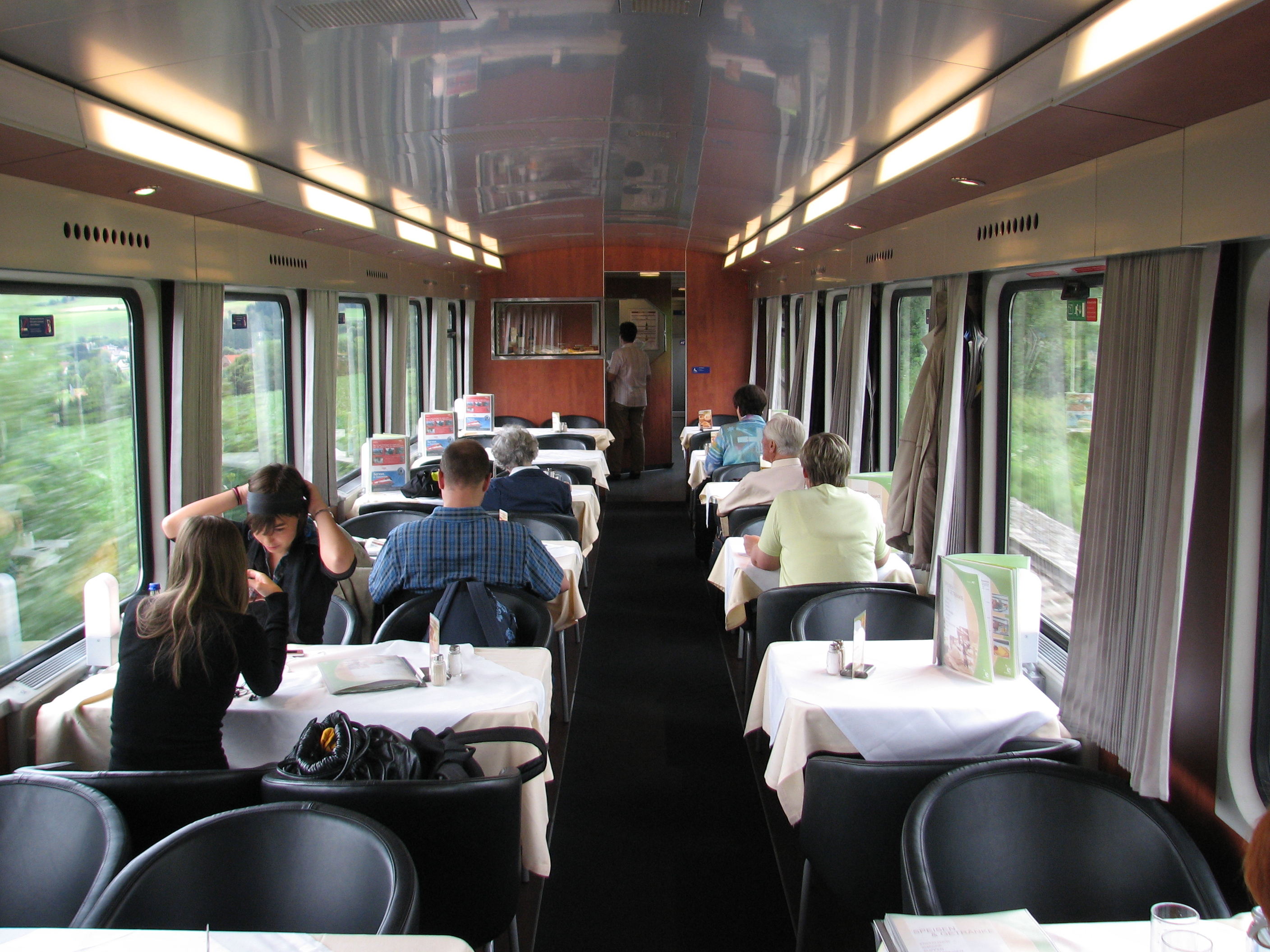
Modernisierter Innenraum eines ÖBB-Speisewagens
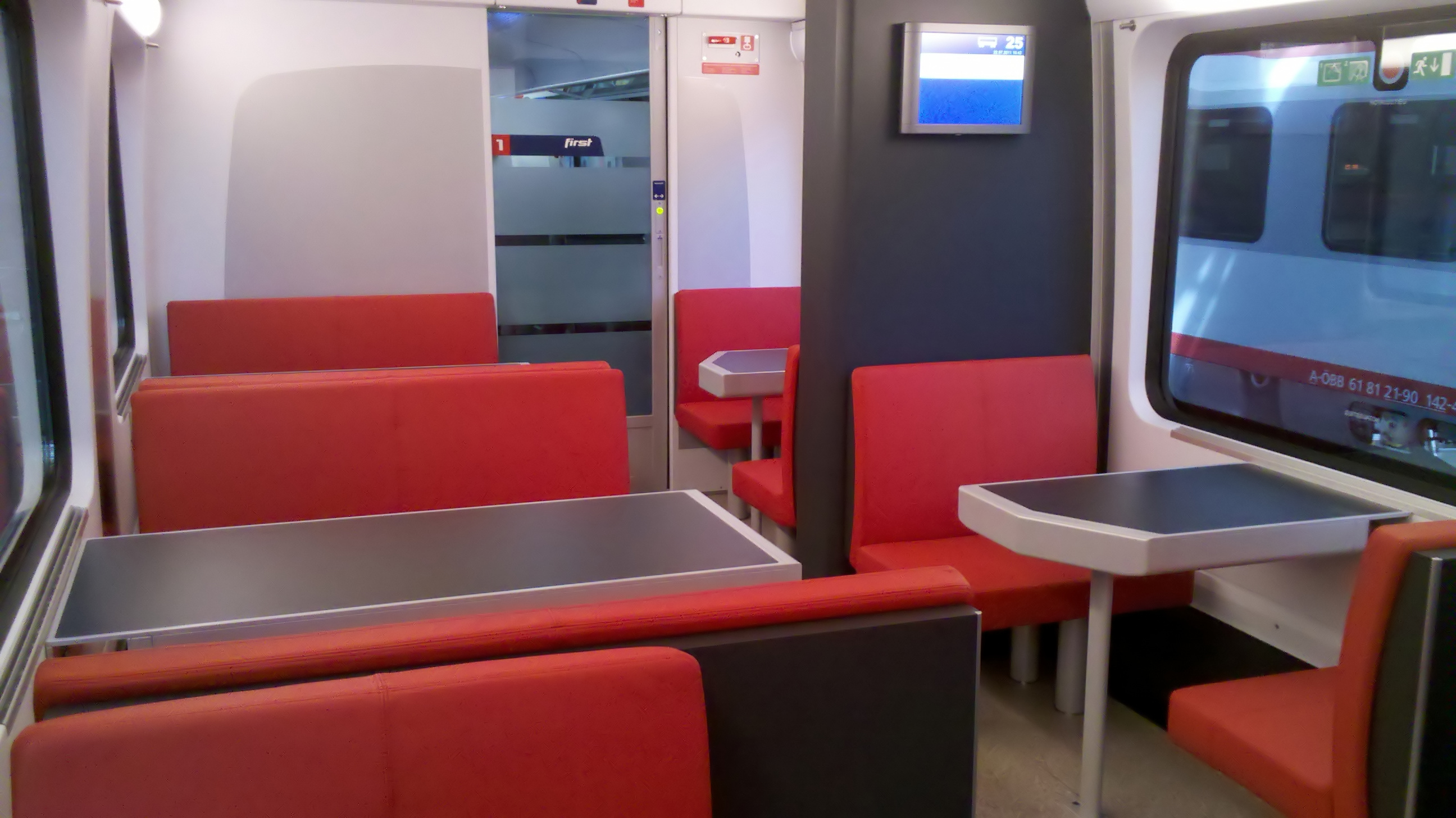
Das Railjet-restaurant
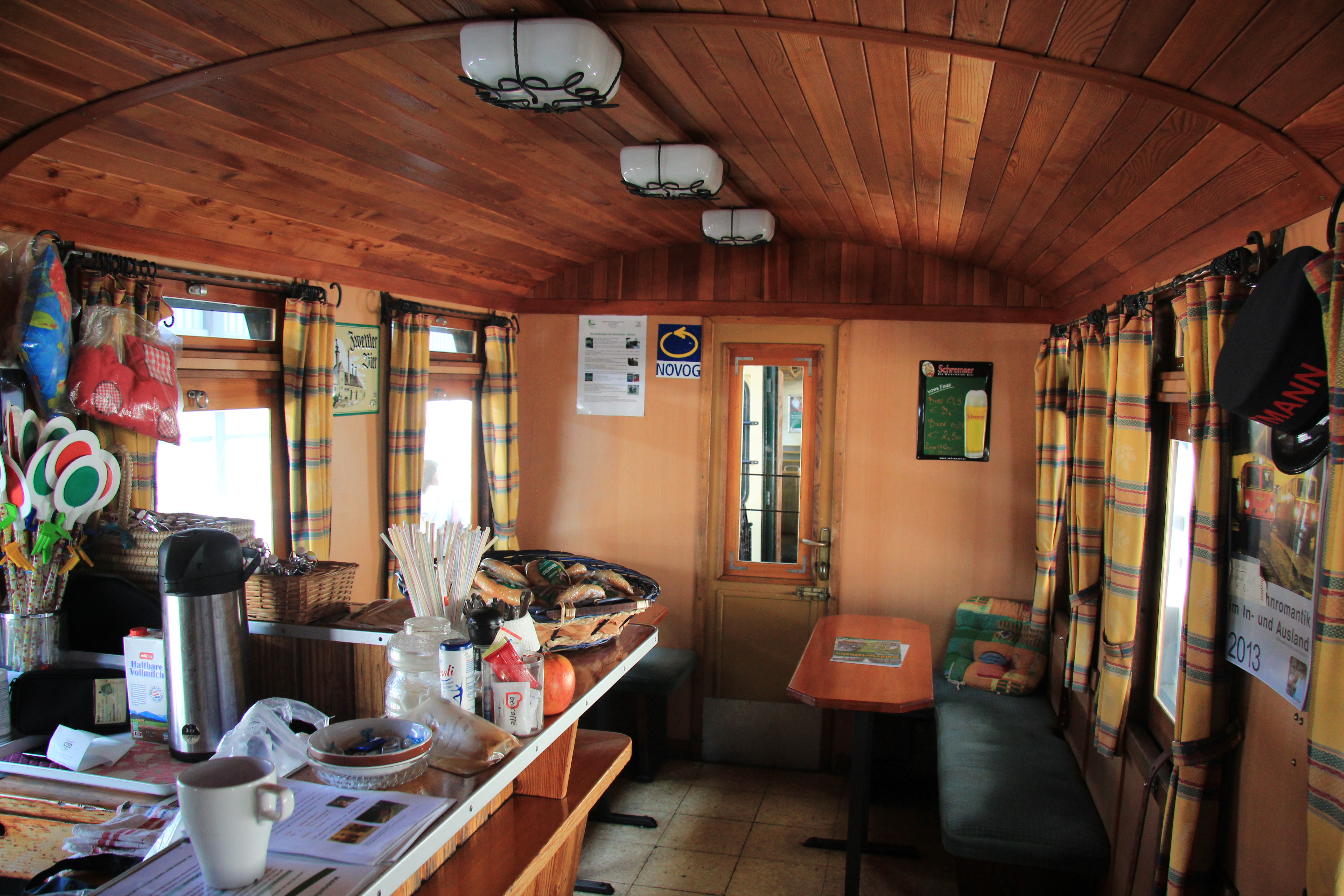
Im Büffetwagen der Waldviertler Schmalspurbahnen
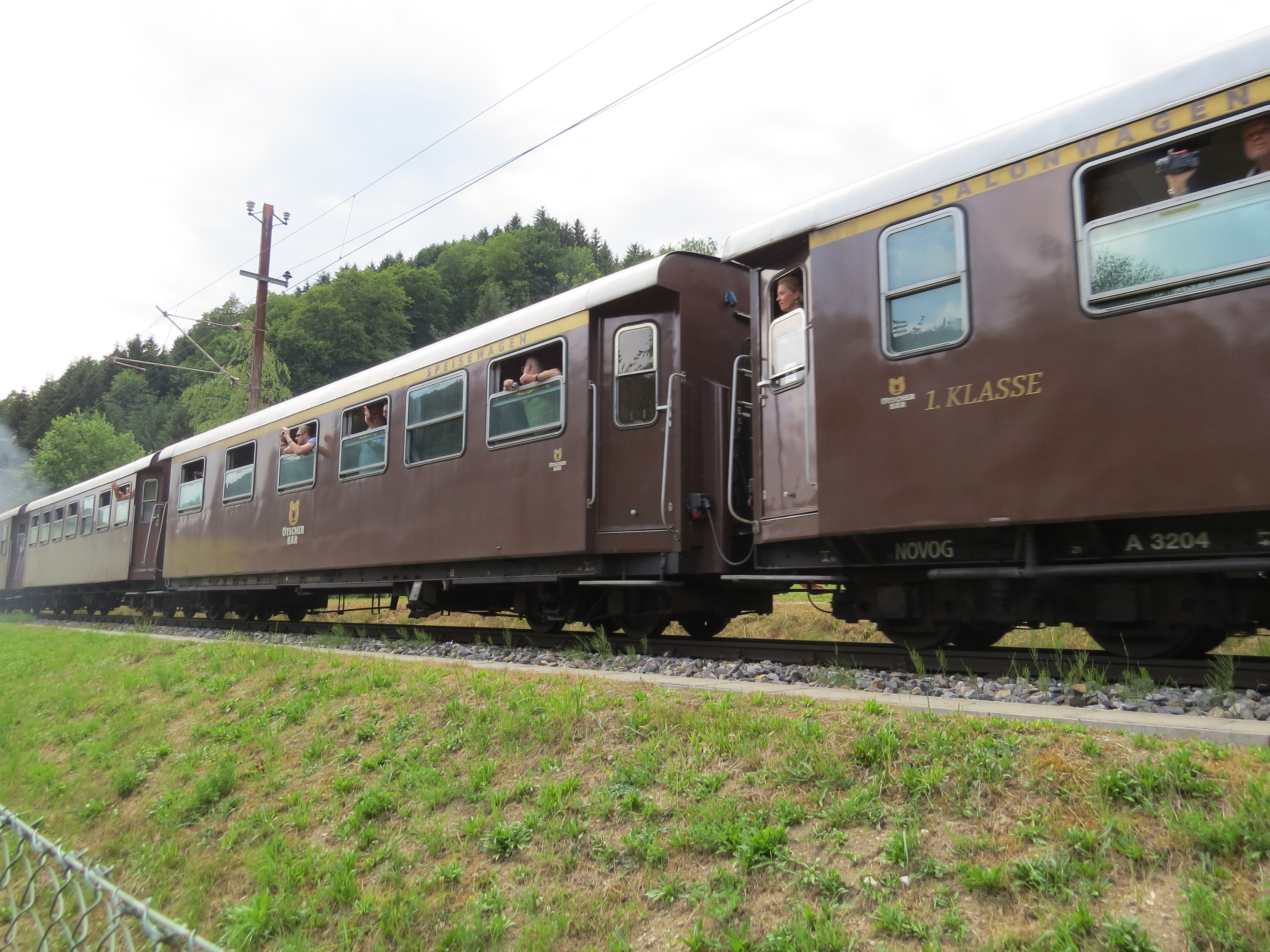
Der „Speisewagen“ (Büffetwagen) im Touristikzug „Ötscherbär“ der Mariazellerbahn
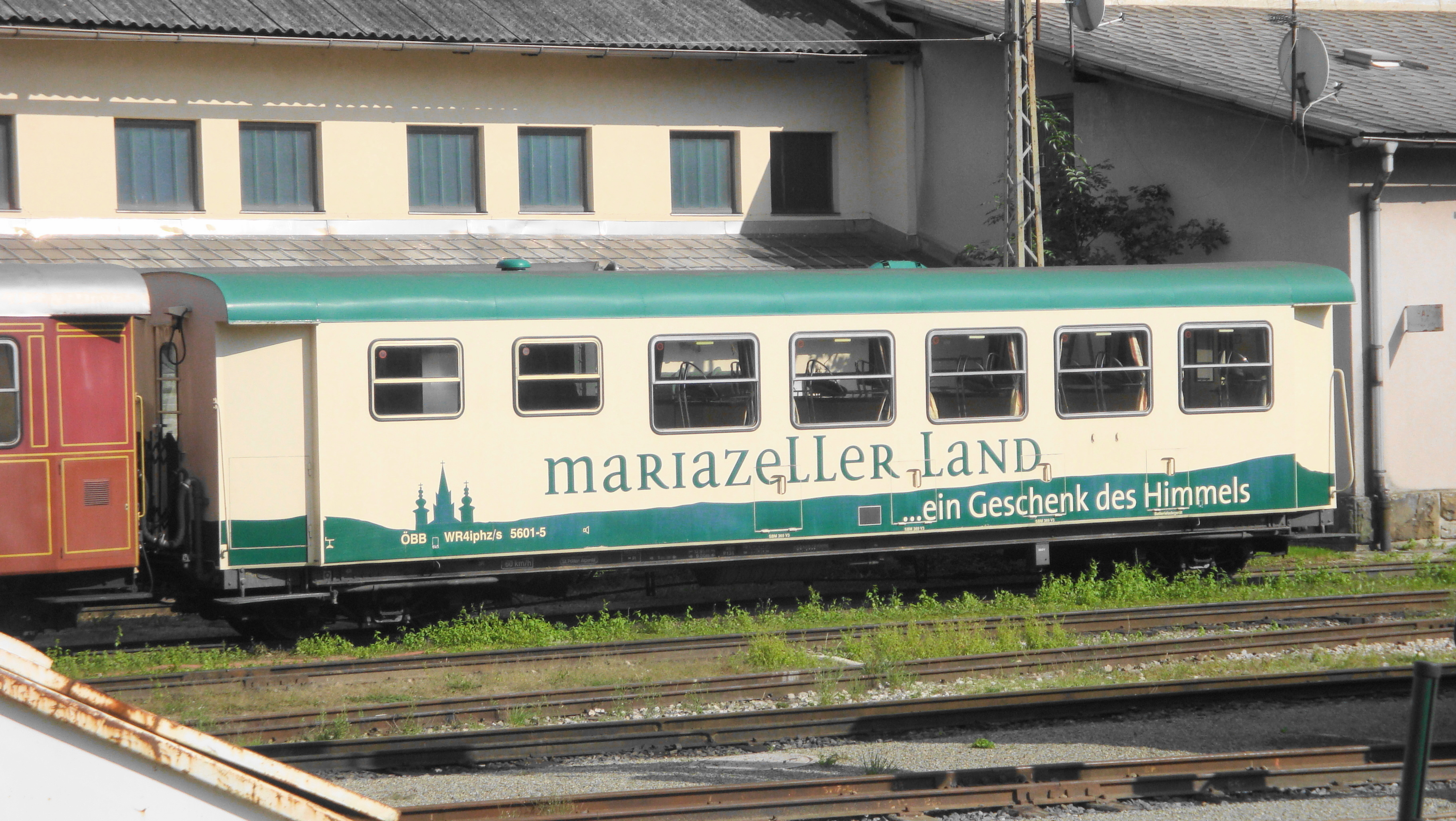
Büffetwagen „Mariazellerland“ der Mariazellerbahn, nun auf der Steyrtalbahn im Dienst
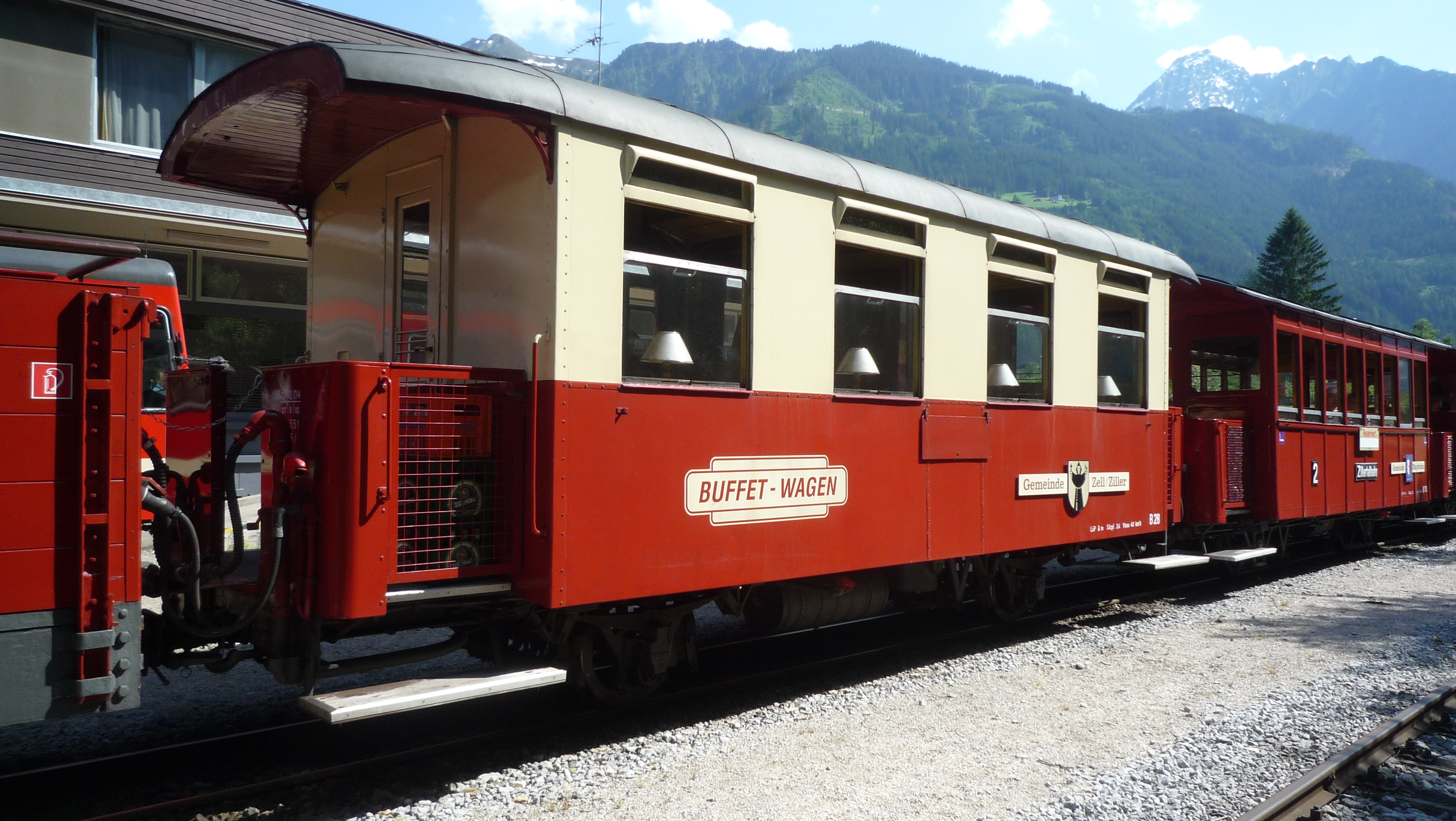
Buffetwagen der Zillertalbahn
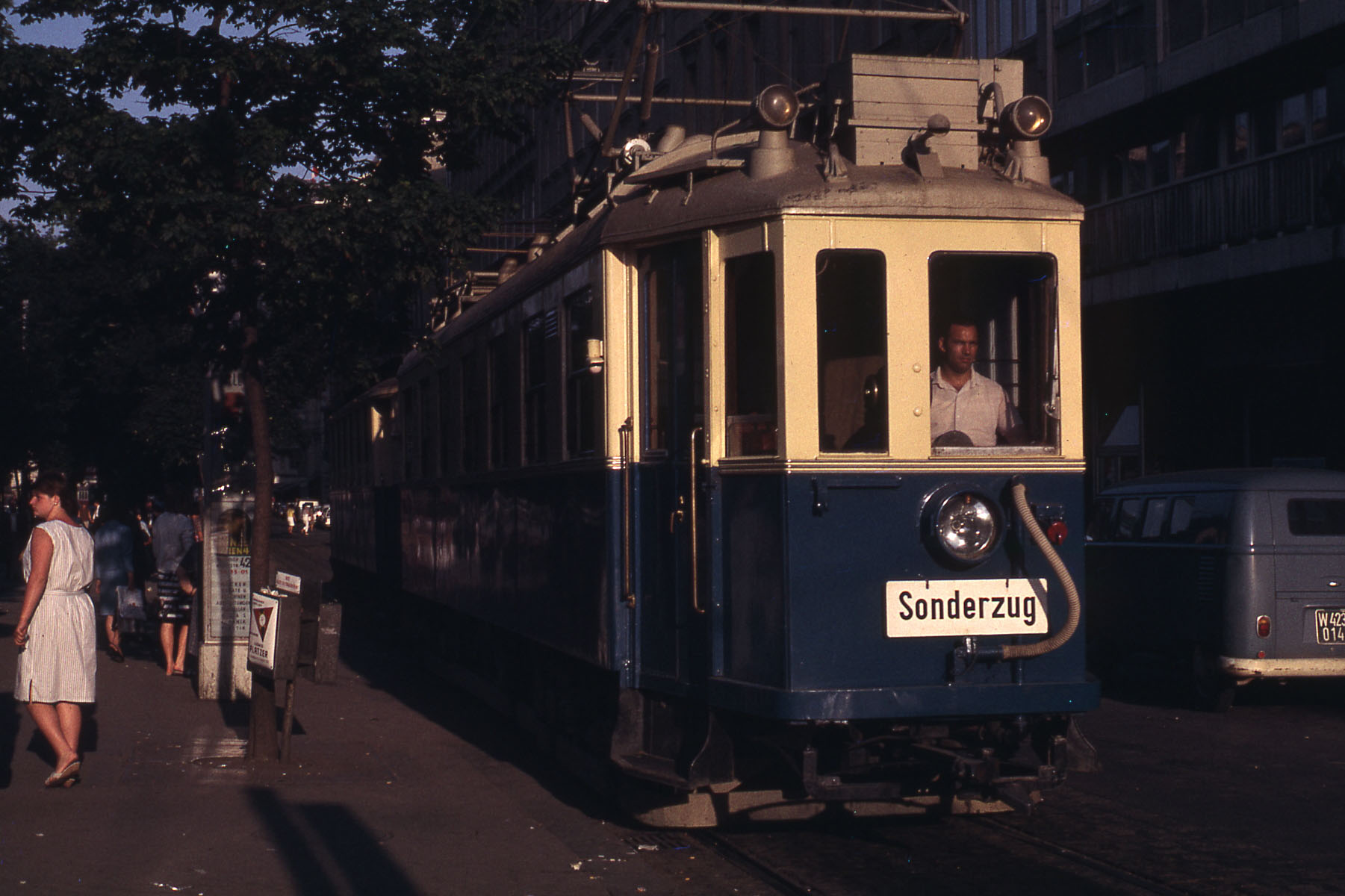
In den Triebwagen der Reihe 220/230 der Wiener Lokalbahnen wurde von 1927 bis 1939 ein kaffeehausartiger Speisewagenbetrieb offeriert

### Liste der Speise- und Büffetwagen (ÖBB)
| Typ            | Baujahr | Anzahl | Bemerkungen                                                                                            |
| -------------- | ------- | ------ | --- |
| BR4hTL 7310.0  | 1965    | 5      | Halbspeisewagen für ÖBB 4010 (2008 ausgemustert)                                                       |
| BR4hTL 7110.3  | 1966    | 12     | Buffetwagen für ÖBB 4010 (2008 ausgemustert)                                                           |
| WR4hTL 7310.1  | 1970    | 12     | Speisewagen für ÖBB 4010 (2008 ausgemustert)                                                           |
| BRm 85-33.0    | 1966    | 10     | Halbspeisewagen mit Abteilen 2. Klasse (1991 umgebaut)                                                 |
| WRmz 88-33.0   | 1991    | 6      | Umbau aus BRm 85-33.0 (1 Wagen bis 2008 bei ErlebnisBahn)                                              |
| Bpz 85-35.3    | 1975    | 10     | Schlieren-Buffetwagen (heute bei ErlebnisBahn)                                                         |
| BRmpz 85-75.0  | 1982    | 10     | Inlands-Halbspeisewagen mit Großraum 2. Klasse (1988 umgebaut)                                         |
| WRmz 88-75.0   | 1988    | 10     | Umbau aus BRmpz 85-75.0 (1997 zu Steuerwagen umgebaut)                                                 |
| Bmpz 85-75.5   | 1983    | 5      | Inlands-Buffetwagen (1996 zu Steuerwagen umgebaut)                                                     |
| WRmz 88-70.0   | 1977    | 5      | RIC-Speisewagen (1997 ausgemustert)                                                                    |
| WRmz 88-70.1   | 1982    | 5      | RIC-Speisewagen (2001 ausgemustert)                                                                    |
| WRmz 88-90.2   | 1988    | 16     | RIC-Speisewagen, ab 2003 modernisiert                                                                  |
| WRmz 88-91.3   | 1991    | 18     | RIC-Speisewagen, druckertüchtigt, ab 2003 modernisiert                                                 |
| WRmz 88-95.0   | 2005    | 5      | Umbau aus WRmz137 der DB (1988 aus WRbumz139, Baujahr 1975, entstanden, 2010 ausgemustert)             |
| ARbmpz 85-90.5 | 2008    | 60     | Halbspeisewagen für Railjet 1. Generation (die ersten 37 ursprünglich nur Buffetwagen mit Stehtischen) |

Anmerkungen:
- Umbaujahre sind kursiv gekennzeichnet.
- Fett geschriebene Bauarten sind heute noch im Einsatz.

## Schweiz
In der Schweiz wurden die Speisewagen des Inlandverkehrs traditionell von der Schweizerischen Speisewagen-Gesellschaft betrieben. Die ersten Buffetwagen Nr. 31–33 wurden 1903 auf der Seetalbahn eingesetzt. In den 1980er Jahren kam als weiterer Betreiber auf einigen Linien Le Buffet Suisse hinzu und führte neben klassischen Speisewagen Sonderangebote wie „Chäs-Express“ und „Calanda-Land“ ein. Dieser Betreiber wurde 1997 nach finanziellen Schwierigkeiten vorübergehend von der Mitropa übernommen (dann als „Mitropa Suisse“ bezeichnet). Die SSG wurde 2000 in Passaggio umbenannt und an die italienische Autogrill-Gruppe verkauft. Das Speisewagengeschäft (Passaggio Rail) wurde 2001 abgetrennt und gehört nun mehrheitlich den Schweizerischen Bundesbahnen (SBB). 2002 übernahm Passaggio Rail das operative Geschäft der Mitropa Suisse (ehemals Le Buffet Suisse), und 2003 wurde die Gesellschaft in elvetino umfirmiert. Für eine kurze Zeit unterhielt zudem die McDonald’s-Fastfood-Restaurant-Gruppe zwei Speisewagen, wobei der große Erfolg wie später in Deutschland ausblieb.
Alle EuroCity-Züge, der überwiegende Teil der InterCity-Züge und einige weitere Züge in der Schweiz führen einen Speisewagen. Bei den Doppelstockwagen IC2000 wurde zunächst nur ein „Bistro-Bar“-Wagen vorgesehen, diese wurden inzwischen teilweise in Vollspeisewagen umgebaut. 2013/2014 werden zwei Doppelstock-Speisewagen erneut umgebaut und auf der Linie St. Gallen – Genf als Starbucks Coffee House eingesetzt. Anfang der 1990er Jahre verkehrten zwei Mc-Donalds-Speisewagen in Kooperation mit den SBB; siehe auch Deutsche Bundesbahn/McTrain.
Die 44 ICN-Züge der Bauart RABDe 500 führen einen Halbspeisewagen mit Sitzplätzen 1. Klasse, der je nach Nachfrage als Speisewagen oder mit reduziertem Personal als Bistro betrieben wird. Speisewagen bzw. Halbspeisewagen finden sich ebenfalls in allen 29 Garnituren des RABe 501 «Giruno», in 23 Garnituren des Doppelstocktriebzuges RABDe 502 «Twindexx IC 200» sowie in allen 19 Garnituren des Neigezuges RABe 503 «Astoro».
Die ADLER-Garnituren der Zentralbahn zwischen Luzern und Interlaken führen einen Speisewagen, der jedoch nur in einem Teil der Zugläufe bewirtschaftet ist und sonst als Sitzwagen zweiter Klasse dient.
Die Rhätische Bahn betreibt seit langer Zeit Speisewagen verschiedener Bauarten in einigen Zügen. Diese Wagen werden heute als «Gourmino» bezeichnet, sind blau lackiert und werden von der RailGourmino swissAlps AG (Chur) bewirtschaftet. Im Glacier-Express werden die Reisenden seit 2006 von einem Bar- und Küchenwagen aus mit Mahlzeiten am Platz bedient, diese Wagen verkehren auf der gesamten Strecke zwischen St. Moritz und Zermatt.

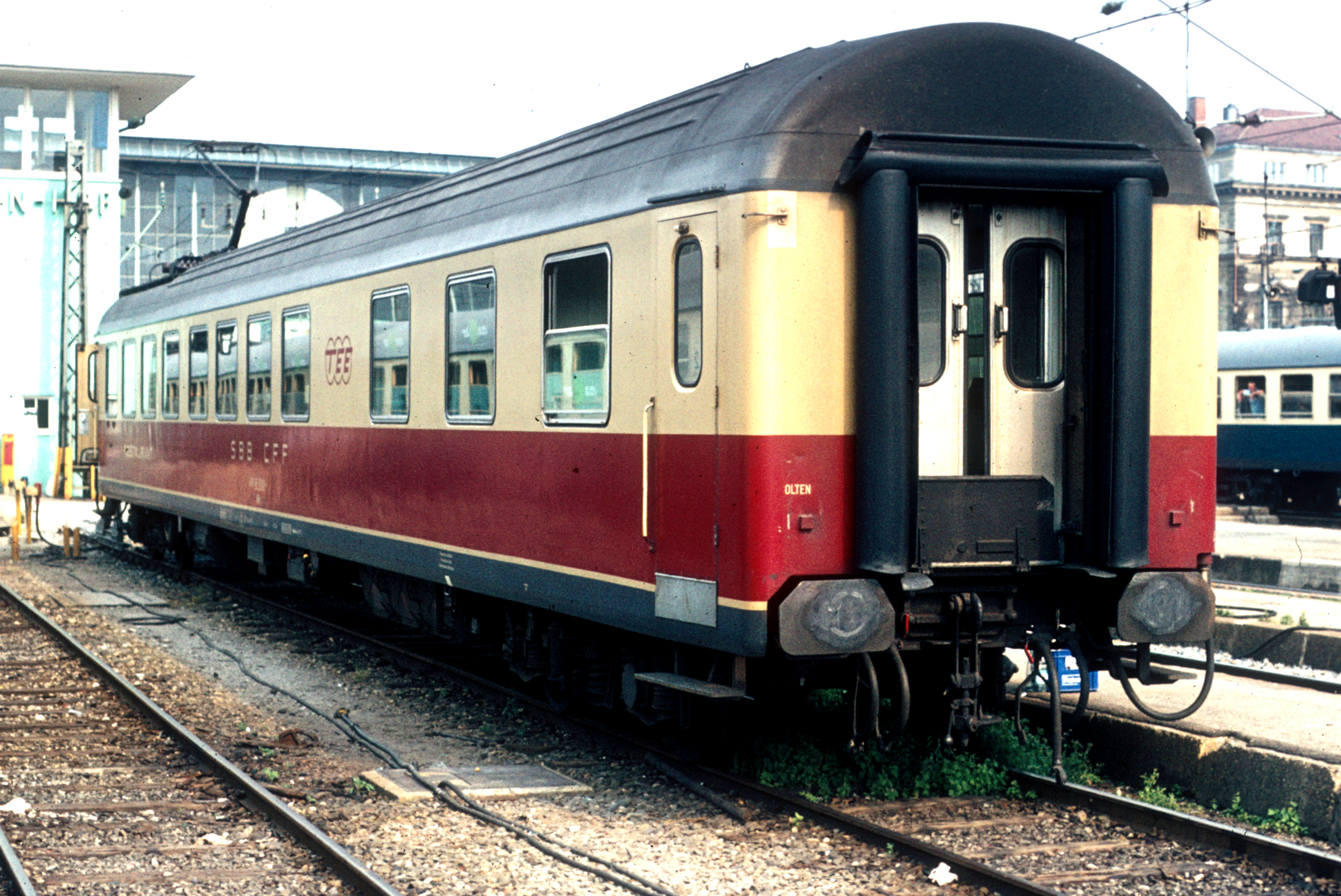
Ehemaliger RIC-Speisewagen des TEE Bavaria
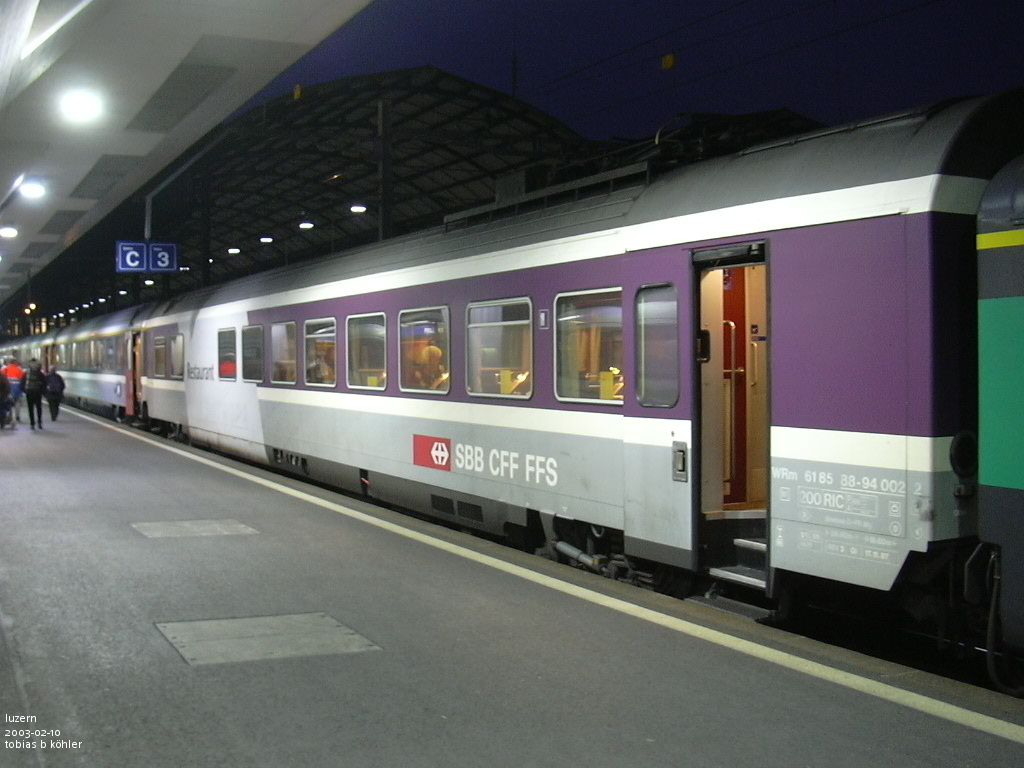
Speisewagen EW IV Vorserie (ehemals Le Buffet Suisse, heute nicht mehr bei SBB)
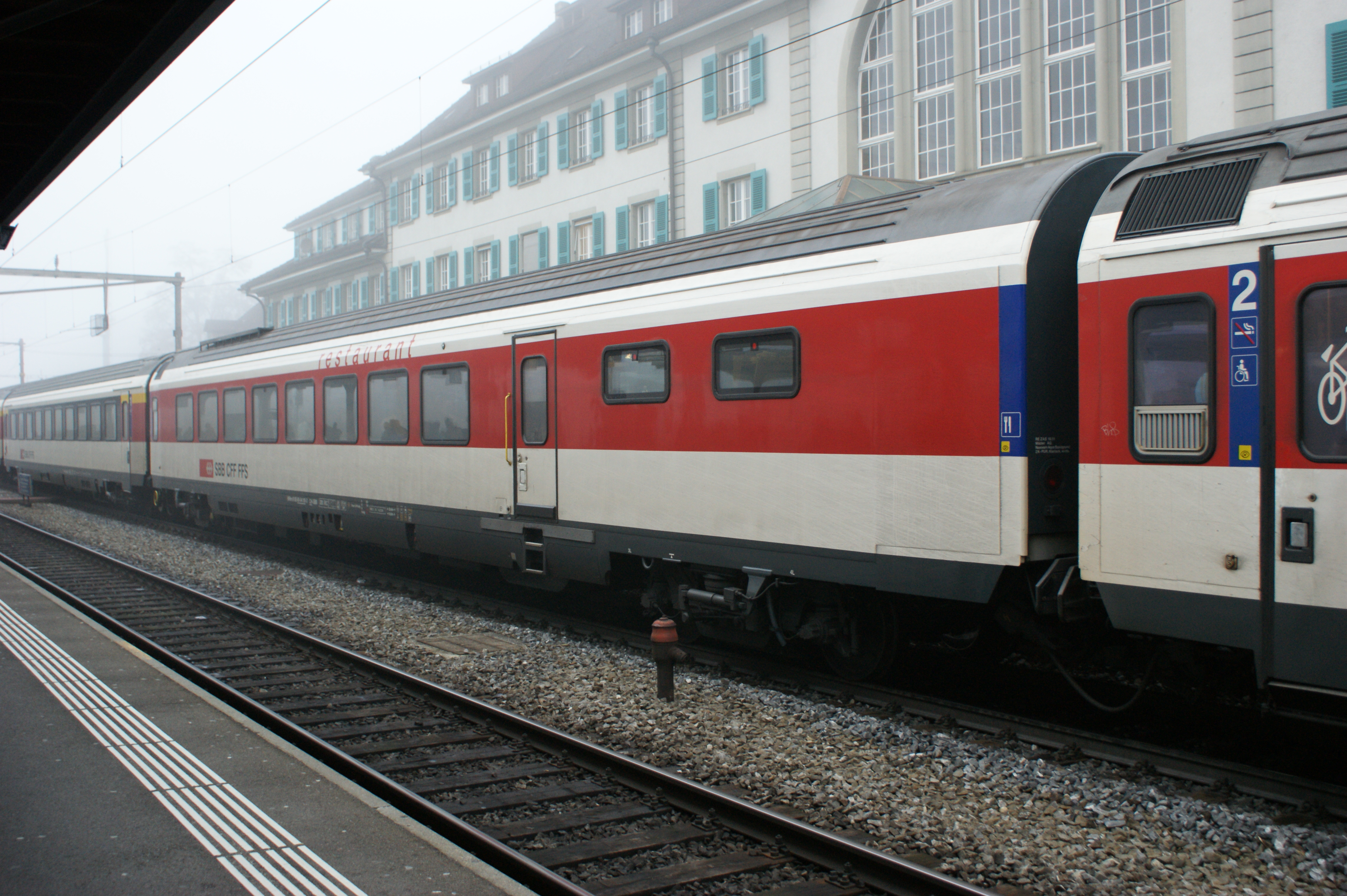
Speisewagen EW IV modernisiert
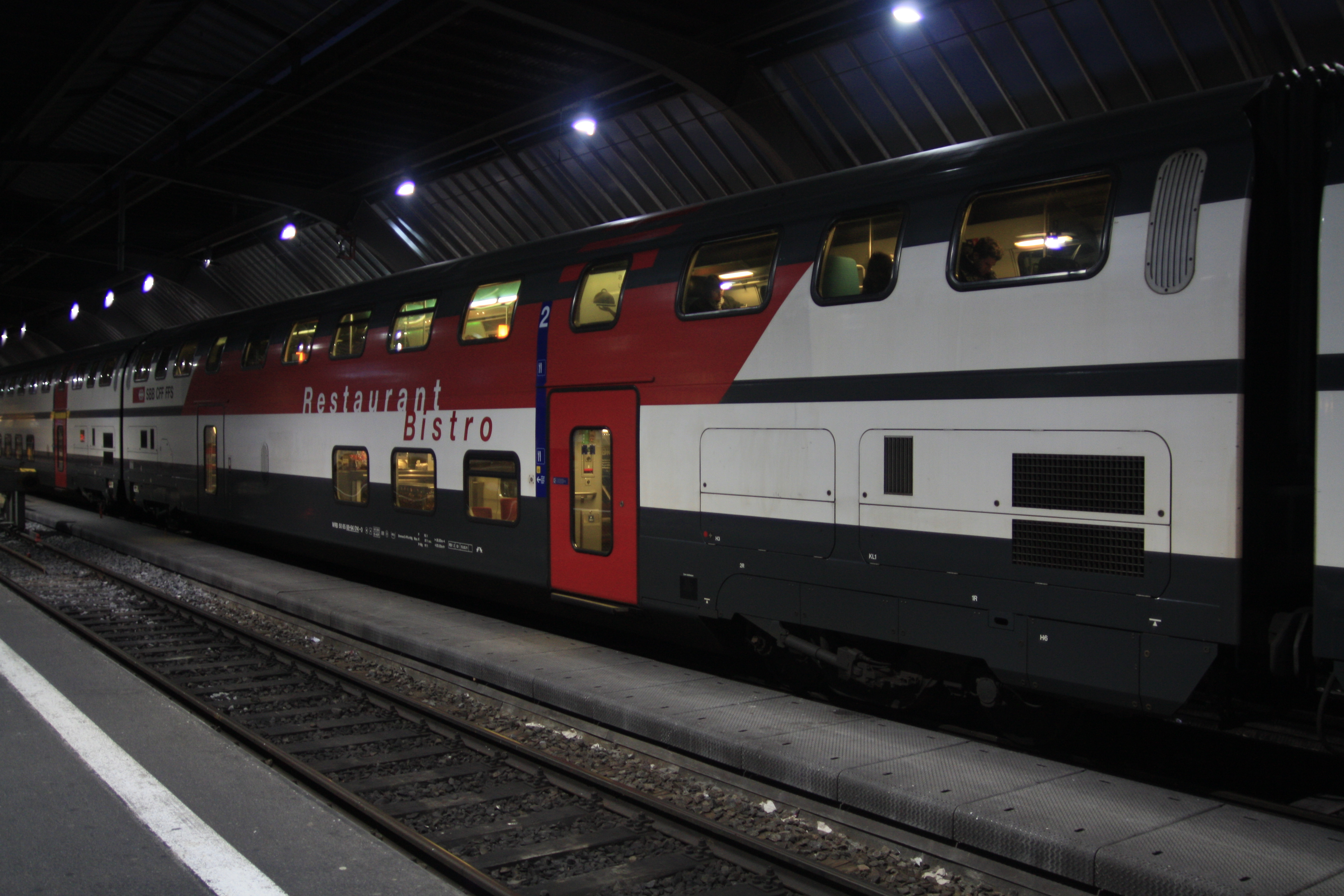
Speisewagen eines IC2000 der SBB in Zürich HB
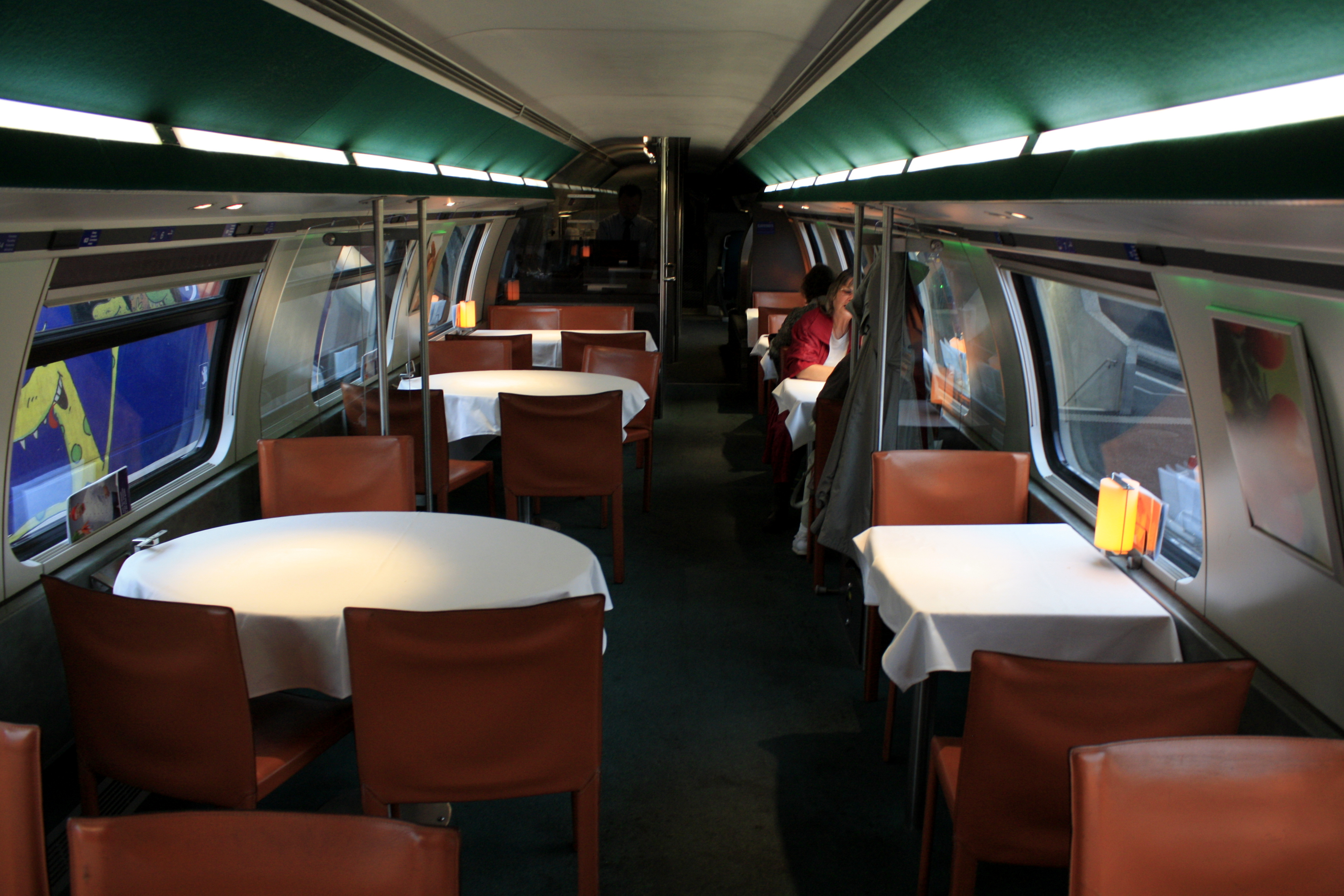
Speiseraum eines IC2000 der SBB
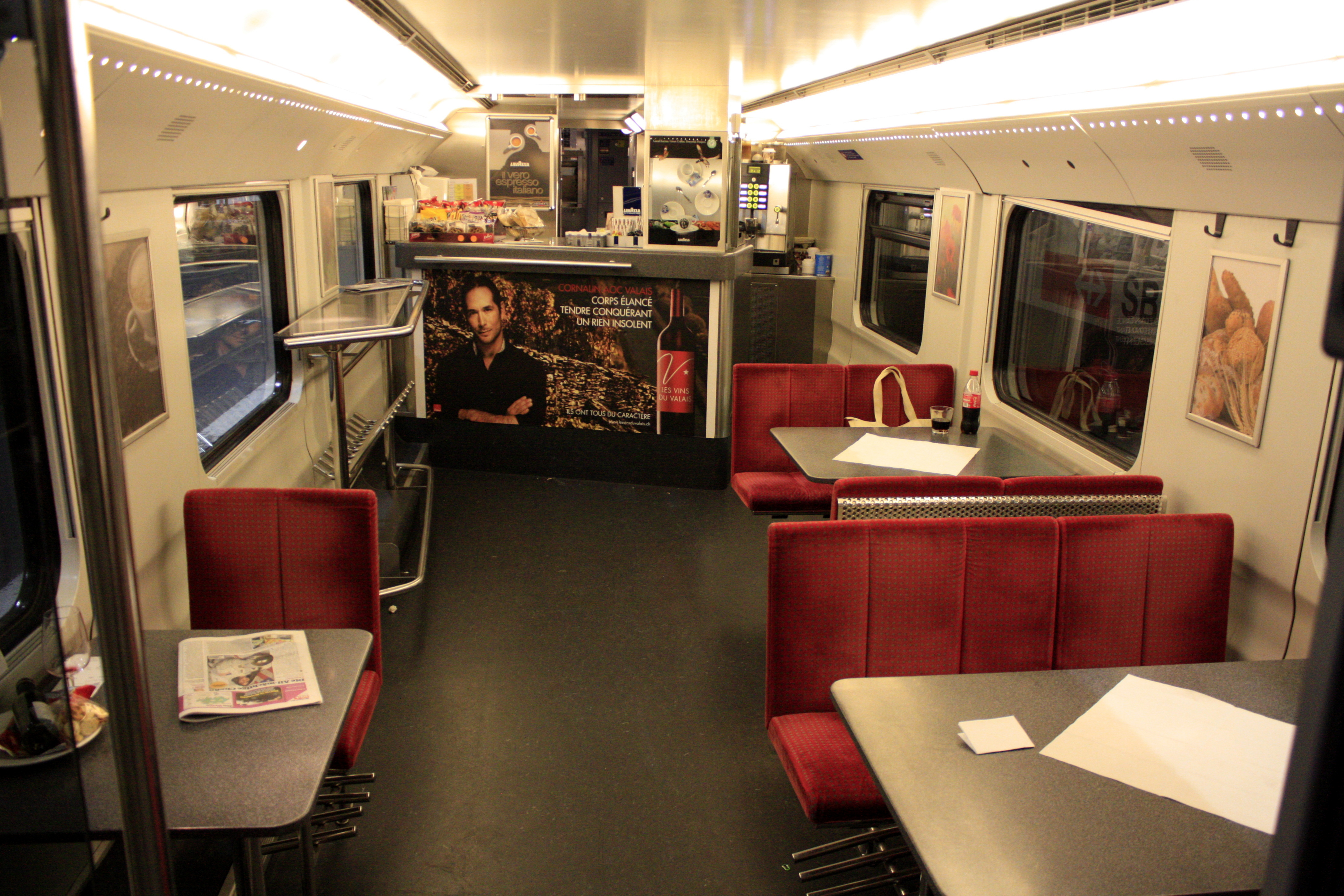
Bistroraum eines IC2000 der SBB
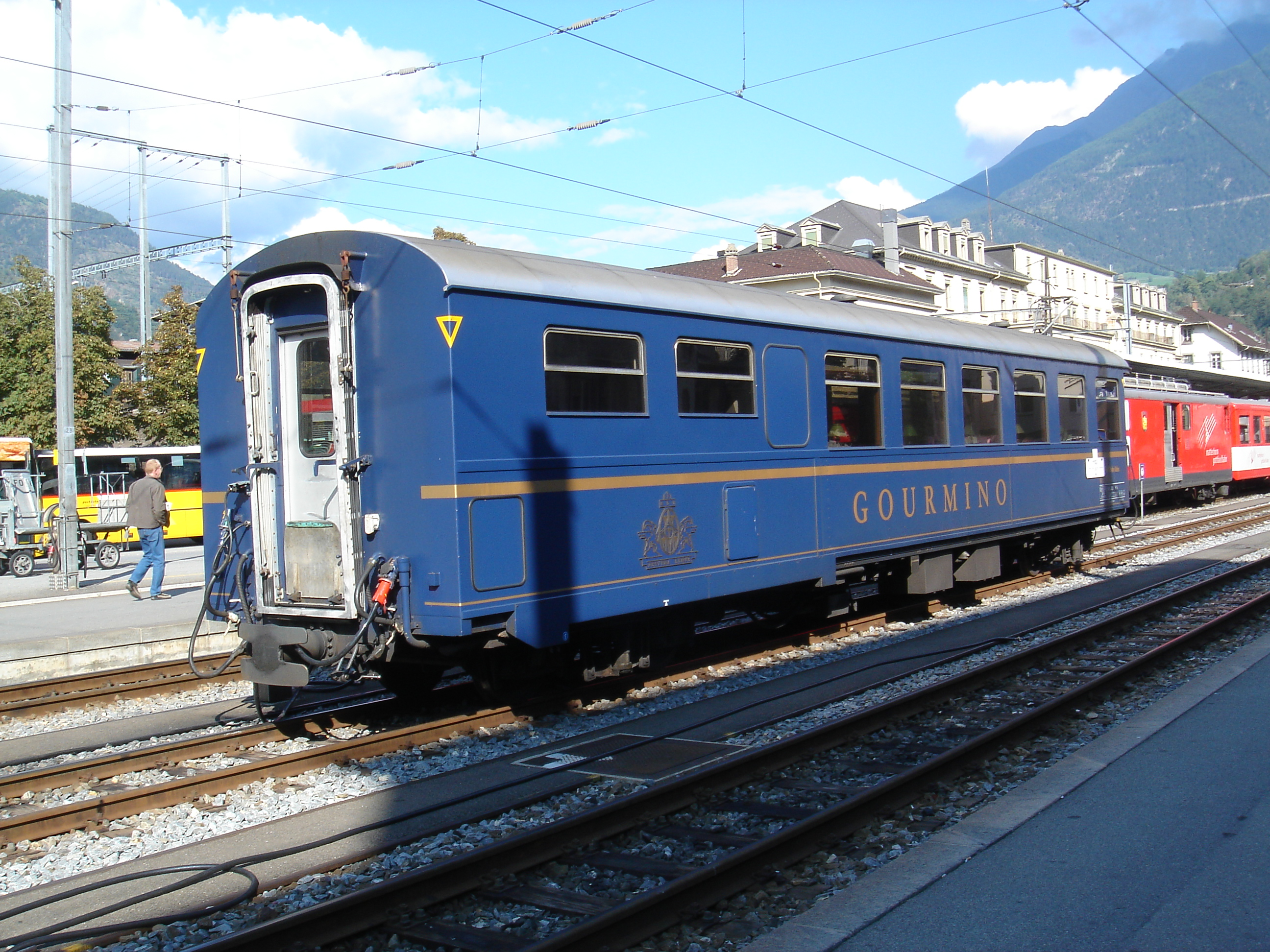
Gourmino der RhB
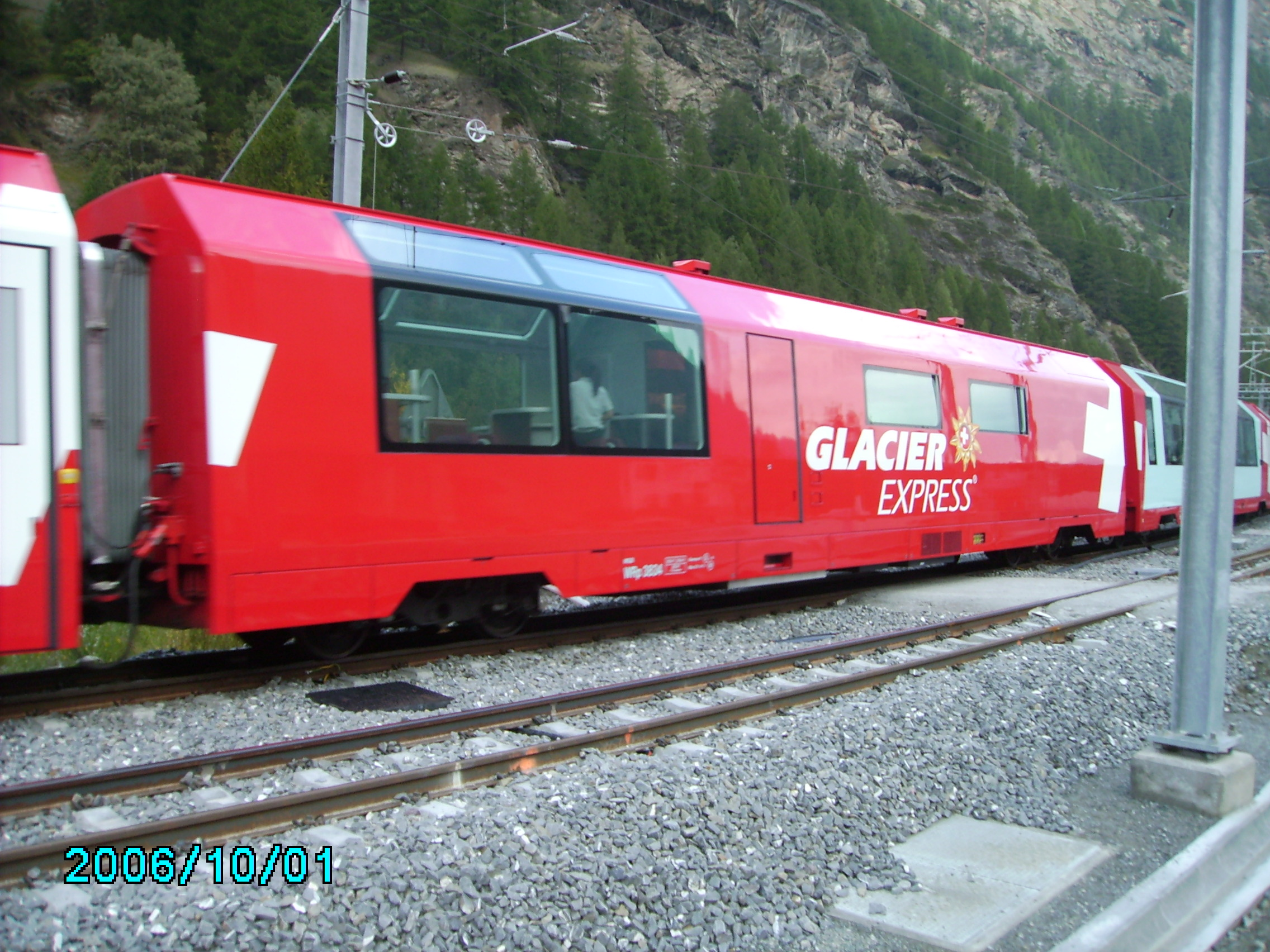
Bar- und Küchenwagen des Glacier-Express

### Liste der Speise- und Büffetwagen (SBB)
| Typ                          | Baujahr   | Anzahl | Bemerkungen                                                                                    |
| ---------------------------- | --------- | ------ | ---------------------------------------------------------------------------------------------- |
| BR 88-33 000–004 Leichtstahl | 1937      | 5      | Buffetwagen (ausrangiert)                                                                      |
| WR 88-33 500–509 Leichtstahl | 1944–1947 | 10     | pendelzugfähig (ausrangiert)                                                                   |
| WR 88-33 100–115 Leichtstahl | 1947–1953 | 16     | (ausrangiert)                                                                                  |
| WR 88-33 116–122 EW I        | 1958      | 7      | (umgebaut in Self Service)                                                                     |
| WR 88-33 610–616 EW I        |           | 7      | Self Service, Umbau aus 88-33 116–122 (später erneut umgebaut)                                 |
| WR 88-33 700–702 EW I        |           | 3      | Chäs-Express, Umbau aus 88-33 614–616 (ausrangiert)                                            |
| WR 88-33 710–711 EW I        |           | 2      | Calanda-Land, Umbau aus 88-33 610–611 (ausrangiert)                                            |
| WR 88-33 712 EW I            |           | 1      | Le Buffet Suisse, Umbau aus 88-33 613 (ausrangiert)                                            |
| WR 88-33 510–512 EW I        | 1961      | 3      | pendelzugfähig (ausrangiert)                                                                   |
| WRm 88-70 000–009 RIC        | 1967      | 10     | für internationale Züge (ausrangiert)                                                          |
| WR 88-34 000–005 EW III      | 1973–1975 | 6      | für mit Swiss Express-Wagen gebildete Züge, später umgebaut für Le Buffet Suisse (ausrangiert) |
| WR 88-73 000–003 EW IV       | 1983      | 4      | (umgebaut)                                                                                     |
| WRm 88-94 000–003 EW IV      |           | 4      | Le Buffet Suisse, Umbau aus WR 88-73.0 (verkauft)                                              |
| WR 88-73 100–116 EW IV       | 1988      | 17     | Cateringspeisewagen, pendelzugfähig umgebaut zu 88-75                                          |
| WRm 88-94 100–116 EW IV      |           | 17     | Umbau aus 88-75 100–116, 200 km/h und RIC-fähig (modernisiert)                                 |
| WRm 88-94 200–201 EW IV      | 1988      | 2      | für EuroCity-Züge (modernisiert)                                                               |
| WR 88-73 750–751 EW IV       | 1992      | 2      | McDonald’s, pendelzugfähig umgebaut zu 88-75 (zu Coop-Rail umgebaut, dann ausrangiert)         |
| BR 66-94 000–025 IC2000      | 2000–2001 | 26     | Bistrowagen, Bar im Unterdeck, Sitzbereich 2. Kl. im Oberdeck (000–015 zu WRB umgebaut)        |
| WRB 88-94 000–015 IC2000     |           | 16     | Umbau aus 66-94 000–015 (Bar im Unterdeck, Speiseraum im Oberdeck)                             |

Anmerkungen:
- Umbaujahre sind kursiv gekennzeichnet.
- Fett geschriebene Bauarten sind noch im Einsatz.

## Andere Staaten

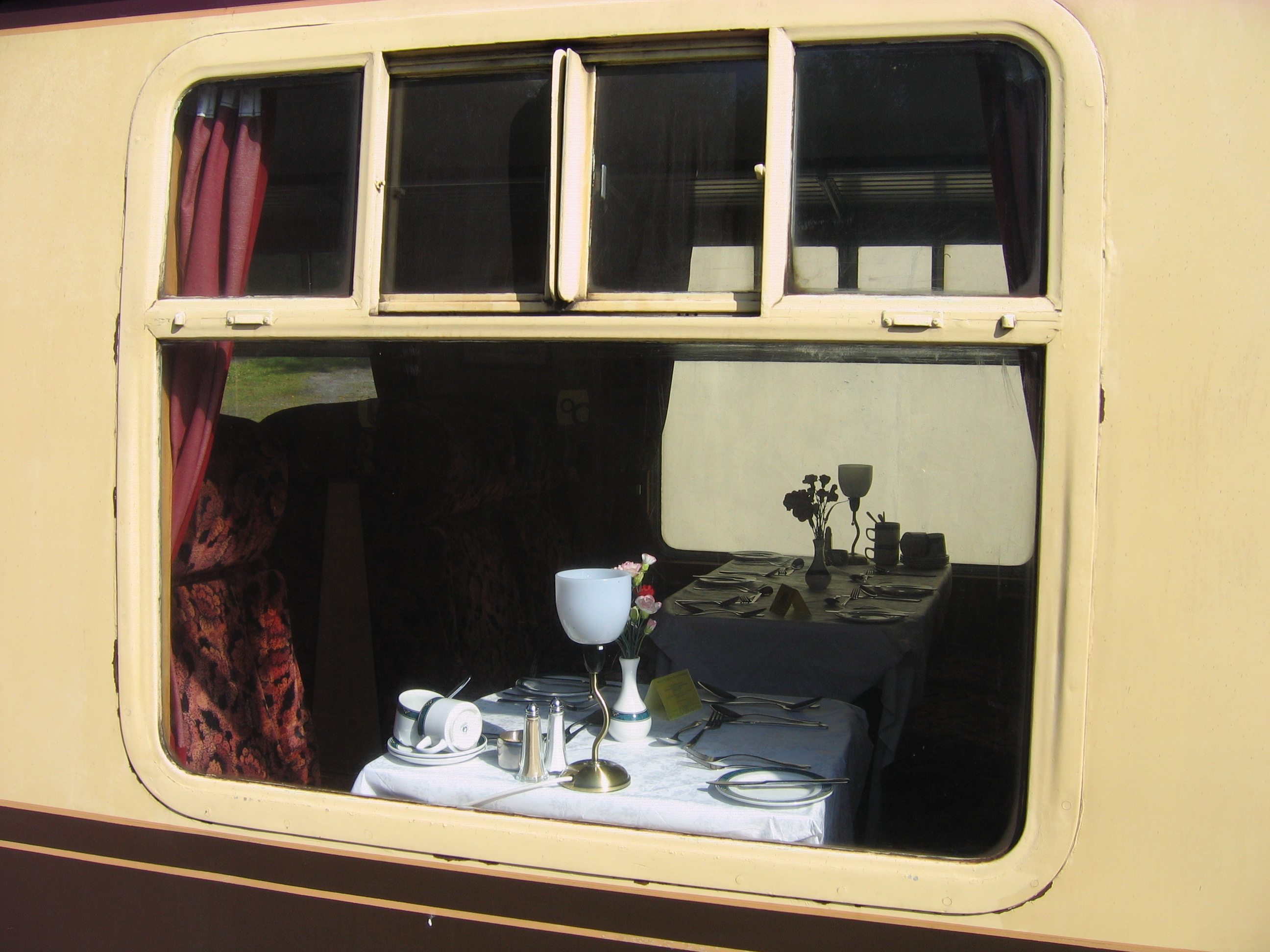
Pullman-Speisewagen der NYMR

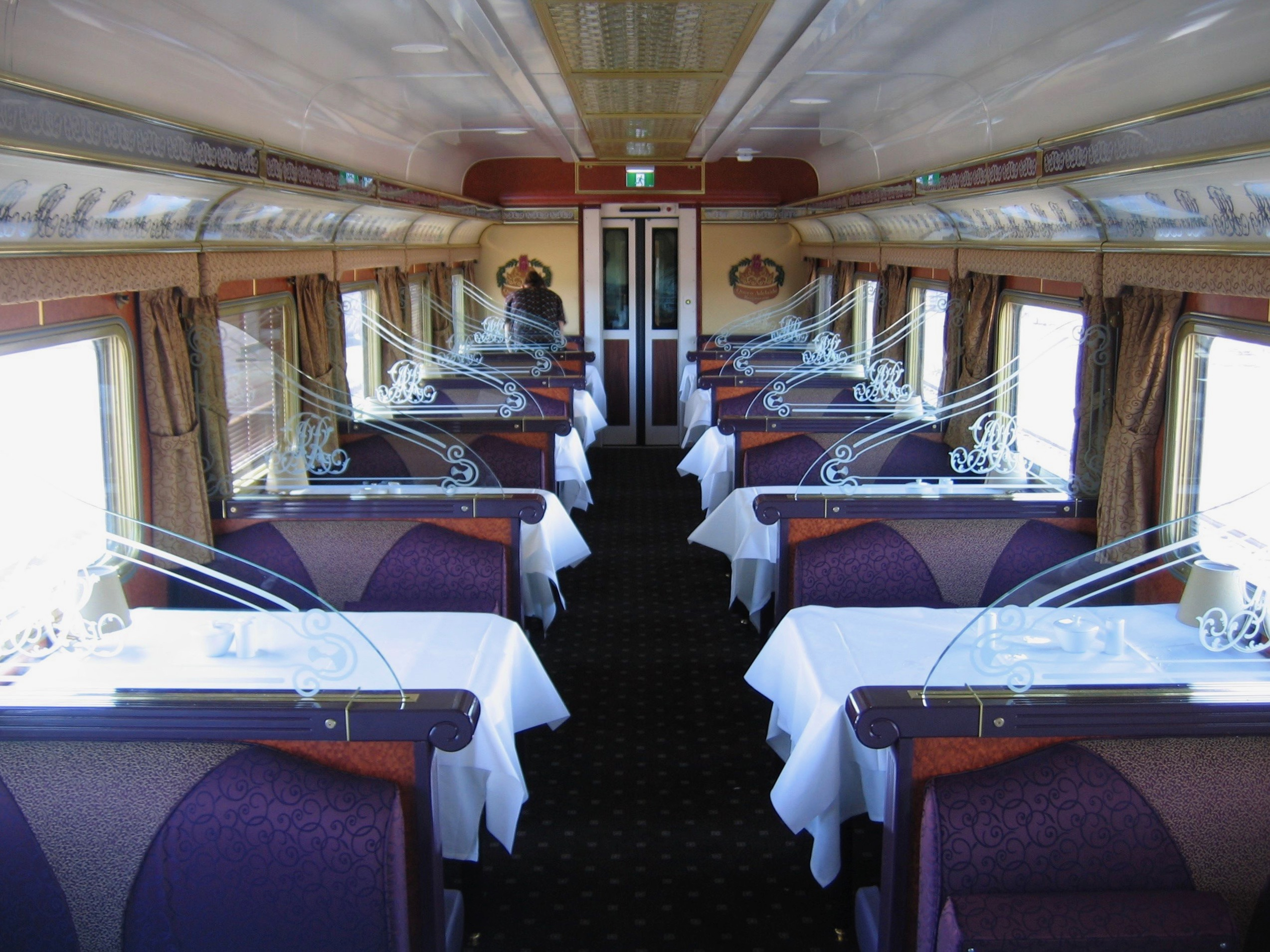
Speisewagen 1. Klasse in The Ghan, Australien

Die Bahnen zahlreicher anderer Staaten bieten ebenfalls gastronomischen Service in ihren Fernzügen.
Ein besonderer, ganz auf den Reisegenuss abgestellter Service ist der Speisewagen-Sonderzug der Museumseisenbahn North Yorkshire Moors Railway, der ausschließlich aus historischen Pullman-Speisewagen gebildet wird und keinem anderen Zweck dient, als gehobene Gastronomie im Speisewagen im Stil der ersten Hälfte des letzten Jahrhunderts anzubieten.
In japanischen Eisenbahnzügen sind Ekiben erhältlich, eine bestimmte Art von Bentō-Gerichte.

## Stromabnehmer

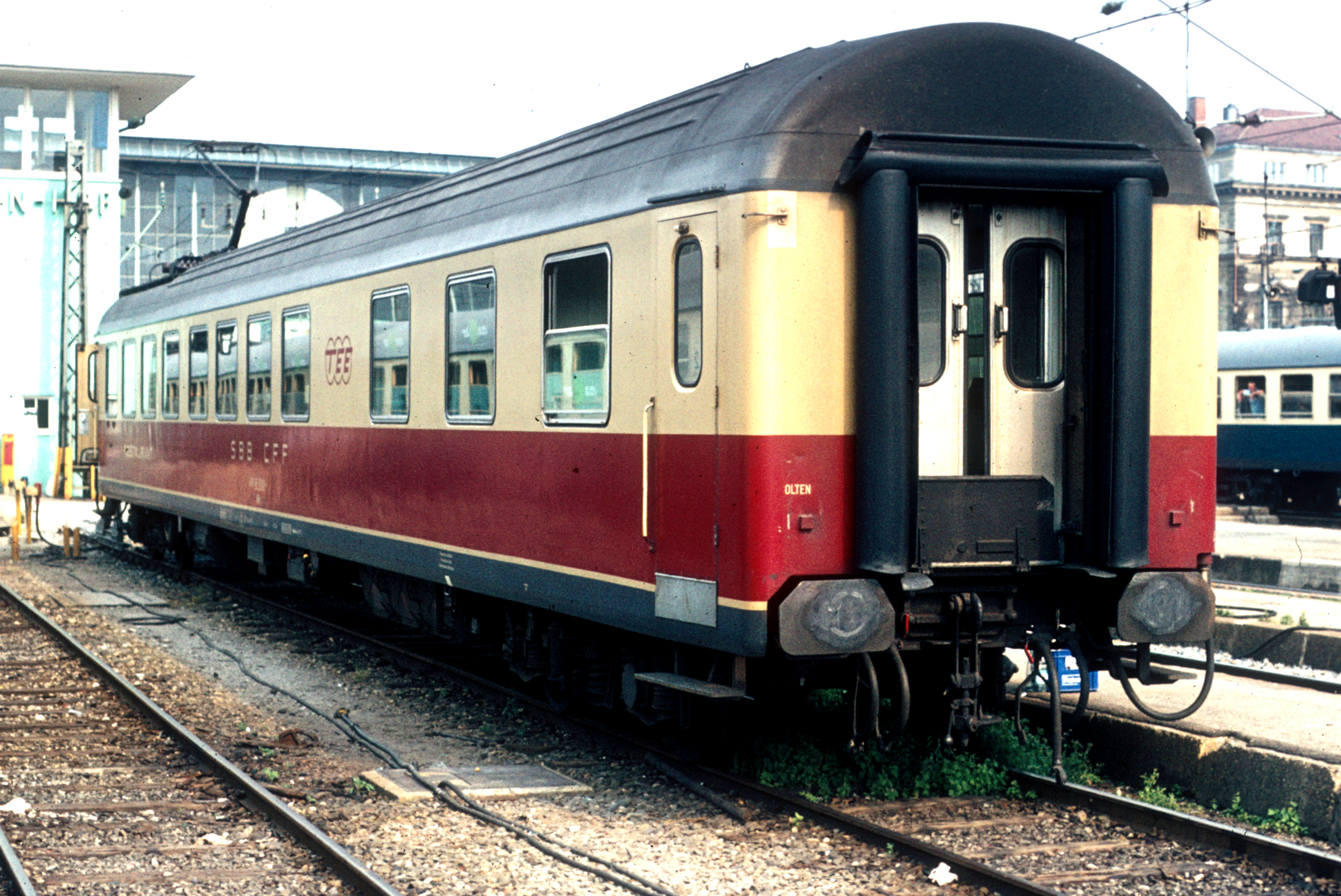
Schweizer Speisewagen mit angehobenem Stromabnehmer während der Abstellung im Münchner Hauptbahnhof, 1978

Manche Speisewagen besitzen einen eigenen Stromabnehmer, um auch während eines Lokomotivwechsels eine konstante Stromversorgung sicherstellen zu können. Dies ist beispielsweise in Kopfbahnhöfen oder an Endbahnhöfen notwendig, um das Anheizen der Küche vor Abfahrt des Zuges oder die Kühlkette zu sichern, wenn der Wagen längere Zeit abgestellt wird – also immer dann, wenn die Zugsammelschiene keine Energie liefert. Während der Fahrt dürfen Stromabnehmer von Speisewagens hingegen nicht angelegt sein. Weder sind sie für höhere Geschwindigkeiten ausgelegt, noch ist das Beachten der Fahrleitungssignale möglich. Ein fahrender Zug mit angelegtem Speisewagenstromabnehmer ist als Betriebsgefahr unverzüglich zu stellen.

## Beschickung
Aus praktischen Gründen sind Speisewagen nur für die Dauer einer Arbeitsschicht (je nach nationalem Arbeitsrecht bis zu zwölf Stunden) einsetzbar:
- Größere Vorratshaltung verbietet sich aus Platzgründen.
- Wie auch in Restaurants müssen frische Lebensmittel am Tag ihrer Anlieferung verbraucht werden, speziell bei gehobener Gastronomie.
- Zur Vermeidung kostspieliger Auswärts- oder Unterwegs-Übernachtungen des Bordpersonals sollte dieses zum Feierabend wieder seinen Heimatbahnhof erreichen, also während einer Schicht pendeln.
- Ein – typischerweise während der Nachtstunden – ungenutzt mitfahrender Speisewagen verursacht unnötige Kosten (Traktionsenergie, Verschleiß).

Eine Unterwegs-Beschickung scheitert bei längeren (internationalen) Zügen an der fehlenden Zeit für Einkäufe, eine gleichbleibende Qualität wäre hier nur über einen systemgastronomischen Ansatz machbar.
Bei nationalen Zügen stellt sich dieses Problem – zumindest in Europa – nicht. Die Zuglaufzeiten sind selten länger als 10 Stunden, oftmals wird der Speisewagen auf dem ersten und/oder letzten Streckenabschnitt geschlossen.
Auf internationalen Routen werden Speisewagen oft nur für einzelne (Tages-)Streckenabschnitte angehängt. Die „leergegessenen“ Wagen werden dann für die Rückfahrt mit einem anderen Zug neu aufgefüllt.

## Literarische Rezeption, Filme und Ausstellungen
Dass ein Speisewagen innerhalb der Bahn-Angebote etwas Besonderes ist und neben technischen und gastronomischen Aspekten auch soziale Funktionen mit oft spannungsreichen und überraschenden Elementen hat, zeigen die belletristischen Titel, die sich mit diesem Thema befassen. Das Spektrum der Bücher dazu reicht von Agatha Christies „Mord im Orient-Express“ (engl. „Murder on the Orient Express“, 1934) und dessen drei Verfilmungen sowie andere Romane über Erzählungen in „Geschichten aus dem Speisewagen. Unterwegs in Deutschland“ von Torsten Körner (2010) bis zu der Trivialnovelle „Wiedersehen im Speisewagen“ (Eva-Schicksalsromane Nr. 133) von Jul Hufschmied. Szenen im Speisewagen bietet auch Steffen Möllers „Expedition zu den Polen. Eine Reise mit dem Berlin-Warszawa-Express“ (2012). Unter dem Titel „Mord im Speisewagen“ gibt es in der Manga-Reihe „Detektiv Conan“ das zweiteilige Video „Mord im Speisewagen“. Der tschechische Schriftsteller Jaroslav Rudiš ist für seine Texte über die Speisewagen der tschechischen Bahn zwischen Prag und Berlin bekannt.
Unter dem Titel „Speisen auf Reisen“ wurde 2010 im Museum für Kommunikation Nürnberg eine Ausstellung zu 130 Jahre Speisewagen-Geschichte gezeigt. Diese Ausstellung war bereits 2004 im Deutschen Technikmuseum in Berlin zu sehen gewesen.